# Jeńcy alianccy w niewoli japońskiej

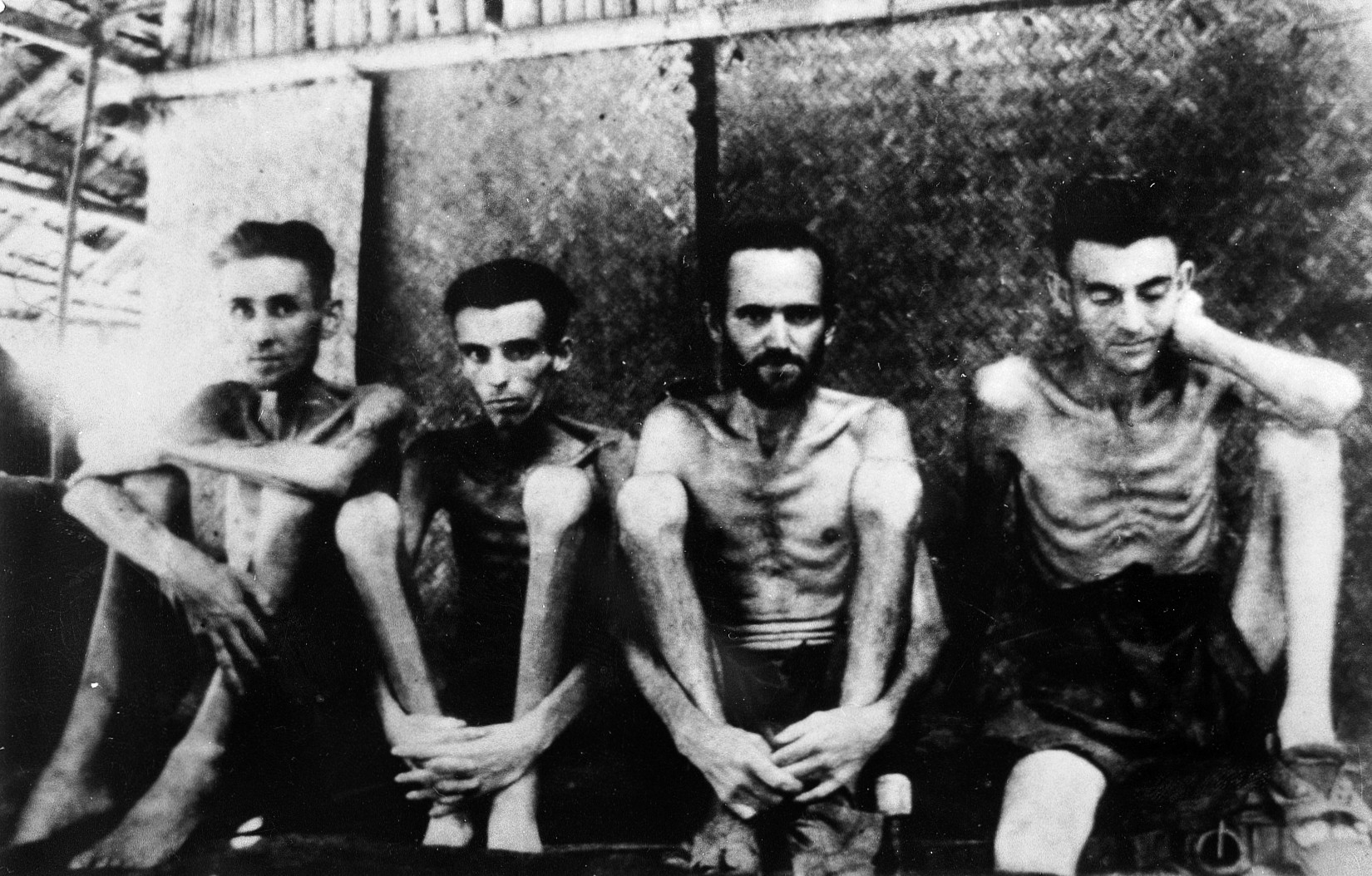
Australijscy i holenderscy jeńcy w obozie jenieckim Changi w Singapurze

Jeńcy alianccy w niewoli japońskiej – członkowie sił zbrojnych państw alianckich, którzy podczas II wojny światowej, w trakcie zmagań na dalekowschodnim i pacyficznym teatrze działań wojennych, zostali wzięci do niewoli przez siły zbrojne Cesarstwa Japonii.
Podczas wojny z Chinami w latach 1937–1945 Japończycy odmawiali żołnierzom przeciwnika statusu jeńców wojennych i po wzięciu do niewoli mordowali ich na masową skalę, zwłaszcza podczas masakry nankińskiej. Z kolei po ataku na Pearl Harbor w grudniu 1941 roku rząd Japonii zadeklarował, że będzie traktował jeńców amerykańskich i europejskich zgodnie z postanowieniami międzynarodowych konwencji. W rzeczywistości japońscy żołnierze i marynarze nierzadko mordowali wziętych do niewoli żołnierzy alianckich, w szczególności lotników. Transport jeńców odbywał się w nieludzkich warunkach, zwłaszcza podczas pieszych „marszów śmierci” oraz na pokładach tzw. piekielnych statków. W obozach jenieckich panowały fatalne warunki bytowe i sanitarne, szerzyły się głód i choroby, a jeńców poddawano brutalnemu traktowaniu, w tym nawet pseudomedycznym eksperymentom. Żołnierzy alianckich na masową skalę wykorzystywano w charakterze niewolniczej siły roboczej, między innymi podczas budowy Kolei Birmańskiej.
W latach 1941–1945 w niewoli japońskiej znalazło się około 320 tys. żołnierzy alianckich, w tym około 140 tys. żołnierzy pochodzenia europejskiego. Spośród tych ostatnich blisko jedna trzecia nie przeżyła niewoli. Japońskie obozy jenieckie są zaliczane do „najokropniejszych doświadczeń koncentracyjnych, jakie kiedykolwiek poznał świat”.

## Źródła japońskiego stosunku do jeńców wojennych

### Przyczyny ideologiczne
Konflikty zbrojne rozgrywające się w feudalnej Japonii zazwyczaj charakteryzowało okrucieństwo i brak litości wobec pokonanego przeciwnika. Z początku nieco odmienny charakter miały natomiast wojny toczone przez Japonię po restauracji Meiji. O ile japońskie siły zbrojne często w bardzo brutalny sposób traktowały cywilną ludność podbitych ziem (Chińczyków, Koreańczyków), o tyle jeńców wojennych – zwłaszcza pochodzenia europejskiego (Rosjan, Niemców) – traktowano poprawnie, a w niektórych wypadkach wręcz wzorowo. Początkowo nie potępiano również własnych żołnierzy, którzy dostali się do nieprzyjacielskiej niewoli.
Począwszy od drugiej dekady XX wieku, w japońskich siłach zbrojnych rozpoczął się jednak stopniowy odwrót od zapożyczonych z Europy zasad i metod szkolenia wojskowego, połączony z odgórnie narzuconym powrotem do „dawnych japońskich wartości”. Kluczową rolę w kształtowaniu postaw żołnierzy odgrywał odtąd odczytany na nowo, czy też jak nalega Yuki Tanaka – „wypaczony”, kodeks wojownika Bushidō. W myśl jego nowej interpretacji najważniejszymi cnotami, którymi powinni się kierować żołnierze cesarza, były: bezwarunkowe, wręcz ślepe posłuszeństwo, gotowość do całkowitego poświęcenia, dążenie do zwycięstwa za wszelką cenę. Kluczowe znaczenie przypisywano „żołnierskiemu duchowi”, czemu towarzyszyło lekceważenie kwestii technicznych i logistycznych. Armia co do zasady odrzucała myśl o defensywie i odwrocie, nawet jeśli byłyby uzasadnione względami militarnymi. Kapitulacja była natomiast absolutnie wykluczona – od żołnierzy oczekiwano, że będą walczyć do samego końca, a w obliczu nieuchronnej klęski popełnią samobójstwo lub polegną w walce. Śmierć w służbie cesarza była uznawana za największy zaszczyt, podczas gdy poddanie się okrywało hańbą zarówno żołnierza, jak i jego rodzinę .
Takie pojmowanie obowiązku żołnierskiego było przyczyną ogromnych i często niepotrzebnych strat, które wojska japońskie ponosiły w trakcie wojny na Pacyfiku. Jednocześnie przekładało się na absolutną pogardę, z którą traktowano jeńców z nieprzyjacielskich armii. Bez względu na okoliczności, w których dostali się do niewoli, w oczach japońskich żołnierzy i oficerów byli oni ludźmi pozbawionymi honoru i wszelkich praw, niegodnymi jakiegokolwiek szacunku .

### Stosunek do prawa konfliktów zbrojnych
Przedstawiciel Japonii złożył podpis na konwencji genewskiej z 27 lipca 1929 roku „O traktowaniu jeńców wojennych”. Ostatecznie konwencja nie została jednak ratyfikowana przez Japonię. Stało się to pod wpływem nacisków tamtejszych kręgów wojskowych, które wychodziły z założenia, że w sytuacji, gdy japoński żołnierz nie ma prawa się poddać, zapewnianie opieki jeńcom i przeznaczanie na nią cennych zasobów, jest absolutnie nieuzasadnione i nie ma szans spotkać się z wzajemnością potencjalnego przeciwnika.
Mimo braku ratyfikacji konwencji Japonia nie mogła się powoływać na nieznajomość jej zapisów. Jednocześnie Cesarstwo nadal pozostawało sygnatariuszem IV konwencji haskiej z 1907 roku. Załączony do niej „regulamin dotyczący praw i zwyczajów wojny lądowej” nakładał na układające się strony m.in. obowiązek humanitarnego traktowania jeńców wojennych, szanowania ich własności, zapewnienia odpowiedniego zakwaterowania oraz wyżywienia nie gorszego niż we własnej armii, prowadzenia rejestrów jeńców i dostarczania im darów przesyłanych przez Czerwony Krzyż lub inne organizacje humanitarne. Regulamin zabraniał także kierowania jeńców do prac, które są zbyt ciężkie lub bezpośrednio związane z prowadzeniem działań wojennych.
Na początku 1942 roku, niedługo po rozpoczęciu wojny na Pacyfiku, mocarstwa zachodnie kanałami dyplomatycznymi poinformowały Japonię, że w odniesieniu do jej żołnierzy będą stosować się do postanowień konwencji genewskiej, a jednocześnie na zasadzie wzajemności oczekują przestrzegania jej przez Japonię. W odpowiedzi japoński minister spraw zagranicznych Shigenori Tōgō złożył formalne zapewnienie, że w stosunku do jeńców alianckich jego kraj przestrzegać będzie zarówno zapisów konwencji genewskiej „O polepszeniu losu chorych i rannych w armiach czynnych”, jak i na zasadzie mutatis mutandis – postanowień konwencji genewskiej „O traktowaniu jeńców wojennych”. W instrukcji dla komendantów obozów jenieckich z czerwca 1942 roku japoński premier i minister wojny Hideki Tōjō zaznaczył jednak:

W Japonii mamy swój własny punkt widzenia sprawy jeńców, tak więc nasze traktowanie ich siłą rzeczy różni się w większym lub mniejszym stopniu od traktowania jeńców wojennych w Europie i Ameryce.

W praktyce Japonia całkowicie lekceważyła większość postanowień międzynarodowych konwencji, które odnosiły się do traktowania jeńców wojennych. Podczas powojennych procesów japońscy oficerowie oskarżeni o zbrodnie wojenne wielokrotnie dawali wyraz przekonaniu, że bezwarunkowa kapitulacja nieprzyjacielskich oddziałów automatycznie pozbawiła jeńców jakichkolwiek praw – mimo iż było to stanowisko całkowicie pozbawione podstaw prawnych.

### Inne czynniki
Szukając przyczyn złego traktowania jeńców przez Japończyków, historycy wskazują m.in. na uprzedzenia na tle rasowym, nacjonalistyczną i antyzachodnią indoktrynację, której od najmłodszych lat poddawano obywateli Japonii  oraz wspólną dla wszystkich konfliktów zbrojnych tendencję do dehumanizacji przeciwnika. Podkreślają jednocześnie, że charakterystyczna dla japońskiego społeczeństwa dominacja etyki grupowej nad etyką indywidualną, a zwłaszcza obowiązująca w siłach zbrojnych zasada bezwarunkowego posłuszeństwa wobec zwierzchników, którzy wydawali rozkazy „w imieniu cesarza”, były powodem, dla którego żołnierze i oficerowie niezwykle rzadko byli skłonni sprzeciwić się zbrodniczym rozkazom, nawet gdy osobiście się z nimi nie zgadzali.
Okrutne traktowanie jeńców do pewnego stopnia było także pochodną stosunków panujących w japońskich siłach zbrojnych. Charakteryzował je bowiem niezwykle surowy dryl, a na porządku dziennym było stosowanie fizycznej i psychicznej przemocy wobec żołnierzy i marynarzy. Dyscyplinę zazwyczaj egzekwowano nieoficjalnie, poprzez przyzwolenie na znęcanie się nad rekrutami przez doświadczonych żołnierzy. Konsekwencją tej kultury przemocy było, że dręczeni i upokarzani żołnierze regularnie wyładowywali swoją frustrację na jeńcach wojennych . Jak wskazuje Jean-Luis Margolin: „pranie mózgów, uprzedmiotowienie żołnierzy, otwierało zarazem drogę do zbrodni popełnianych na ludności cywilnej czy jeńcach wojennych”. Michael i Elizabeth Normanowie w swej książce o „batańskim marszu śmierci” także podkreślają, że japońscy żołnierze „bili jeńców tak samo okrutnie, jak sami byli bici przez swoich sierżantów i poruczników”. Po wojnie premier Tōjō relatywizował przemoc panującą w obozach jenieckich, usiłując przekonać przesłuchujących go alianckich śledczych, że bicie po twarzy jest środkiem wychowawczym powszechnie stosowanym w japońskich rodzinach i siłą rzeczy przenikającym w szeregi armii, stąd nie należy go postrzegać w kategorii zbrodni wojennej, lecz „zwyczaju”.
Innym istotnym czynnikiem był również fakt, że Japonia rozpoczynając wojnę z mocarstwami zachodnimi, nie spodziewała się, że w jej ręce wpadnie tak duża liczba jeńców wojennych. W konsekwencji wojskowa administracja i służby logistyczne nie były przygotowane, aby właściwie się nimi zaopiekować. W dodatku w japońskich siłach zbrojnych służba w obozach jenieckich nie cieszyła się prestiżem. W konsekwencji stanowiska komendantów wielokrotnie powierzano oficerom niekompetentnym, lekceważącym swoje obowiązki, nadużywającym alkoholu, a nawet wykazującym skłonności sadystyczne. Na skutek korupcji lub nieudolności oficerów odpowiedzialnych za kwatermistrzostwo żywność często nie docierała do obozów jenieckich.
Szeregowymi strażnikami w obozach byli zazwyczaj członkowie formacji pomocniczych, którzy znajdowali się na samym dole wojskowej hierarchii i sami padali ofiarą złego traktowania ze strony przełożonych. Większość pochodziła z japońskich kolonii: Korei lub Formozy. W szczególności Koreańczycy zostali zapamiętani przez jeńców ze względu na swą brutalność, a wręcz okrucieństwo. W niektórych mniejszych obozach wzdłuż Kolei Birmańskiej załogi były złożone wyłącznie z Koreańczyków. Pochodzący z Korei gen. Shiyoku Kou (właśc. Hong Sa-ik) pełnił nawet funkcję zwierzchnika wszystkich obozów jenieckich i obozów internowania na Filipinach. Kierowanie mieszkańców kolonii do służby w obozach jenieckich nie było jednak absolutną regułą. Na Wyspach Japońskich strażnikami byli często japońscy rekonwalescenci, a nawet żołnierze uznawani za „lekko upośledzonych”. Zdarzało się ponadto, że jako strażników zatrudniano żołnierzy hinduskich, którzy przeszli na japońską stronę (Singapur) lub członków miejscowych plemion (Sandakan).

## Zbrodnie na jeńcach chińskich (1937–1945)

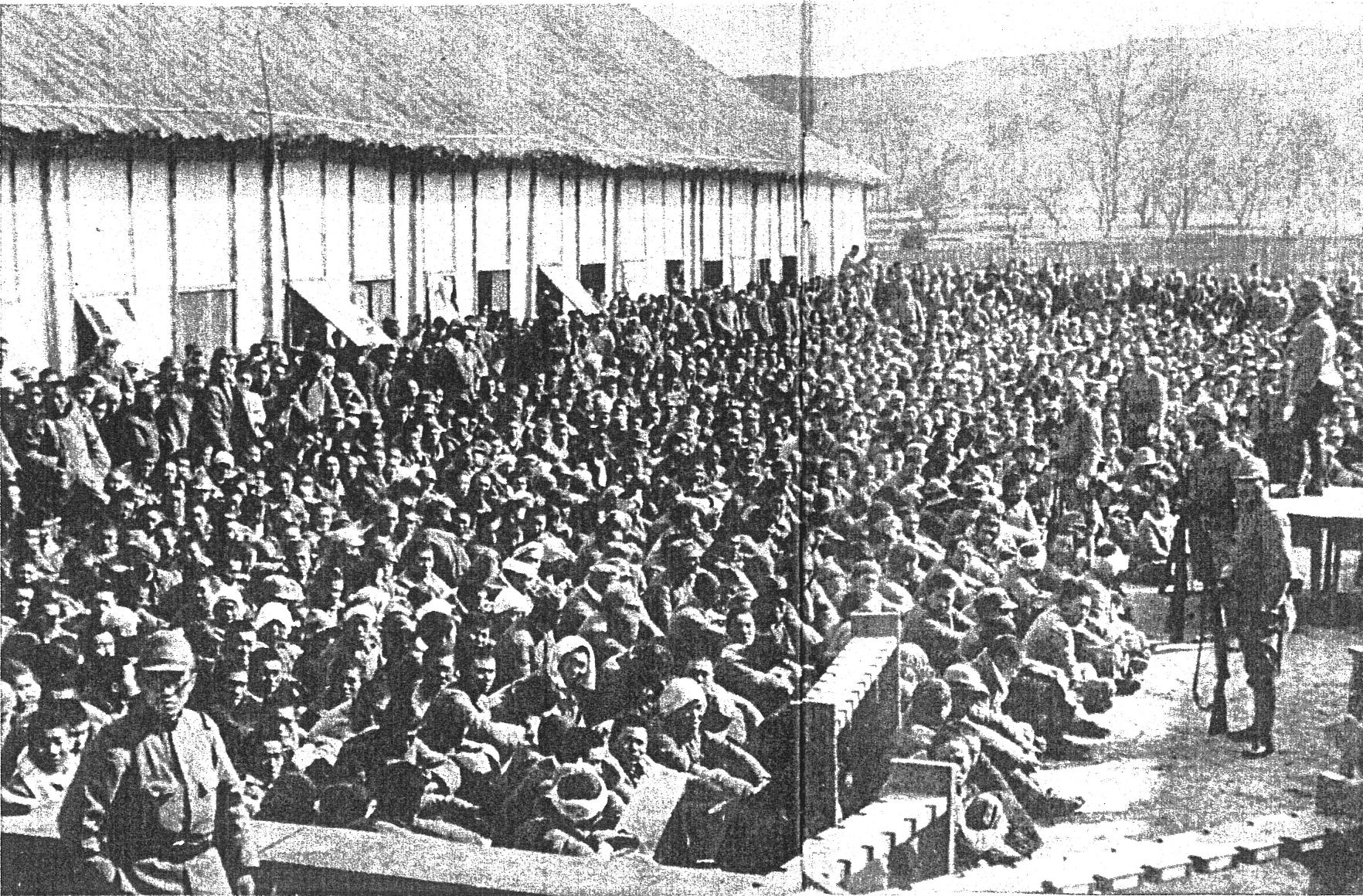
Chińscy żołnierze wzięci do niewoli w Nankinie

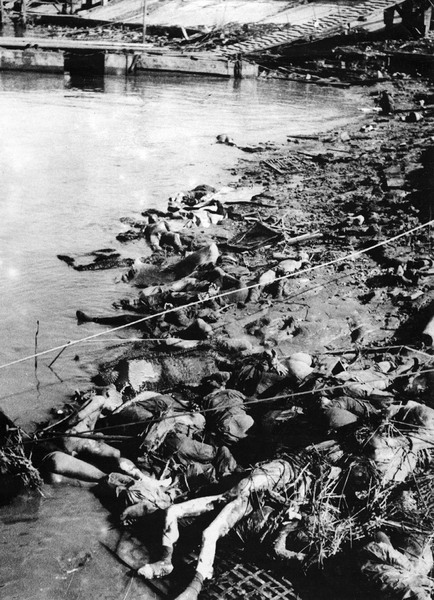
Masakra nankińska. Stosy zwłok zalegające nad brzegami Jangcy

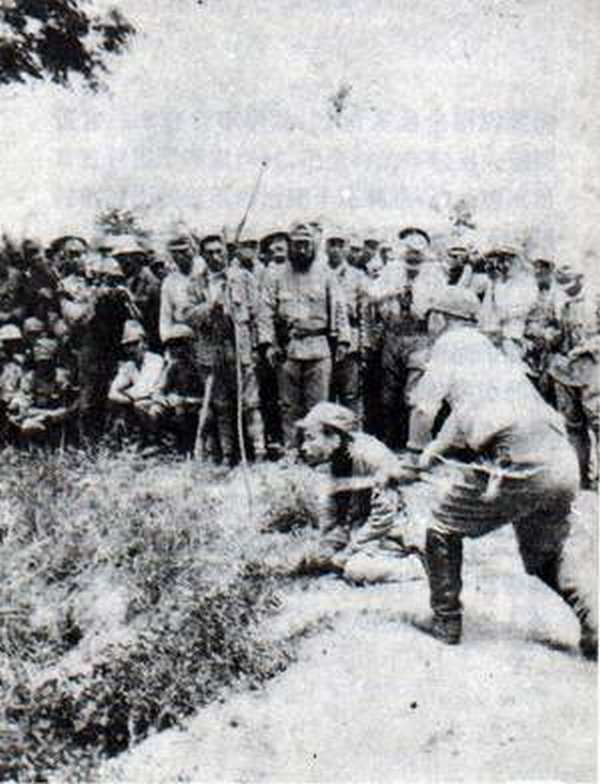
Masakra nankińska. Egzekucja przez ścięcie mieczem

Od czasu tzw. incydentu mukdeńskiego z 18 września 1931 roku i będącej jego następstwem zbrojnej okupacji Mandżurii, Japonia pozostawała militarnie zaangażowana w Chinach. Jej wojska nie poprzestały przy tym na opanowaniu Mandżurii, lecz stopniowo zajmowały kolejne regiony północno-wschodnich Chin. Ostatecznie po tzw. incydencie na moście Marco Polo w lipcu 1937 roku Chiny stanęły w obliczu zakrojonej na pełną skalę inwazji ze strony wyspiarskiego sąsiada. Działania zbrojne i japońska okupacja znacznych obszarów Chin trwały do momentu kapitulacji Cesarstwa w sierpniu 1945 roku.
Mimo iż konflikt japońsko-chiński spełniał wszelkie przesłanki, by uznać go za wojnę między państwami, rząd w Tokio konsekwentnie stał na stanowisku, że w Chinach ma miejsce wyłącznie „incydent”. Z tego powodu wziętym do niewoli żołnierzom chińskim odmawiano statusu jeńców wojennych. O tym, że japońska armia nie brała pod uwagę możliwości zapewnienia im jakiejkolwiek opieki, świadczyć może fakt, że nie powołano żadnego administracyjnego ciała, które zajmowałoby się sprawami jeńców. Biuro ds. jeńców wojennych utworzono w ramach Ministerstwa Wojny dopiero po ataku na Pearl Harbor. Japońska armia nie uznawała chińskich żołnierzy za członków sił zbrojnych nieprzyjacielskiego państwa, lecz za uzbrojonych „bandytów”, którym nie przysługują żadne prawa przewidziane w międzynarodowych konwencjach i zwyczajach wojennych. Taką percepcję prawdopodobnie wzmacniał fakt, że Japończyków zaskoczył twardy opór stawiany przez Chińczyków, których dotąd postrzegali jako tchórzy i ludzi gorszej kategorii. Zdaniem Jean-Louisa Margolina owo „wyjście z przypisanej roli” było powodem, dla którego japońscy żołnierze uznali chińskiego przeciwnika za „perfidnego” i niezasługującego na żadną litość. Regułą stało się, iż chińscy jeńcy byli mordowani natychmiast po wzięciu do niewoli. Do ich zabijania zachęcały nawet broszury szkoleniowe w jednej z oficerskich szkół piechoty. Oszczędzano jedynie tych jeńców, którzy byli potrzebni jako tragarze lub robotnicy przymusowi.
Do największej i najbardziej znanej zbrodni na chińskich jeńcach wojennych doszło po upadku Nankinu. W japońskie ręce wpadły wtedy tysiące chińskich żołnierzy. Niektórzy poddawali się całymi oddziałami, inni porzucili broń i mundury, po czym usiłowali ukryć się wśród ludności cywilnej. Tymczasem wieczorem 13 grudnia 1937 roku, a więc w dniu zdobycia miasta, dowódca 6. brygady 9. Dywizji Piechoty wydał rozkaz o treści:

Ponieważ wiele wskazuje, że rozbici żołnierze wroga przeszli do cywila, musimy aresztować każdą osobę podejrzaną i zamknąć ją w przeznaczonym do tego celu miejscu […] Musicie przyjąć, że każdy dorosły mężczyzna, nawet w średnim wieku, to żołnierz w cywilu albo dezerter i wobec tego macie go zatrzymać i aresztować.

Tego samego dnia gen. Kesago Nakajima zapisał w swym dzienniku:

Ponieważ nasza polityka zakładała nie brać jeńców, byliśmy zmuszeni likwidować ich tuż po pojmaniu.

W mieście przez wiele tygodni trwała systematyczna rzeź, której ofiarą padli w pierwszym rzędzie jeńcy wojenni. Zazwyczaj dzielono ich na grupy, liczące po kilkaset lub nawet kilka tysięcy osób, a następnie prowadzono nad brzegi Jangcy lub na uprzednio wytypowane place, gdzie byli masakrowani ogniem broni maszynowej. Rannych dobijano bagnetami lub strzałami z pistoletu. Jeśli grupy były niewielkie, ofiarom ścinano głowy mieczami lub zakłuwano je bagnetami. Urządzono nawet „zawody” na ścinanie głów. Zwłoki wrzucano do Jangcy lub oblewano benzyną i palono. Rannych żołnierzy chińskich wyłapywano nawet w szpitalach, nie szczędząc im tortur przed śmiercią. Nie jest znany przypadek, aby jakąkolwiek większą grupę jeńców odprowadzono do obozu jenieckiego. Oszczędzano co najwyżej pojedynczych żołnierzy, aby wykorzystać ich jako kulisów. Zdarzało się, że po pewnym czasie oni także byli mordowani, jeśli uznano ich za niepotrzebnych.
Japończycy starali się wyłapać chińskich żołnierzy, którzy ukrywali się wśród ludności cywilnej. Czasami przeprowadzano pewną formę „selekcji”, wyszukując mężczyzn krótko ostrzyżonych, noszących na czole odciski od paska od hełmu lub odciski kolby karabinowej na ramieniu. Wątpliwości każdorazowo rozstrzygano na niekorzyść podejrzanego. W innych wypadkach Japończycy rezygnowali z „selekcji”, wyłapując i mordując wszystkich mężczyzn w wieku od 15 do 45 lat, zdolnych do noszenia broni. Zdarzało się również, że uciekali się do podstępu, obiecując ocalenie tym chińskim żołnierzom, którzy ujawnią się dobrowolnie. Członkowie Międzynarodowego Komitetu, który sprawował opiekę nad tzw. strefami bezpieczeństwa w Nankinie, mieli ograniczone możliwości przyjścia ofiarom na ratunek. Gdy nie udało im się uzyskać gwarancji bezpieczeństwa dla ukrywających się chińskich żołnierzy, usiłowali ukryć ich broń i mundury oraz skupili się na ratowaniu tych mężczyzn, co do których mieli pewność, że są cywilami (przede wszystkim swoich pracowników i sąsiadów, chińskich chrześcijan itp.). Margolin oblicza, że w czasie masakry nankińskiej z rąk japońskich zginęło od 30 do 60 tys. chińskich jeńców wojennych, z czego większość zamordowano między 12 a 18 grudnia 1937 roku. W innych źródłach można znaleźć nawet wyższe szacunki. Ocaleli tylko nieliczni, nierzadko ukrywszy się pod zwałami ciał zamordowanych towarzyszy.
Zachowane dokumenty wojskowe oraz wpisy w dziennikach japońskich oficerów nie pozostawiają wątpliwości, że masowa rzeź jeńców wojennych i mężczyzn zdolnych do noszenia broni została odgórnie zaplanowana i zarządzona. Margolin przypuszcza, że gen. Iwane Matsui, dowódca japońskiego Obszaru Armijnego Chin Centralnych, wierzył, że Chiny będzie można rzucić na kolana jedną decydującą kampanią, stąd gdy w Nankinie znalazły się w okrążeniu znaczne siły chińskie, był zdeterminowany całkowicie je wyniszczyć. Japońska armia nie była przygotowana na przyjęcie i utrzymanie wielkiej liczby jeńców, stąd Matsui rozkazał ich wymordować. Być może liczył przy tym, że w ten sposób zastraszy i zdemoralizuje armię Czang Kaj-szeka.
Do masowych zbrodni na chińskich jeńcach dochodziło także w innych miejscach. W zdobytym Szanghaju japońscy żołnierze zamordowali na promenadzie Bund około 200 chińskich jeńców, zapraszając w charakterze „widzów” marynarzy z zakotwiczonego nieopodal okrętu. W październiku 1938 roku, po zdobyciu Hankou (ob. część Wuhan), setki jeńców rozstrzelano lub utopiono w rzekach Jangcy i Han Shui. W czerwcu 1944 roku, podczas operacji Ichi-gō, tysiące chińskich jeńców i cywilów zostało zamordowanych w Changsha. Często zdarzało się, że chińskich jeńców wykorzystywano jako „żywe manekiny” podczas treningu walki mieczem lub bagnetem.
Co najmniej kilka tysięcy chińskich jeńców zostało wykorzystanych jako „króliki doświadczalne” w ośrodkach jednostki 731, w których prowadzono badania nad bronią bakteriologiczną, lub w innych placówkach badawczych, w których na przykład testowano nowe rodzaje broni. Na chińskich jeńcach i więźniach japońscy lekarze przeprowadzali pokazowe amputacje lub ekstrakcje zębów, a nawet rozmyślnie zadawali im rany postrzałowe, aby ćwiczyć później wyjmowanie kul z ludzkiego ciała.
Z czasem japoński stosunek do chińskich jeńców uległ pewnemu złagodzeniu. Wpływ na to miało w szczególności utworzenie kolaboracyjnego rządu Wang Jingweia oraz rosnące zapotrzebowanie na siłę roboczą. Wziętych do niewoli Chińczyków zaczęto wcielać do japońskich formacji pomocniczych lub kierować do niewolniczej pracy. Między innymi wiosną 1942 roku około 80 tys. chińskich jeńców wysłano do kopalń i fabryk w Mandżurii, co zapewne ocaliło ich przed natychmiastowym wymordowaniem. Kilkadziesiąt tysięcy Chińczyków wysłano także do przymusowej pracy na Wyspy Japońskie. Blisko połowę tego kontyngentu stanowili jeńcy wojenni: zarówno z armii Kuomintangu, jak i z armii komunistycznej. Niemniej chińscy jeńcy do końca wojny pozostawali zdani na łaskę lub niełaskę japońskich oddziałów, które wzięły ich do niewoli.

## Traktowanie jeńców z państw zachodnich (1941–1945)

### Masowe mordy i egzekucje

#### Masakry dokonywane w trakcie lub po zakończeniu bitew

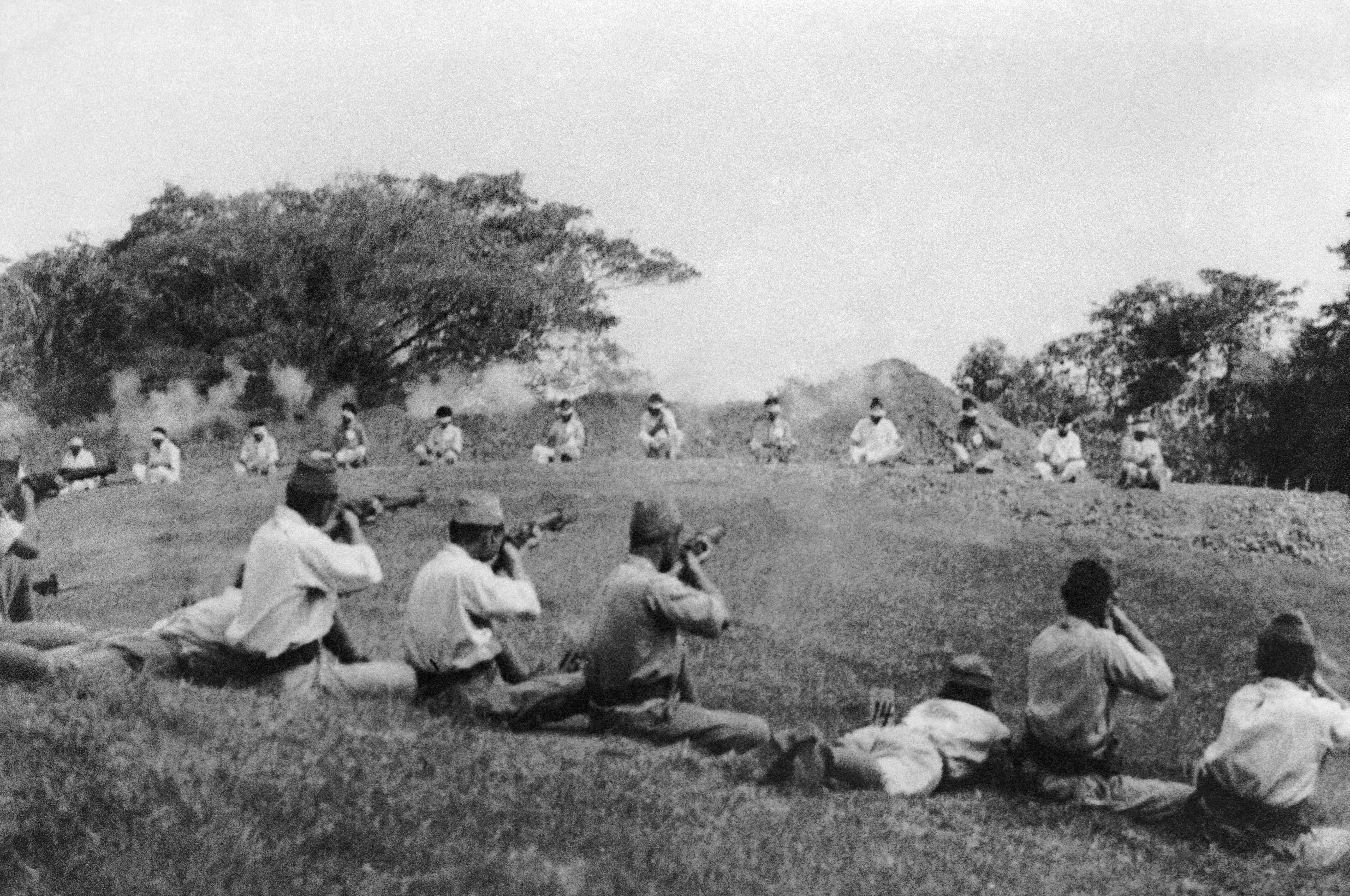
Egzekucja grupy Sikhów. Zdjęcie odnalezione po wyzwoleniu Singapuru

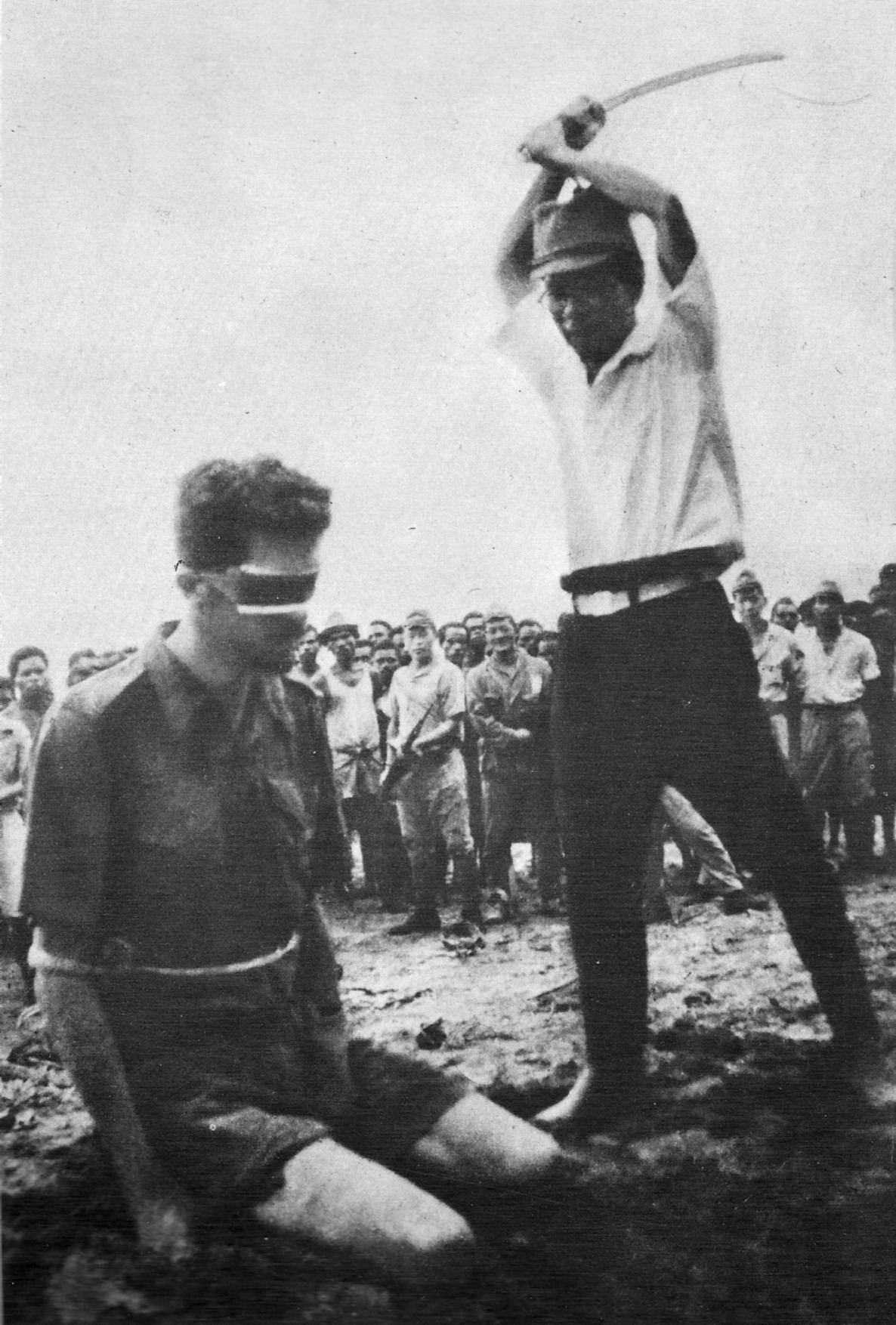
Egzekucja australijskiego jeńca, sierż. Leonarda G. Siffleeta. Aitape na Nowej Gwinei, 24 października 1943

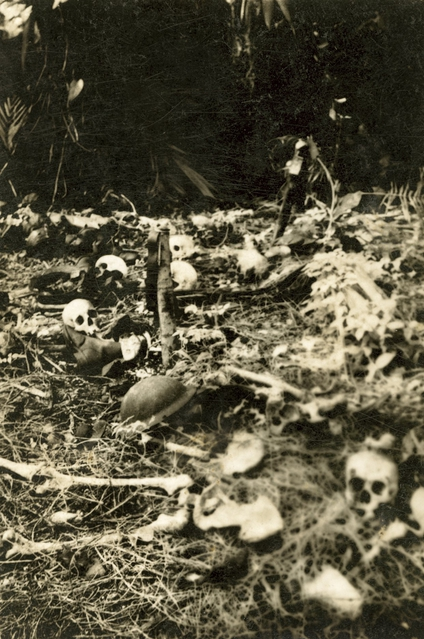
Szczątki australijskich jeńców zamordowanych na plantacji Tol

Znane są liczne przypadki, gdy żołnierze alianccy byli mordowani przez Japończyków natychmiast lub w krótkim czasie po tym, jak dostali się do niewoli. Czasami zbrodnie były wynikiem oddziaływania japońskiej propagandy, która zachęcała żołnierzy, by nie okazywali litości przeciwnikowi. Często służyły także rozładowaniu frustracji spowodowanej stratami we własnych szeregach. Szacuje się, że spośród wszystkich alianckich jeńców, którzy ponieśli śmierć w niewoli japońskiej, blisko 8% zostało zamordowanych zaraz po kapitulacji. Niemniej jak wskazuje Margolin, masakry jeńców z państw zachodnich traktować należy w kategorii wyjątku, podczas gdy w przypadku jeńców chińskich były one regułą.
Nierzadko ofiarą masakr padali ranni żołnierze oraz opiekujący się nimi personel medyczny. 25 grudnia 1941 roku, podczas bitwy o Hongkong, japońscy żołnierze wtargnęli do szpitala wojskowego w Stephen’s College. Zakłuli bagnetami ponad 70 rannych leżących w łóżkach, zabili także komendanta szpitala i jego adiutanta. Chińskie i brytyjskie pielęgniarki zostały wielokrotnie zgwałcone, trzy zamordowano. W styczniu 1942 roku w Parit Sulong w północno-zachodniej części Johoru (Półwysep Malajski) w ręce Japończyków wpadło około 150 rannych żołnierzy australijskich i hinduskich. Zostali oni zmasakrowani ogniem broni maszynowej lub zakłuci bagnetami. Ich zwłoki oblano benzyną i podpalono, a według niektórych relacji – zmiażdżono kołami samochodów ciężarowych. W nocy z 13 na 14 lutego 1942 roku, na dzień przed upadkiem Singapuru, japońscy żołnierze wdarli się do Alexandra Hospital, gdzie zamordowali ponad 50 osób, zakłuwając bagnetami nawet pacjenta na stole operacyjnym oraz operującego go chirurga i jego asystenta. Tych, którzy przeżyli pierwszą fazę masakry, wypędzono ze szpitala i uwięziono w sąsiednich budynkach; część zmarła z ran i pragnienia, innych zamordowano w ciągu następnego dnia. Całkowita liczba ofiar tej masakry mogła sięgnąć 320. W marcu 1942 roku ofiarą masakry padli pacjenci i personel holenderskiego szpitala wojskowego w Sabang.
W styczniu 1942 roku Japończycy zdobyli Tarakan na Borneo (Holenderskie Indie Wschodnie). W odwecie za zatopienie dwóch japońskich trałowców zamordowano 219 holenderskich jeńców. Ofiary zabrano na pokład japońskiego krążownika lekkiego, który popłynął w miejsce, gdzie zatonął japoński okręt. Tam jeńców ścięto mieczami, a ich zwłoki wrzucono do morza. W brytyjskiej części Borneo wymordowano natomiast wszystkich hinduskich jeńców z dwóch plutonów 2 Pułku Pendżabskiego (2nd Punjab Regiment). Była to zemsta za ciężkie straty, które owe pododdziały zadały siłom inwazyjnym. 4 lutego 1942 roku, kilkanaście dni po upadku Rabaulu, na plantacjach Tol i Waitavalo na Nowej Brytanii żołnierze japońscy rozstrzelali lub zakłuli bagnetami około 160 australijskich jeńców, w tym członków wojskowej jednostki sanitarnej. W tym samym miesiącu na wyspie Bangka na wschód od Sumatry japońscy żołnierze zamordowali około 80 rozbitków z alianckich statków, w tym 21 pielęgniarek z Australian Army Nursing Service. Te ostatnie zostały przed śmiercią zgwałcone. W lutym 1942 roku do masakry jeńców wojennych doszło także na wyspie Ambon w archipelagu Moluki. W odwecie za straty poniesione podczas inwazji japońscy marynarze i żołnierze oddziałów desantowych marynarki zamordowali w rejonie lotniska Laha ponad 300 australijskich i holenderskich jeńców. Ofiary ścięto mieczami lub zakłuto bagnetami. Dwa miesiące później, po kapitulacji amerykańsko-filipińskiego garnizonu na półwyspie Bataan, żołnierze formozańskich oddziałów pomocniczych „Takasago” zamordowali w masowej egzekucji nad rzeką Pantingan około 400 filipińskich oficerów i podoficerów. W marcu 1945 roku, po japońskim zamachu stanu we francuskich Indochinach, w Tonkinie zamordowano około 450 francuskich i wietnamskich żołnierzy. W wielu wypadkach ofiarom najpierw strzelano w nogi, a następnie zakłuwano je bagnetami.

#### Masakry w okresie japońskiej defensywy

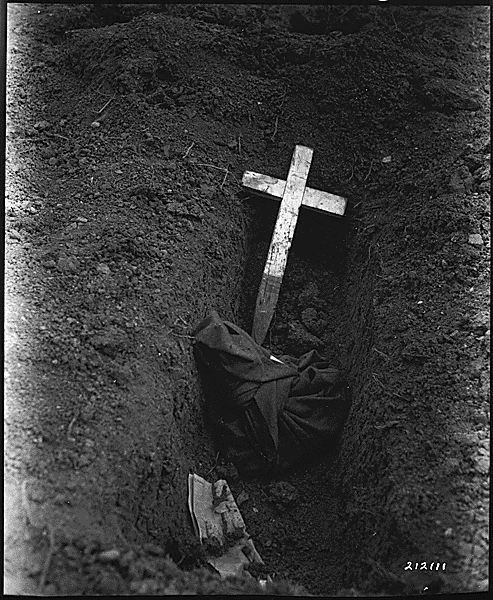
Szczątki jeńców wymordowanych w obozie jenieckim na Palawanie

Gdy Cesarstwo znalazło się w defensywie, mordowani zaczęli być jeńcy przetrzymywani bezpośrednio w strefie działań wojennych. Jesienią 1942 roku, po pierwszych amerykańskich nalotach, które zdawały się zwiastować przygotowania do inwazji, Japończycy wymordowali jeńców przetrzymywanych na atolu Tarawa (22 ofiary) oraz na wyspie Nauru. 1 lipca 1943 roku na Balalae na wyspach Shortland ścięto lub zakłuto bagnetami około 90–100 brytyjskich jeńców, członków tzw. 600 Gunners Party. W październiku 1943 roku na atolu Wake w masowej egzekucji stracono 97 jeńców – pracowników budowlanych, którzy półtora roku wcześniej uczestniczyli w obronie wyspy. 14 grudnia 1944 roku Japończycy wymordowali większość amerykańskich jeńców przetrzymywanych w obozie nieopodal Puerto Princesa na filipińskiej wyspie Palawan. Zginęło wtedy około 140 jeńców; niektórych spalono żywcem. 10 czerwca 1945 roku, na wieść o wylądowaniu wojsk australijskich w Brunei, Japończycy zamordowali w rejonie Miri ostatnich 44 jeńców z obozu jenieckiego na wyspie Labuan. 30 lipca 1945 roku w Samarindzie na Borneo zamordowano przy użyciu białej broni 144 holenderskich jeńców, a także ich żony i dzieci, które były przetrzymywane w pobliskim obozie dla internowanych. Masowe mordy na jeńcach i internowanych cywilach, dokonywane najprawdopodobniej w obawie przed możliwością ich uwolnienia przez wojska alianckie, miały także miejsce w Kaviengu na Nowej Irlandii oraz w Sandakanie na Borneo.
Istnieją przypuszczenia, że japońskie dowództwo mogło wydać komendantom obozów jenieckich tajne rozkazy, nakazujące, aby w przypadku odwrotu lub nieprzyjacielskiej inwazji wymordować jeńców i internowane osoby cywilne, nie dopuszczając w ten sposób do ich wyzwolenia. Jeszcze w trakcie niewoli lub wkrótce po jej zakończeniu pogłoski na ten temat docierały do niektórych jeńców i internowanych. Na Sumatrze i na Mindanao oraz w Syjamie i w Indochinach miano odnotować przypadki szykowania dla nich masowych grobów. Z kolei w Mukdenie w Mandżurii oraz w Bicycle Camp w Batawii japońscy komendanci mieli jakoby planować zorganizowanie „marszów śmierci”, aby nie dopuścić do wyzwolenia jeńców. Z tego powodu w ostatnim okresie wojny w niektórych obozach jeńcy gromadzili wszystko, co mogło posłużyć jako broń, aby w przypadku rozpoczęcia masakry móc przystąpić do desperackiego oporu.
Faktem jest, że 11 marca 1945 roku wiceminister wojny Kenshirō Shibayama wydał rozkaz, w którym przyznając, że „sytuacja staje się coraz trudniejsza, a zagrożenie wojenne sięga ziem cesarskich, Mandżurii oraz innych rejonów”, rozkazał:

Należy dołożyć wszelkich starań, aby jeńcy wojenni nie dostali się w ręce nieprzyjaciela.

Zdaniem Marka Feltona ów rozkaz był na tyle nieprecyzyjny, że wielu dowódców zinterpretowało go w ten sposób, iż powinno się zamordować jeńców, aby nie dopuścić do ich wyzwolenia przez wojska alianckie. Zachował się ponadto rozkaz z archiwum obozu jenieckiego w Kinkaseki na Formozie, datowany na 1 sierpnia 1944 roku i podpisany przez głównodowodzącego siłami japońskimi na wyspie. Precyzował on, co należy rozumieć pod hasłem „ekstremalne środki wobec jeńców”, które pojawiło się we wcześniejszych rozkazach, a także w jakich okolicznościach owe środki powinny być stosowane:

Aczkolwiek co do zasady należy działać na podstawie rozkazów wyższego dowództwa, indywidualne decyzję mogą zostać podjęte w następujących przypadkach: jeżeli nie ma możliwości stłumienia rebelii bez użycia broni lub jeżeli uciekinierzy z obozu mogą się przekształcić we wrogą siłę bojową. Nie ma znaczenia, czy likwiduje się ich pojedynczo, czy grupami, lub w jaki sposób się to robi – poprzez bombardowanie, gazowanie, trucie, topienie, ścięcie itp. Pozbądźcie się ich w sposób, jaki dyktuje sytuacja. W każdym razie zadanie polega na tym, aby nie pozwolić się uratować ani jednemu jeńcowi, aby zlikwidować wszystkich i nie pozostawić żadnych śladów.

Dokument ten bywa przedstawiany jako dowód, iż z Tokio wyszły tajne rozkazy wymordowania jeńców. Margolin podkreśla jednak, że nie ma jednoznacznych dowodów, iż zasięg terytorialny rozkazu wykraczał poza Formozę. Przypuszcza jednocześnie, że został przygotowany na wypadek masowej ucieczki jeńców, do której mogłoby dojść na skutek buntu lub alianckiego bombardowania. Nie wyklucza jednak, że w obliczu postępów alianckiej ofensywy przynajmniej rozważano wymordowanie jeńców przetrzymywanych w strefie działań wojennych, a wytyczne w tej sprawie przekazano komendantom na przykład w formie ustnego rozkazu. Podkreśla jednocześnie, że po kapitulacji Japonii nie doszło do rzezi jeńców na masową skalę, nawet na tych terenach, które Japończycy kontrolowali jeszcze przez wiele tygodni. Przeciwnie, większość świadectw wspomina o niemal natychmiastowym polepszeniu wyżywienia i traktowania.

#### Mordowanie zestrzelonych lotników

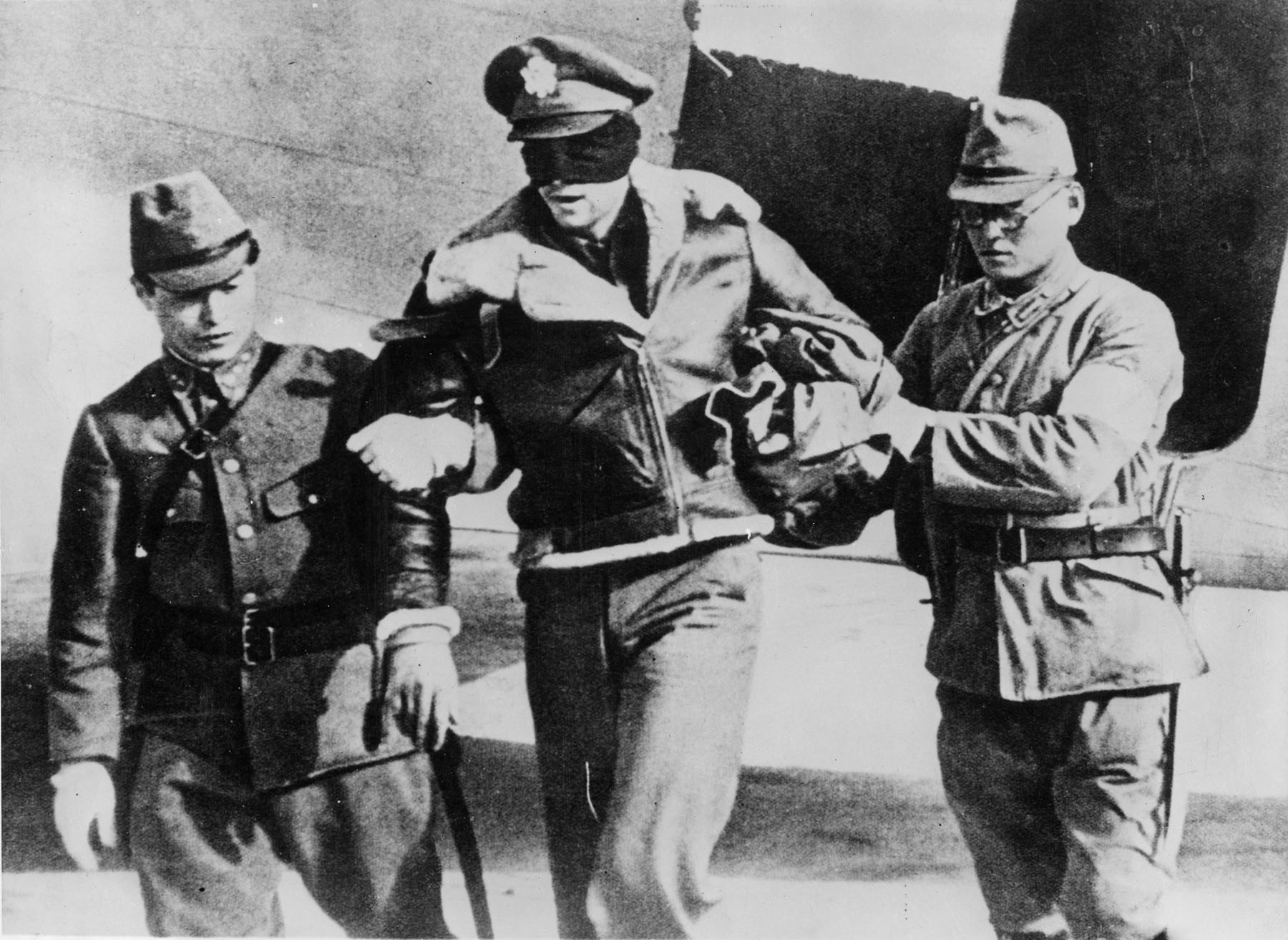
Porucznik Robert L. Hite, jeden z ośmiu uczestników rajdu Doolittle’a wziętych do niewoli przez Japończyków

Rajd Doolittle’a z 18 kwietnia 1942 roku był pierwszym atakiem lotniczym na terytorium Japonii podczas II wojny światowej. Pod wpływem szoku, który spowodował, władze japońskie wprowadziły politykę likwidacji wziętych do niewoli lotników alianckich. Niedługo po nalocie premier Tōjō na wniosek szefa sztabu generalnego gen. Hajime Sugiyamy wydał zarządzenie z mocą obowiązującą wstecz, które umożliwiało postawienie przed sądem i skazanie wziętych do niewoli nieprzyjacielskich lotników, którzy uczestniczyli w nalotach na Japonię, Mandżurię lub jakikolwiek inny japoński obszar operacyjny. Na mocy tego zarządzenia na karę śmierci lub karę więzienia o wymiarze nie mniejszym niż 10 lat mogli zostać skazani jeńcy, którym udowodniono przeprowadzenie ataku z powietrza na osoby niewojskowe, majątek prywatny o charakterze niewojskowym lub cele inne niż wojskowe, a także przeprowadzenie ataku będącego „pogwałceniem międzynarodowego prawa czasu wojny”. W praktyce japońscy dowódcy często interpretowali te przepisy rozszerzająco, odnosząc je do wszystkich ataków lotniczych – również przeprowadzanych na cele wojskowe.
Przepisy zarządzenia, po raz pierwszy, zastosowano wobec ośmiu amerykańskich lotników. Byli to uczestnicy rajdu Doolittle’a, którzy dostali się do niewoli, gdy ich samoloty rozbiły się na obszarach Chin okupowanych przez Japonię. Jeńców głodzono i torturowano, aby wymusić podpisanie obciążających zeznań. 20 sierpnia 1942 roku, po parodii procesu, wszystkich skazano na karę śmierci. Premier Tōjō w akcie łaski zamienił pięć wyroków śmierci na kary dożywotniego pozbawienia wolności. Pozostałych trzech lotników stracono na początku października 1942 roku.
W kolejnych latach z rąk Japończyków zginęły setki wziętych do niewoli lotników alianckich. W wielu wypadkach zostali zamordowani bez sądu, a przed śmiercią głodzono ich i poddawano torturom. Japońskich cywilów zachęcano, aby dokonywali samosądu na nieprzyjacielskich lotnikach; znanych jest co najmniej kilka takich przypadków. Począwszy od końca 1944 roku zabijanie wziętych do niewoli lotników, uprzednio powszechnie akceptowane, stało się obowiązującą regułą. W maju 1945 roku de facto odstąpiono także od przeprowadzania nawet uproszczonego postępowania sądowego. Wtedy to bowiem szef żandarmerii wojskowej wysłał pismo do wszystkich komend Kempeitai, w którym krytykując opieszałość w „pozbywaniu się” jeńców-lotników, rozkazał, aby Kempeitai „wymierzała im sprawiedliwość” bez sądu – po uprzednim uzyskaniu zgody dowódców właściwych okręgów wojskowych. Po wydaniu tego zarządzenia tokijskim okręgu wojskowym zabito bez sądu 27 lotników, na obszarze podległym 2. Grupie Armijnej z siedzibą w Hiroszimie – 43 lotników, w Fukuoka – 24 lotników.
Poniżej przedstawiono przykłady zbrodni, których ofiarą padli wzięci do niewoli alianccy lotnicy:
- w styczniu 1942 roku pokładzie statku „Nitta Maru”, którym przewożono do Japonii 1222 amerykańskich żołnierzy wziętych do niewoli na atolu Wake, pobito, a następnie ścięto mieczami pięciu lotników. Mord ten był najprawdopodobniej zemstą za straty, które lotnictwo z Wake zadało japońskim siłom inwazyjnym[117].
- 4 czerwca 1942 roku, podczas bitwy pod Midway, japońskie niszczyciele „Arashi” i „Makigumo” wyłowiły z morza trzech amerykańskich lotników z lotniskowców „Yorktown” i „Enterprise”. Po brutalnych przesłuchaniach wszystkich wrzucono do oceanu, prawdopodobnie aby rozładować frustrację spowodowaną klęską w bitwie[118].
- w latach 1942–1944 na wysepce Matupi u wybrzeży Nowej Brytanii żołnierze Cesarskiej Marynarki Wojennej regularnie przeprowadzali egzekucje alianckich jeńców wojennych, przede wszystkim lotników, a także osób cywilnych[119][120]. Przypuszczalnie liczba ofiar mogła sięgnąć około 100[121].
- w marcu 1944 na atolu Jaluit garnizon cesarskiej marynarki wojennej zamordował trzech amerykańskich lotników z załogi zestrzelonego miesiąc wcześniej bombowca. Wszystkich uprzednio poddano przesłuchaniom połączonym z torturami. Dwaj lotnicy zostali zastrzeleni, trzeciego ścięto. Rozkaz egzekucji wydał kadm. Nisuke Masuda[122].
- w marcu 1944 roku z obozu przy Tunnel Hill Road na Nowej Brytanii funkcjonariusze Kempeitai zabrali co najmniej 31 amerykańskich i australijskich jeńców, w większości lotników. Po wywiezionych ślad zaginął. Po zakończeniu wojny Japończycy twierdzili, że wszyscy zaginieni jeńcy zginęli w amerykańskim nalocie, jest jednak bardzo prawdopodobne, że zostali zamordowani wkrótce po zabraniu z obozu[123][124].
- w marcu 1944 roku nad Morzem Banda zestrzelono australijski samolot rozpoznawczy Lockheed Hudson. Pięciu lotników przez dwa miesiące ukrywało się na jednej z wysp, ostatecznie trafili jednak do japońskiej niewoli. Jednego zastrzelono w Saumlaki na wyspach Tanimbar, gdy usiłował dawać znaki przelatującemu alianckiemu samolotowi. Pozostałych czterech jeńców zabrano na Ambon, gdzie 15 sierpnia 1944 roku zostali ścięci[125].
- w lipcu 1944 roku na wyspie Dublon w atolu Truk dwóch amerykańskich lotników zabito przy użyciu dynamitu. Tydzień później zamordowano dwóch innych lotników, wykorzystując ich jako „żywe manekiny” podczas treningu w pchnięciu bagnetem. Na Dublon wielokrotnie dochodziło jeszcze do egzekucji jeńców. Sprawcami byli funkcjonariusze Tokkeitai, która miała na wyspie swoje więzienie[126].
- w październiku 1944 roku u wybrzeży Celebesu zestrzelono amerykańską łódź latającą PBY Catalina. Dziewięciu członków załogi wyłowiono z morza i zabrano do Kendari, gdzie po przesłuchaniach zostali ścięci przez funkcjonariuszy Tokkeitai[127].
- w grudniu 1944 roku z inspiracji Kempeitai trzech amerykańskich pilotów przeprowadzono ulicami chińskiego Hankou, bijąc ich i wyszydzając. Następnie wszystkich spalono żywcem[128][129].
- w lutym 1945 roku czterech sierżantów RAF, których bombowiec został zestrzelony nad Birmą, zabrano do więzienia Kempeitai w Myaungmya. Zostali tam poddani torturom. Po zakończeniu przesłuchań Brytyjczyków wywieziono za miasto, gdzie japoński oficer ściął ich mieczem. Na bezgłowych zwłokach japońscy strażnicy ćwiczyli pchnięcia bagnetem[130].
- w maju 1945 roku ciężko poparzonemu amerykańskiemu lotnikowi, którego samolot strącono w pobliżu Sajgonu, przez trzy dni nie udzielono pomocy lekarskiej. Poddano go także torturom w siedzibie Kempeitai. Pod koniec czerwca, gdy żandarmi uznali, że jeniec jest im niepotrzebny, japońscy lekarze zabili go śmiertelnym zastrzykiem[131].
- 25 maja 1945 roku w jednym z bloków więzienia wojskowego w Tokio spłonęło żywcem 62 amerykańskich lotników. Japończycy utrzymywali, że jeńcy zginęli w amerykańskim nalocie. Przeczyć może temu jednak fakt, że w tym samym nalocie nie zginął żaden strażnik, ani żaden japoński więzień. Ponadto szczątki niektórych jeńców nosiły ślady pchnięcia bagnetem, miały także roztrzaskane czaszki i połamane kończyny[129][132].
- w lipcu 1945 roku nad zatoką Keppel u wybrzeży Singapuru został zestrzelony amerykański bombowiec B-24 „Liberator”. Z wody wyłowiono siedmiu lotników, których zabrano do więzienia w bazie marynarki Seletar. Rannym nie udzielono pomocy medycznej. 4 lub 5 sierpnia wszyscy lotnicy zostali straceni na rozkaz wiceadm. Osamu Imamury. Ścięto ich w ramach specjalnego ćwiczenia szermierki, prowadzonego przez podoficerów z 10. bazy marynarki wojennej[133][134].
- 6 sierpnia 1945 roku amerykańskie lotnictwo zrzuciło bombę atomową nad Hiroszimą. W mieście przetrzymywano wtedy kilkudziesięciu amerykańskich jeńców, wyłącznie lotników, spośród których część przeżyła wybuch. Kilka godzin po ataku atomowym trzech lotników zamordowano na ulicach zniszczonego miasta: dwóch zatłuczono na śmierć, jednego ukamienowano[135].
- w Fukuoka, w okresie przejściowym między ogłoszeniem zawieszenia broni a lądowaniem wojsk alianckich, ścięto mieczami szesnastu amerykańskich lotników[136]. Kolejnych pięciu zastrzelono lub ścięto w Osace[137].

#### Mordowanie rozbitków
W trakcie wojny na Pacyfiku japońska marynarka wojenna dokonała licznych mordów na załogach i pasażerach nieprzyjacielskich statków i okrętów. Jedna z pierwszych zbrodni miała miejsce w marcu 1942 roku, kiedy to w obozie jenieckim w Kendari na wyspie Celebes stracono przez ścięcie mieczem pięciu marynarzy z amerykańskiego niszczyciela USS „Edsall” oraz 25 marynarzy z holenderskiego statku handlowego. Niewykluczone, iż zbrodni dokonano, aby rozładować frustrację spowodowaną faktem, że zatopienie samotnego niszczyciela sprawiło wiele trudności silnemu zespołowi lotniskowców wiceadm. Nagumo.
20 marca 1943 roku dowództwo 1. Oddziału Uderzeniowego Okrętów Podwodnych, stacjonującego na atolu Truk, wydało dowódcom japońskich okrętów podwodnych rozkaz, w którym znalazły się następujące wytyczne:

Wszystkie okręty podwodne będą współpracować w celu skoncentrowania ataków na nieprzyjacielskie konwoje i całkowitego ich zniszczenia. Nie należy się ograniczać do zatopienia statków i ładunków nieprzyjaciela. Jednocześnie trzeba całkowicie zniszczyć załogi nieprzyjacielskich statków. Jeśli to możliwe, należy część załóg wziąć do niewoli, aby uzyskać informacje na temat nieprzyjaciela.

Edward Russel (Lord Russell of Liverpool) wiąże wydanie tego rozkazu z rozmową, którą 3 stycznia 1942 roku Adolf Hitler przeprowadził z japońskim ambasadorem Hiroshim Ōshimą. Hitler oznajmił wtedy japońskiemu dyplomacie, że zamierza rozkazać załogom niemieckich U-Bootów, aby po storpedowaniu nieprzyjacielskiego statku ostrzeliwały i zatapiały szalupy ratunkowe (ostatecznie taki rozkaz nie został jednak wydany). Według stenogramu z rozmowy Ōshima „najzupełniej się zgodził z uwagami Führera i oświadczył, że Japończycy także zastosują tę metodę”.
W wielu wypadkach japońskie okręty podwodne operujące na Pacyfiku i Oceanie Indyjskim zastosowały się do zbrodniczych rozkazów:
- 27 listopada 1943 roku okręt podwodny „I-37” zatopił na Oceanie Indyjskim norweski tankowiec „Scotia”. Na pokład okrętu podwodnego zabrano kapitana zatopionej jednostki (przeżył wojnę), po czym ostrzelano szalupę ratunkową, zabijając sześciu rozbitków[141].
- 22 lutego 1944 roku „I-37” zatopił na Oceanie Indyjskim kolejny tankowiec, pływający pod brytyjską banderą SS „British Chivalry”. Kapitana zabrano na pokład okrętu, po czym ostrzelano rozbitków gromadzących się w szalupach i tratwach ratunkowych. Zginęło 20 marynarzy[142].
- 26 lutego 1944 roku „I-37” zatopił kolejny brytyjski statek, MV „Sutlej”. Następnie zaczął taranować tratwy i ostrzeliwać rozbitków z broni maszynowej[143].
- 29 lutego 1944 roku „I-37” zatopił brytyjski frachtowiec SS „Ascot”. Na pokład okrętu zabrano kapitana, lecz prawdopodobnie ze względu na fakt, iż nie zgłosił się od razu na wezwanie, zraniono mu nożem obie dłonie, po czym wrzucono do morza. Następnie „I-37” zaczął taranować szalupy i tratwy oraz ostrzeliwać rozbitków z broni maszynowej. Spośród 52 rozbitków ocalało zaledwie ośmiu[144].
- 21 marca 1944 roku okręt podwodny „I-26” zatopił na Morzu Arabskim norweski tankowiec „Grena”. Japończycy ostrzelali rozbitków. Nie było ofiar śmiertelnych[145].
- 18 marca 1944 roku[146] japoński okręt podwodny zatopił na Oceanie Indyjskim brytyjski frachtowiec SS „Nancy Moller”. Japończycy wciągnęli na pokład sześciu rozbitków. Jednego z nich, brytyjskiego artylerzystę, wciągnęli pod pokład, natomiast pozostałych zastrzelili lub wrzucili z powrotem do morza. Następnie ostrzelali z broni maszynowej rozbitków na tratwach. Z 65-osobowej załogi ocalało tylko 32 marynarzy[147].
- 26 marca 1944 roku okręt podwodny „I-8” zatopił na Oceanie Indyjskim holenderski frachtowiec SS „Tjisalak”. Rozbitków zabrano na pokład okrętu podwodnego i zgromadzono w jego dziobowej części. Japońscy marynarze obrabowali rozbitków, po czym zaczęli ich pojedynczo odprowadzać na rufę, gdzie nad pracującymi wciąż śrubami ofiary były mordowane strzałem w tył głowy lub ciosami miecza. W pewnym momencie okręt się zanurzył, a dwudziestu dwóch związanych indyjskich marynarzy znalazło się w wodzie (poza jednym wszyscy utonęli). Łącznie na skutek ataku torpedowego i późniejszej masakry zginęło 98 marynarzy i pasażerów. Ocalało tylko pięciu rozbitków[148].
- 29 marca 1944 roku „I-26” zatopił na Morzu Arabskim kolejną jednostkę, amerykański frachtowiec „Richard Hovey”. Następnie zaczął taranować szalupy i ostrzeliwać rozbitków z broni maszynowej. Mimo długiego ostrzału rany odniósł tylko jeden marynarz. Po pewnym czasie „I-26” przerwał ogień, a jego załoga zabrała pod pokład kapitana zatopionej jednostki wraz z trzema innymi rozbitkami (wszyscy trafili do obozu jenieckiego)[149].
- 2 lipca 1944 roku „I-8” zatopił na Oceanie Indyjskim amerykański statek SS „Jean Nicolet”. Japończycy wciągnęli na pokład rozbitków (dwóch od razu zamordowali), a puste szalupy i tratwy ostrzelali. Kapitana, radiotelegrafistę i jednego z pasażerów zabrano pod pokład. Pozostałych rozbitków zgromadzono w części dziobowej, związano im ręce za plecami, a po pewnym czasie zaczęto pojedynczo odprowadzać na rufę, pędząc przez szpaler japońskich marynarzy, którzy zadawali ciosy prętami, kolbami, łańcuchami, nożami i bagnetami. Stojący na końcu szpaleru marynarz wbijał w ofiarę bagnet, po czym posługując się nim niczym widłami, wrzucał ją do morza. Zamordowano w ten sposób blisko 60 rozbitków. Masakrę przerwało zanurzenie okrętu, spowodowane meldunkiem o pojawieniu się samolotu. Dzięki temu, iż jeden z rozbitków schował nóż i zdołał rozciąć więzy sobie oraz kolegom, część niedoszłych ofiar ocalała. Po pewnym czasie brytyjski niszczyciel odnalazł 23 rozbitków. 73 marynarzy i pasażerów poniosło śmierć. Z trzech rozbitków uprowadzonych przez załogę „I-8” tylko jeden przeżył wojnę[150].
- 30 października 1944 roku we wschodniej części Oceanu Spokojnego okręt podwodny „I-12” zatopił amerykański statek SS „John A. Johnson”. Następnie zaczął taranować tratwy i ostrzeliwać rozbitków z broni maszynowej. Sześciu amerykańskich marynarzy zginęło, a wielu odniosło rany[151].

Na początku 1944 roku zespół japońskich okrętów, którego trzon stanowiły ciężkie krążowniki „Tone”, „Chikuma” i „Aoba”, przeprowadził na Oceanie Indyjskim rajd wymierzony w aliancką żeglugę. 9 marca w pobliżu Wysp Kokosowych „Tone” zatopił brytyjski frachtowiec MV „Behar”, a 115 rozbitków wziął na pokład. Dowodzący rajdem wiceadm. Naomasa Sakonju polecił dowódcy krążownika, kpt. Haruo Mayuzumiemu „pozbyć się” wszystkich rozbitków z wyjątkiem kapitana, pierwszego mechanika i radiotelegrafisty. Kapitan pod wpływem swojego drugiego oficera, kmdr. Junsuke Mii, poprosił wiceadmirała, aby oszczędzić jeńców. Odpowiedź była odmowna. Mayuzumi nie wykonał jednak rozkazu i 15 marca zawinął do Batawii. Tam Sakonju polecił wysadzić na ląd 15 jeńców. Później rozkazał zwolnić jeszcze kolejnych 15 rozbitków, wszystkich pochodzenia hinduskiego, przy czym kmdr. Mii samowolnie podwyższył tę liczbę do trzydziestu. Pozostałych jeńców nie udało się ocalić, gdyż dowódca „Tone” otrzymał kategoryczny rozkaz ich zlikwidowania. 18 marca krążownik wyszedł z portu, po czym jeszcze tego samego wieczora wszystkich 70 jeńców ścięto mieczami na pokładzie, a ich zwłoki wrzucono do morza.

#### Przypadki kanibalizmu
W trakcie działań wojennych na Pacyfiku japońscy żołnierze i oficerowie nierzadko dopuszczali się kanibalizmu. Czasami jego przyczyną był głód spowodowany wyczerpaniem zapasów żywności. W grudniu 1944 roku dowództwo japońskiej 18. Armii wydało nawet rozkaz, w którym zabroniło żołnierzom spożywania mięsa poległych i zmarłych kolegów, zaznaczając jednocześnie, że takie praktyki są dopuszczalne w przypadku ciał żołnierzy alianckich.
Podczas walk na Nowej Gwinei australijscy żołnierze odnajdywali zwłoki kolegów, które nosiły ślady wycięcia pośladków, kończyn lub narządów wewnętrznych, takich jak wątroba, serce, czy nawet mózg. Odnajdywano także dowody kanibalizmu. Podobnych odkryć dokonywali żołnierze amerykańscy. Alianckie raporty zdają się sugerować, że w większości przypadków ofiarami byli żołnierze polegli na polu walki. Zdarzały się jednak również przypadki mordowania jeńców wojennych, a następnie spożywania ich mięsa. Przypuszcza się, że ofiarą takiego mordu mogło paść dwóch australijskich pilotów, których samoloty zestrzelono w rejonie Wewak pod koniec stycznia 1945 roku. Z kolei wiosną 1944 roku w rejonie Manokwari japońscy żołnierze potraktowali grupę ponad 200 jeńców – w większości indyjskich muzułmanów, jako swoisty „rezerwuar żywności”. Początkowo mordowali najsłabszych jeńców (średnio jednego dziennie), a ich ciała spożywali. Później zaczęli wycinać kawałki ciała żyjącym jeszcze jeńcom, prawdopodobnie, aby dłużej zachowały świeżość. W innym miejscu, wiosną 1943 roku, japoński lekarz wojskowy zamordował trzech indyjskich jeńców śmiertelnymi zastrzykami, a następnie wyciął ich mięśnie i wątroby, które później zjadł wraz z innymi żołnierzami. Jest wielce prawdopodobne, że w ostatnich miesiącach wojny ofiarą kanibalizmu padło także 2–3 jeńców z obozu w Sandakanie.
Przypadki kanibalizmu odnotowano ponadto na Filipinach, Nowej Brytanii, Kar Nikobar i Wyspach Salomona. Aliancka cenzura wojskowa starała się nie dopuszczać do rozprzestrzeniania się wiadomości na ten temat, niemniej pogłoski o praktykowanym przez Japończyków kanibalizmie krążyły wśród żołnierzy i były jednym z powodów, dla których australijska piechota z zasady nie brała jeńców.
Zdarzało się, że kanibalizm był sprawą wyboru, a nie konieczności. Na wyspie Chichi-jima dowódca japońskiego garnizonu armijnego gen. Yoshio Tachibana usankcjonował zabijanie nieprzyjacielskich jeńców i spożywanie ich mięsa, licząc, że w ten sposób oszczędzi zapasy żywności potrzebne na czas spodziewanej amerykańskiej inwazji. W sierpniu 1944 roku i w lutym 1945 roku na wyspie zamordowano łącznie siedmiu amerykańskich lotników. W co najmniej niektórych przypadkach ich mięso i organy wewnętrzne zostały wycięte i zjedzone przez japońskich żołnierzy, zaserwowano je także na oficerskim przyjęciu z udziałem Tachibany. Dowodzący tamtejszym garnizonem marynarki wiceadm. Kumizo Mori złożył nawet specjalne „zamówienie” na wątrobę kolejnego zestrzelonego amerykańskiego lotnika.

### „Marsze śmierci”

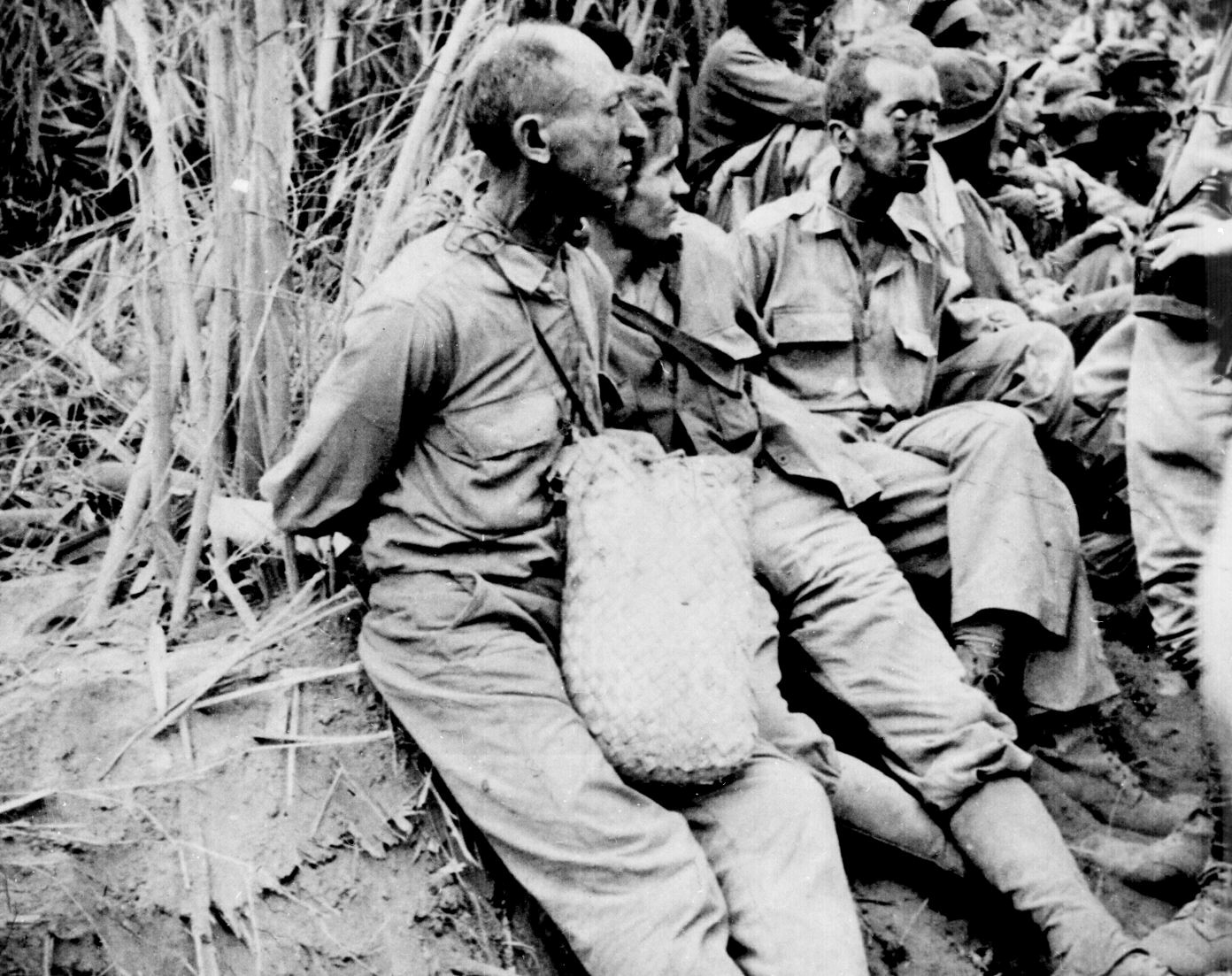
Amerykańscy jeńcy podczas „marszu śmierci” z Bataan

Jednym z najtrudniejszych doświadczeń związanych z pobytem w japońskiej niewoli były dla alianckich jeńców piesze marsze do obozów jenieckich lub miejsc pracy przymusowej.
9 kwietnia 1942 roku złożył broń amerykańsko-filipiński garnizon na półwyspie Bataan. Już wcześniej dowodzący zwycięskimi wojskami japońskimi gen. Masaharu Homma rozkazał, aby przed uderzeniem na wyspę Corregidor półwysep został jak najszybciej opróżniony z jeńców. Przygotowano stosowne plany, jednakże Japończyków zaskoczyła szybka kapitulacja Bataanu, duża liczba jeńców oraz ich zły stan fizyczny. W konsekwencji od 76 tys. do 78 tys. amerykańskich i filipińskich żołnierzy – wyczerpanych kilkumiesięcznymi walkami, niedożywionych, często rannych lub chorych – popędzono pieszo do odległego o 106 kilometrów San Fernando. Każdego dnia jeńcy musieli pokonać trasę o długości od 16 do ponad 30 kilometrów. Panowały tropikalne upały, a jeńcom wydawano tylko minimalne ilości wody i pożywienia. W czasie marszu nie pozwalano im zatrzymać się w celu zaczerpnięcia wody z przydrożnych studni, ani nawet, by załatwić potrzeby naturalne. Filipińscy cywile, którzy usiłowali podać jeńcom wodę lub żywność, byli brutalnie odpędzani, a nawet zabijani. Podczas postojów żołnierzy stłaczano w budynkach pozbawionych jakichkolwiek urządzeń sanitarnych lub gromadzono pod gołym niebem, na niewielkich przestrzeniach naprędce otoczonych drutem kolczastym, bez żadnej ochrony przed promieniami słońca. W trakcie marszu Japończycy nieustannie maltretowali jeńców. Ci, którzy nie byli w stanie iść dalej lub na chwilę odłączyli się od kolumny, byli zabijani przez konwojentów. 13 kwietnia pierwsze kolumny dotarły do San Fernando. Stamtąd dalszy transport odbywał się koleją. Do wagonów kolejki wąskotorowej, zdolnych pomieścić najwyżej 40 osób, Japończycy wpędzali nawet do 100 jeńców. W czasie kilkugodzinnej podróży wielu jeńców zmarło na skutek odwodnienia i braku powietrza.
Liczbę ofiar „bataańskiego marszu śmierci” Jean-Luis Margolin szacuje na co najmniej 600 Amerykanów i 5 tys. Filipińczyków, Gavan Daws na 500–1000 Amerykanów i nawet do 10 tys. Filipińczyków, a Tom Lansford – na 650 Amerykanów i 5–10 tys. Filipińczyków. Do obozu O’Donnell, który był miejscem docelowym marszu, jeńcy docierali w stanie kompletnego wyczerpania. W połowie maja śmiertelność wśród samych Amerykanów przekraczała 30 osób dziennie; szacuje się, że w ciągu sześciu tygodni zmarł co szósty jeniec, który przeżył „marsz śmierci”.
W lutym 1942 roku na wyspie Timor wzięci do niewoli żołnierze holenderscy byli przez pięć dni pędzeni pieszo do obozu jenieckiego. Jeńcom związano ręce za plecami, praktycznie nie wydawano żywności, a konwojenci nieustannie bili ich i maltretowali. W podobny sposób potraktowano indyjskich żołnierzy wziętych do niewoli na Nowej Gwinei.

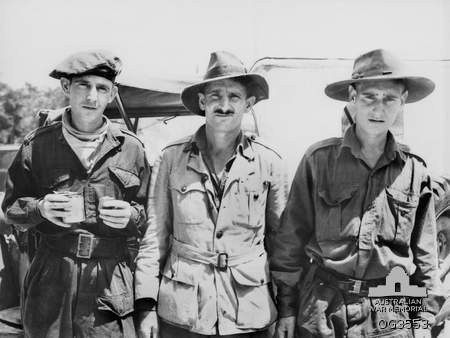
Nelson Short, William H. Sticpewich i Keith Botterill, trzej z sześciu jeńców, którzy przeżyli „marsze śmierci” z Sandakanu do Ranau

Najtragiczniejszy przebieg miały „sandakańskie marsze śmierci”. W sierpniu 1944 roku w obozie jenieckim w Sandakanie przetrzymywano około 2,2 tys. jeńców. Na początku 1945 roku, w związku ze zniszczeniem lotniska, przy którego budowie pracowali jeńcy oraz obawami przed aliancką inwazją, dowództwo japońskiej 37. Armii podjęło decyzję o ewakuowaniu jeńców na zachodnie wybrzeże Borneo Północnego. Pierwszy marsz wyruszył 28 stycznia. 455 jeńców (według innych źródeł 470), spośród których wielu cierpiało na malarię, beri-beri lub ciężkie owrzodzenia, musiało maszerować niezwykle trudnym szlakiem, wiodącym przez bagna i pokryte puszczą góry. Zmuszono ich także, by nieśli zapasy i bagaże maszerującego tą samą trasą japońskiego oddziału. Tych, którzy nie byli w stanie dalej maszerować, mordowano. Pięć pierwszych grup dotarło tylko do Ranau na 250 kilometrze szlaku, gdzie rozkazano im pozostać na stałe. Jeńcy z ostatnich czterech grup musieli natomiast chwilowo pozostać w Paginatan na 206. kilometrze szlaku. W trakcie marszu poniosło śmierć około 123 jeńców. Ci, którzy dotarli do Ranau i Paginatan, masowo umierali na skutek niedożywienia, chorób i brutalności strażników. Gdy do Ranau dotarł drugi „marsz śmierci”, jego uczestnicy zastali już tylko sześciu ocalałych z pierwszego marszu.
Tymczasem sytuacja w Sandakanie gwałtownie się pogarszała. Między styczniem a majem 1945 roku zmarło ponad tysiąc jeńców, większość na skutek niedożywienia i chorób. 29 maja Japończycy przystąpili do ostatecznej ewakuacji obozu. 536 jeńców pod eskortą poprowadzono do Ranau. Wielu było tak osłabionych głodem i chorobami, że nie byli w stanie pokonać więcej niż kilka kilometrów. Tych, którzy opadli z sił i nie byli w stanie iść dalej – mordowano. Gdy 26 czerwca marsz dotarł do Ranau, doliczono się tylko 183 jeńców. Na różnych etapach zbiegło co najmniej jedenastu, lecz zaledwie dwóch Australijczyków doczekało wyzwolenia. W ruinach obozu w Sandakanie pozostawiono 288 niezdolnych do marszu jeńców. Koczowali praktycznie pod gołym niebem, wydawano im minimalne ilości żywności. 15 czerwca (inne źródła podają 9 czerwca) wyprowadzono w kierunku Ranau kolejną grupę 75 jeńców. Wszyscy zginęli w trakcie marszu, nie zdoławszy przejść więcej niż kilkadziesiąt kilometrów. Tymczasem jeńcy pozostawieni w Sandakanie nadal wymierali na skutek głodu i chorób. Brytyjski oficer, który przyznał się do kradzieży świni należącej do strażników, został za karę ukrzyżowany i wypatroszony. 13 lipca strażnicy zamordowali w masowej egzekucji 23 jeńców. Ostatniego zamordowano 15 sierpnia, na kilka godzin przed ogłoszeniem kapitulacji Japonii.
W tym samym czasie jeńców, którzy znaleźli się w Ranau, zmuszano do wyczerpującej pracy i brutalnie traktowano. Otrzymywali minimalne racje żywności, nie wydawano im żadnych lekarstw i środków opatrunkowych. W lipcu z Ranau zdołało uciec sześciu Australijczyków (czterech doczekało wyzwolenia). 1 sierpnia przy życiu pozostawało już tylko 32 jeńców. Tego dnia strażnicy zamordowali siedemnastu najciężej chorych. Pozostałych piętnastu jeńców rozstrzelano 27 sierpnia, a więc dwanaście dni po ogłoszeniu kapitulacji Japonii. W konsekwencji spośród 2434 jeńców, którzy znaleźli się w obozie i nie opuścili go do czasu rozpoczęcia „marszów śmierci”, ocalało zaledwie sześciu uciekinierów. 1787 Australijczyków i 641 Brytyjczyków zmarło lub zostało zamordowanych. Śmiertelność wyniosła aż 99,75%, co było najwyższym współczynnikiem ofiar odnotowanym w obozie jenieckim podczas II wojny światowej.

### „Piekielne statki”

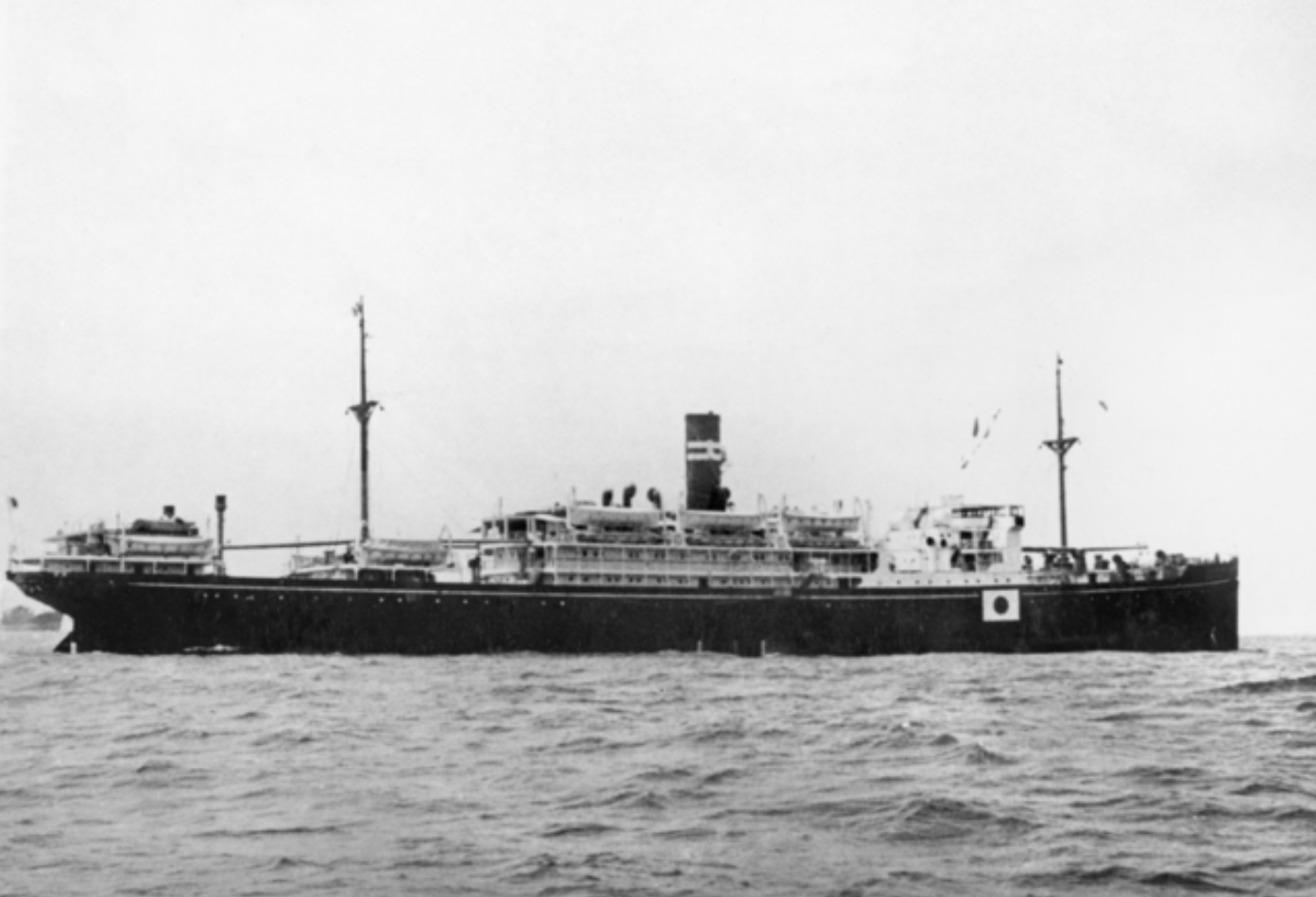
„Montevideo Maru” – pierwszy z „piekielnych statków” zatopionych przez amerykańskie okręty podwodne. Wraz z nim zatonęło 1054 australijskich jeńców i internowanych cywilów

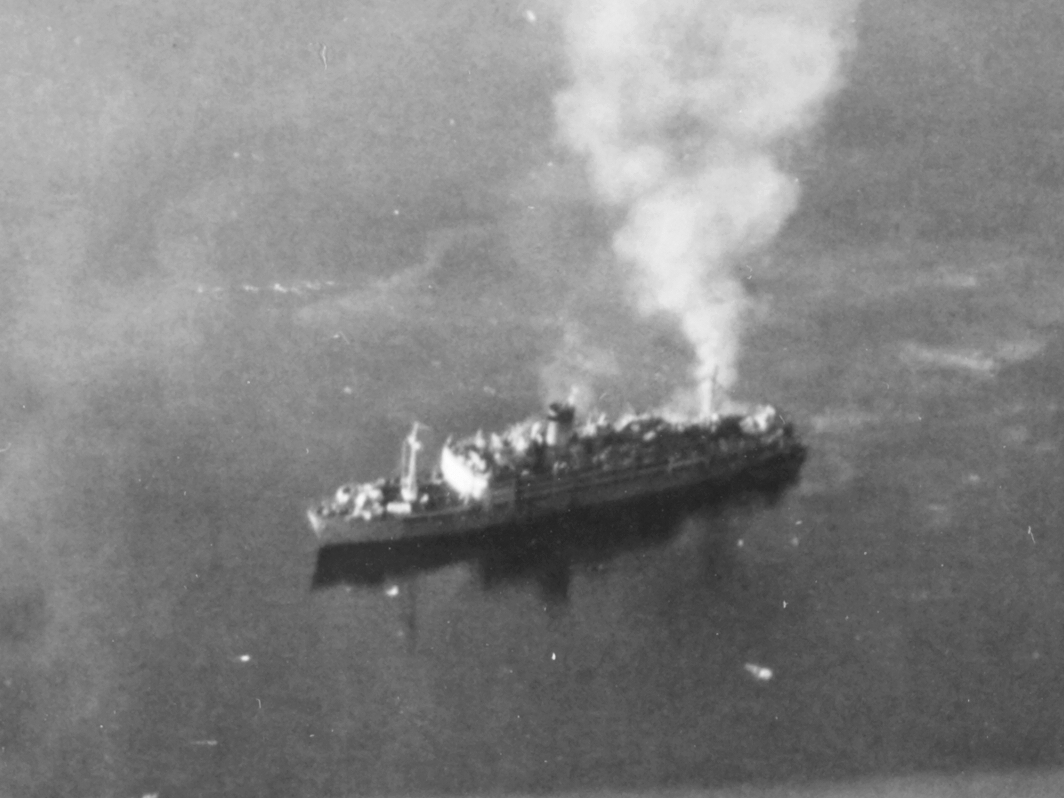
„Ōryoku Maru” – jeden z „piekielnych statków” atakowany przez amerykańskie lotnictwo w Zatoce Manilskiej

W szczególnie trudnych, a wręcz nieludzkich warunkach odbywał się transport jeńców drogą morską. Japońskie statki służące do ich przewozu bywają porównywane ze statkami niewolniczymi. Ocalali jeńcy ochrzcili je z kolei mianem „piekielnych statków” (ang. Hellships).
Podczas wojny z Rosją w 1905 roku japońskie dowództwo przyjęło zasadę, że podczas transportu wojska drogą morską zalecane zagęszczenie wynosić powinno: jeden żołnierz na jedno tsubo (jednostka miary odpowiadająca 3,3 m²), alternatywnie jeden żołnierz na trzy tony wyporności. Te same standardy przyjęto wobec jeńców wojennych. Wraz z eskalacją działań wojennych limity stopniowo jednak podnoszono. Zdarzało się, że jeńców stłaczano w ładowniach do tego stopnia, iż całą podróż musieli spędzać na siedząco, ze skrzyżowanymi nogami. Podczas wielodniowych rejsów sen czy wizyty w prowizorycznych latrynach były możliwe tylko w trybie zmianowym.
Od samego początku jeńców uznawano za najgorszy rodzaj pasażerów. Zazwyczaj rozmieszczano ich w najniżej położonych ładowniach lub w bunkrach węglowych, pozbawionych odpowiedniej wentylacji i urządzeń sanitarnych, nierzadko zanieczyszczonych ryżowym lub cukrowym pyłem, miałem węglowym bądź końskim łajnem. Wielkość racji żywnościowych i racji wody pitnej, które wydawano jeńcom podczas rejsów, często była dalece niewystarczająca. Z kolei chorzy jeńcy zazwyczaj nie otrzymywali lekarstw ani pomocy lekarskiej. Z ustaleń Gregory’ego F. Michno wynika, że 1540 jeńców transportowanych „piekielnymi statkami” poniosło śmierć na skutek głodu, chorób, pragnienia, braku powietrza, samobójstw lub brutalności strażników. Fatalne warunki, w których przewożono jeńców, przekładały się na utratę przez nich zdolności do pracy, co kilkukrotnie wywołało interwencje japońskiego Ministerstwa Wojny. Nie przełożyły się one jednak w większym stopniu na zmianę położenia jeńców.
Największym zagrożeniem dla życia jeńców były jednak ataki alianckich okrętów podwodnych i samolotów. Brian Mac Arthur szacował, że co najmniej jedna trzecia spośród jeńców, którzy zginęli na „piekielnych statkach”, poniosła śmierć na skutek takich ataków. Z kolei Michno jest skłonny szacować ten współczynnik aż na 93%. Dokładna liczba „piekielnych statków”, które zatopili alianci, pozostaje trudna do ustalenia. Zaraz po wojnie oszacowano ją na czternaście. Nie uwzględnia ona jednak statków, które przewoziły jeńców pochodzenia azjatyckiego oraz robotników przymusowych, a także nie uwzględnia nieustalonej liczby okrętów i statków, które przewoziły niewielkie grupy jeńców, liczące od kilku do kilkudziesięciu osób. Z tego powodu niektórzy badacze szacują liczbę zatopionych „piekielnych statków” na dziewiętnaście lub dwadzieścia pięć.
Liczba ofiar tych katastrof była tym większa, że Japończycy często nie podejmowali żadnych wysiłków, aby ocalić życie jeńców. Nie zawsze marynarze i strażnicy otwierali luki ładowni, aby umożliwić im wydostanie się z tonących statków. Często jeńcom nie wydawano kamizelek ratunkowych oraz nie pozwalano im skorzystać z szalup ratunkowych i tratw. Wreszcie zdarzało się, że jednostki wysłane na ratunek rozbitkom pozostawiały jeńców w morzu, a nawet otwierały do nich ogień z broni maszynowej. W innych przypadkach japońscy marynarze wciągali jeńców-rozbitków na pokład swoich statków lub okrętów tylko po to, aby po pewnym czasie wrzucić ich z powrotem do morza lub zamordować.
Dokładna liczba pasażerów i ofiar „piekielnych statków” pozostaje trudna do ustalenia. Jest to spowodowane m.in. faktem, że niektórzy badacze uwzględniają w swych wyliczeniach wyłącznie jeńców o białym kolorze skóry, inni także żołnierzy wojsk kolonialnych oraz azjatyckich robotników przymusowych. Ze źródeł japońskich wynika, że w czasie wojny na Pacyfiku około 50 tys. jeńców było przewożonych „piekielnymi statkami”, z czego około 10,8 tys. poniosło śmierć. Raymond Lamont-Brown podaje, że spośród 127 tys. jeńców, których transportowano drogą morską, zmarło lub zginęło około 21 tys. Michno oszacował, że „piekielne statki” przewiozły 126 064 jeńców, z czego 21 039 poniosło śmierć. Z kolei Van Waterford oszacował liczbę przewożonych statkami jeńców na 68 068, a liczbę ofiar na ponad 22 tys.
„Piekielne statki” były drugą co do liczebności – po obozach i placach budów Kolei Birmańskiej – przyczyną ofiar śmiertelnych wśród alianckich jeńców. Na pokładzie samego tylko statku „Arisan Maru” zginęło więcej żołnierzy amerykańskich, niż podczas „marszu śmierci” z Bataan.

### Publiczne upokarzanie
Nierzadkie były wypadki, gdy jeńców publicznie upokarzano na oczach mieszkańców podbitych krajów, aby zaszczepić tym ostatnim przekonanie o potędze Cesarstwa i wyższości japońskiej rasy. Po upadku Corregidoru amerykańskich jeńców celowo przeprowadzono przez centrum Manili, aby obniżyć ich prestiż w oczach filipińskiej ludności. W birmańskim Rangunie brytyjskich jeńców zmuszano do zamiatania ulic, a w Mulmejn wybrano 25 krańcowo wyczerpanych jeńców, aby w szyderczej paradzie przeszli przez miasto (luty 1944). Również w Rabaulu na Nowej Brytanii australijskich jeńców celowo bito lub upokarzano na oczach ludności tubylczej.
W marcu 1942 roku dowódca japońskiej Armii Korei gen. Seishirō Itagaki wystąpił do Ministerstwa Wojny o skierowanie na półwysep tysiąca jeńców brytyjskich oraz tysiąca jeńców amerykańskich, aby w ten sposób „przyczynić się do wykorzenienia uczuć szacunku i podziwu, jakie naród koreański żywi dla Brytanii i Ameryki, oraz ugruntowania wiary w nasze zwycięstwo”. Prośbie tej uczyniono zadość. Pięć miesięcy później pierwszą partię jeńców brytyjskich, których wcześniej celowo źle żywiono i maltretowano, popędzono ulicami Seulu i Pusanu na oczach dziesiątek tysięcy Koreańczyków. Dzieci szkolne zachęcano, aby opluwały jeńców i szydziły z nich.
W Japonii i na Formozie transport jeńców także organizowano w taki sposób, aby dać miejscowej ludności możliwość obserwowania przemarszu oraz drwienia z jeńców lub złorzeczenia im. W obozie Karenko na Formozie dwunastu najstarszych rangą jeńców, w tym brytyjskich gubernatorów Hongkongu i Singapuru oraz generałów Arthura Percivala i Jonathana Wainwrighta, zmuszono do wypasania kóz.

### Obozy jenieckie

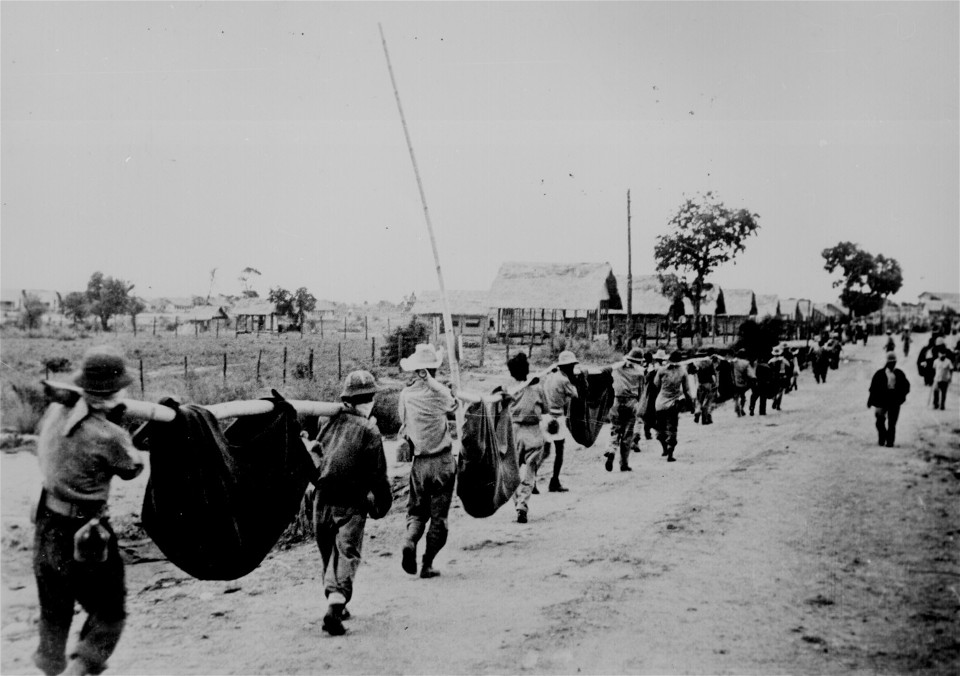
Zdjęcie prawdopodobnie przedstawiające transport zwłok jeńców zmarłych w obozie O’Donnell na Filipinach

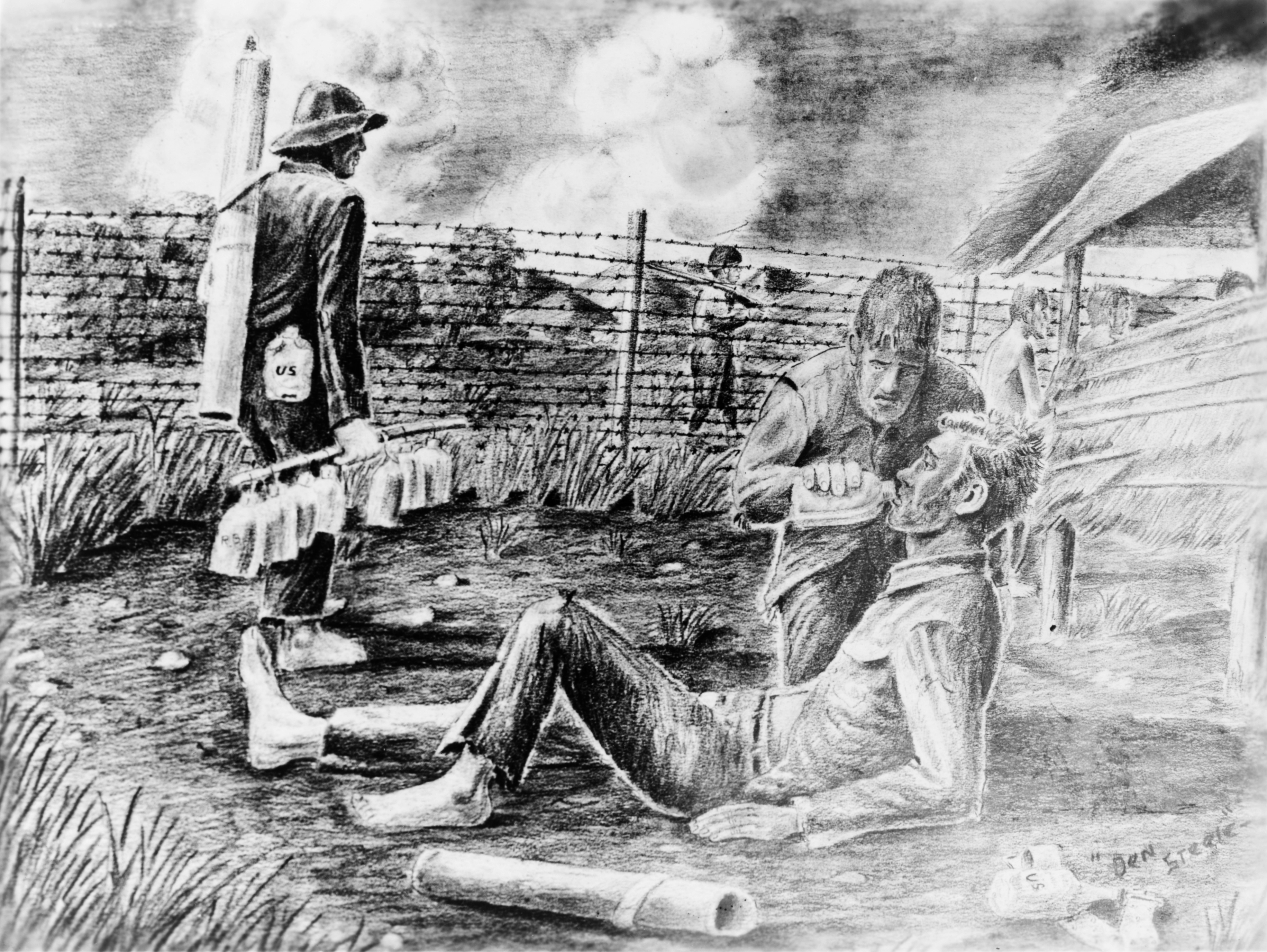
Rysunek Bena Steele’a przedstawiający więźnia podającego umierającemu koledze manierkę z wodą w obozie Cabanatuan

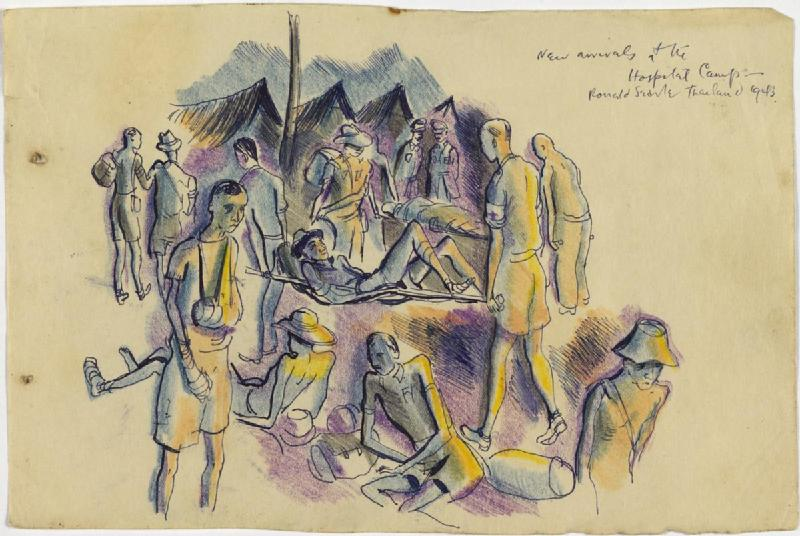
Rysunek Ronalda Searle’a, przedstawiający jeden z obozów Kolei Birmańskiej

Rysunek Ronalda Searle’a przedstawiający jeńców chorych na dyzenterię

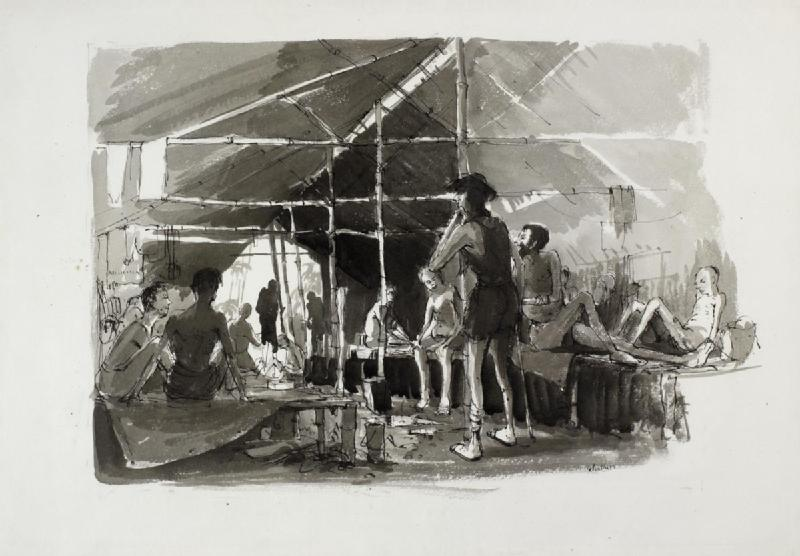
Rysunek Ronalda Searle’a przedstawiający szpital jeniecki

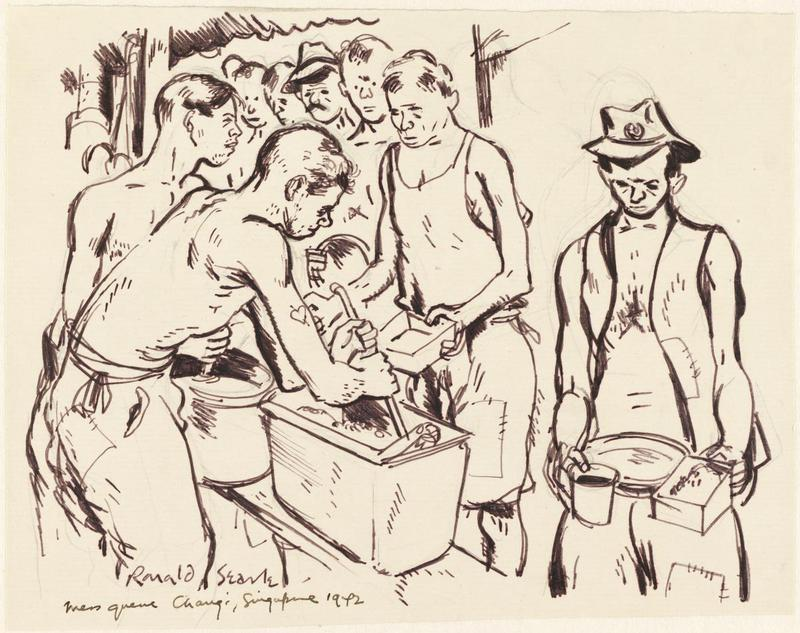
Rysunek Ronalda Searle’a, przedstawiający wydawanie racji żywnościowych w obozie jenieckim

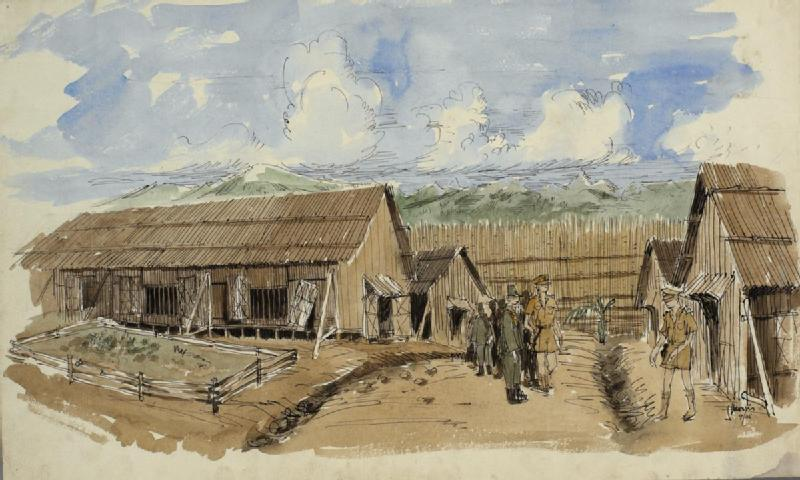
Rysunek Jamesa Morrisa przedstawiający obóz jeniecki na Formozie

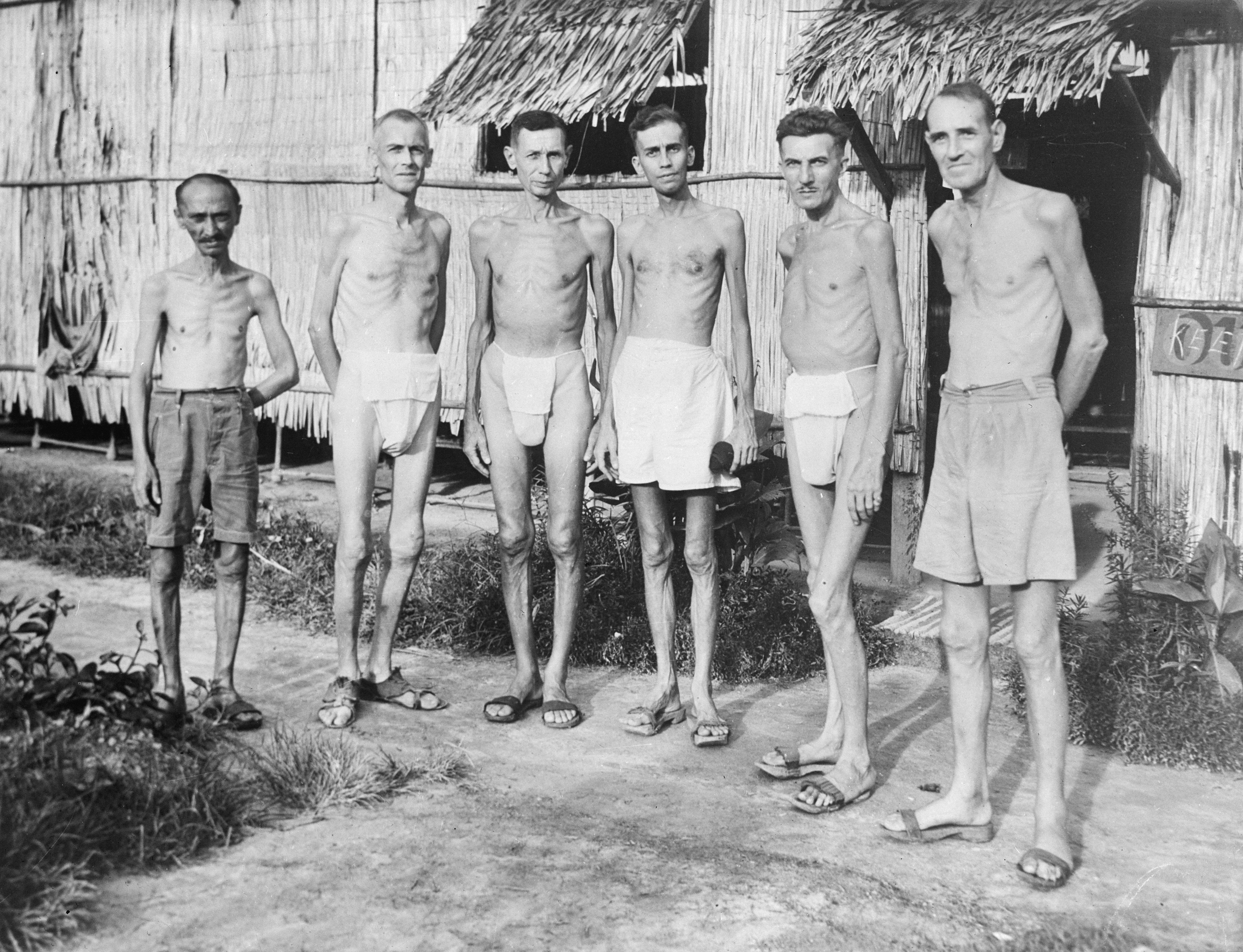
Jeńcy holenderscy w jednym z obozów w Holenderskich Indiach Wschodnich. Zdjęcie wykonane po wyzwoleniu

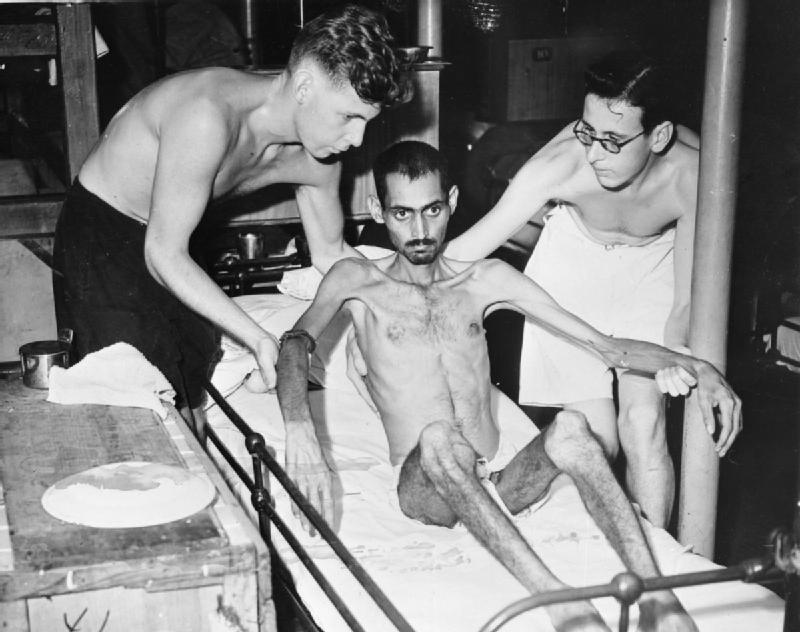
Indyjski jeniec wzięty do niewoli w Hongkongu. Zdjęcie wykonane po wyzwoleniu

#### Lokalizacja i ogólna charakterystyka
Jean-Luis Margolin podaje, że dla alianckich jeńców Japończycy zorganizowali 170 obozów głównych oraz 214 mniejszych obozów. Największe znajdowały się w Azji Południowo-Wschodniej; spośród nich wskazać należy zwłaszcza obóz Changi w Singapurze oraz obóz O’Donnell na wyspie Luzon (Filipiny). W tym pierwszym znalazło się w szczytowym momencie aż 52 tys. jeńców różnych narodowości, w drugim – 56 tys. Amerykanów i Filipińczyków. Na Wyspach Japońskich w momencie zakończenia wojny funkcjonowało siedem dużych obozów oraz 84 mniejsze obozy i podobozy. Czternaście obozów jenieckich funkcjonowało na Formozie. Więźniów często przenoszono między obozami, kierując się na przykład zapotrzebowaniem na siłę roboczą. Wraz z pogarszaniem się sytuacji militarnej pojawiła się także tendencja do przenoszenia jeńców – zwłaszcza oficerów lub żołnierzy dysponujących umiejętnościami technicznymi – na Wyspy Japońskie lub do posiadłości położonych bliżej metropolii. Liczba jeńców wojennych, którzy znaleźli się na Wyspach Japońskich, jest szacowana na około 35 tys., z czego zmarło prawdopodobnie 3432.
Bez względu na położenie geograficzne, we wszystkich obozach obowiązywał czas tokijski. Podobnie jak w niemieckich obozach koncentracyjnych jeńcom nadawano numery ewidencyjne. Każdy jeniec musiał nauczyć się japońskiej wymowy swojego numeru, gdyż służyły one strażnikom do ich wywoływania. Każdy jeniec, od szeregowca do generała, był zobowiązany salutować strażnikom – bez względu na ich rangę. Japończycy znacząco ograniczyli jeńcom możliwości wykonywania praktyk religijnych.
Warunki panujące w obozach jenieckich nie były jednakowe. Zdaniem Gregory’ego F. Michno kluczowy wpływ miały na nie ich położenie geograficzne oraz postawa poszczególnych komendantów. W pierwszych miesiącach wojny w największych obozach, na przykład w Changi lub Bicycle Camp w Batawii, panowały stosunkowo znośne warunki, a jeńcom zezwolono na prowadzenie działalności edukacyjnej i kulturalnej. Przez Changi przeszło łącznie 87 tys. jeńców, lecz liczba ofiar wyniosła jedynie 809. Nawet w obozach na Ambonie i w Sandakanie, które zdobyły sobie później szczególnie złą sławę, jeńcom początkowo zezwalano na aktywność sportową i kulturalną oraz umożliwiano nabywanie dodatkowej żywności. Relatywnie dobre warunki panowały przez długi czas w obozie w Sajgonie, gdzie jeńcy byli w stanie nawet dokonywać zakupów w sklepach i odwiedzać domy publiczne. W mandżurskim Mukdenie urządzono „wzorcowy obóz”, jeden z nielicznych, który mieli prawo odwiedzać przedstawiciele Czerwonego Krzyża lub państw neutralnych. Podobną rolę pełnił oficerski obóz w Zentsūji na wyspie Sikoku; zmarło w nim nie więcej jak 10–11 jeńców (niespełna 1%). Specjalny obóz dla wyższych rangą oficerów urządzono także w prefekturze Karenko na Formozie.
Szczególnie złą sławą cieszyły się z kolei m.in. obóz O’Donnell czy obóz na wyspie Haruku na Molukach. W tym pierwszym, który funkcjonował zaledwie przez sześć miesięcy, zmarło około 1,5 tys. Amerykanów i nawet do 26 tys. Filipińczyków. Z kolei spośród 2071 brytyjskich i holenderskich jeńców, których uwięziono na Haruku, zmarło i zginęło 1021, a więc blisko 50%. W obozie Cabanatuan na Filipinach, utworzonym w połowie 1942 roku, w ciągu pierwszych sześciu miesięcy zmarło z głodu i chorób ponad 2,5 tys. jeńców. W obozie Tan Tui na Ambonie zmarło 407 spośród 528 australijskich jeńców, a więc 77%.

#### Warunki bytowe i sanitarne
Problemem powszechnie występującym w obozach były złe warunki bytowe i sanitarne. Zdarzało się, że jeńcy musieli sam budować obozy i do czasu ich ukończenia koczować pod gołym niebem. Inni musieli gnieździć się w szopach i prymitywnych chatach, niezapewniających ochrony przed warunkami atmosferycznymi. W obozie Woosung w Szanghaju, gdzie w miesiącach zimowych panował dotkliwy chłód, jeńcom zabroniono wykorzystywania samodzielnie zbudowanych piecyków. Obozy często pozbawione były urządzeń sanitarnych lub ich liczba była niewystarczająca. Zachowanie higieny uniemożliwiał także brak bieżącej wody, mydła, a nawet papieru toaletowego. Obozowe szpitale zazwyczaj były pozbawione urządzeń, leków, środków opatrunkowych, a nawet pościeli. Japońscy sanitariusze przydzieleni do służby w obozach zazwyczaj byli skorumpowani i nie wykazywali żadnej troski o zdrowie jeńców. Ich priorytetem było jedynie dopilnowanie, aby odgórnie wyznaczony kontyngent stawiał się każdego dnia do pracy. Wszystkie te okoliczności sprzyjały szerzeniu się chorób, zwłaszcza dyzenterii, malarii, beri-beri, grzybicy, świerzbu oraz innych chorób skóry. W obozach na Wyspach Japońskich, gdzie panowały o wiele niższe temperatury, niż w strefie tropikalnej, główną przyczyną zgonów było zapalenie płuc. Prawdopodobnie tylko dzięki żołnierskiej dyscyplinie i samoorganizacji, które pozwalały zachować minimalną higienę, oraz dzięki wysiłkom jeńców-lekarzy, epidemie chorób zakaźnych nie przybrały tak zastraszających rozmiarów, jak miało to miejsce w przypadku Rōmusha.
Wbrew przepisom prawa międzynarodowego Japończycy nie zapewniali obozom jenieckim stosownych oznaczeń, a nawet lokowali w ich bezpośrednim sąsiedztwie swoje magazyny i obiekty wojskowe. W konsekwencji obozy były atakowane przez alianckie samoloty, co nierzadko powodowało liczne ofiary. W lutym 1943 roku nalot amerykańskiego lotnictwa spowodował eksplozję magazynu amunicji, który ulokowano w obozie jenieckim Tan Tui na Ambonie. Zniszczeniu uległo wtedy blisko 90% zabudowań obozowych, zginęło 10 jeńców australijskich i 27 holenderskich cywilów, a wielu innych zostało rannych. W kolejnym nalocie, przeprowadzonym pod koniec sierpnia 1944 roku, zginęło trzech Australijczyków, a piętnastu zostało rannych. Ataki lotnictwa spowodowały także śmierć około 20–30 Australijczyków i Brytyjczyków w obozie w Sandakanie (maj 1945).
Jeńcy cierpieli głód, zarówno w obozach, jak i podczas transportu. W październiku 1942 roku zarządzono, że oficjalna racja żywnościowa jeńca-szeregowca wynosić będzie 570 gramów, plus dodatkowo 220 gramów dla pracujących. W praktyce owe wytyczne pozostawały jedynie na papierze. W październiku 1942 roku komendanci obozów otrzymali odgórny rozkaz uszczuplenia oficerskich i cywilnych racji żywnościowych do maksimum 420 gramów dziennie „ze względu na spożycie ryżu i jęczmienia przez robotników zatrudnionych w gałęziach przemysłu ciężkiego w Japonii”. Półtora roku później racje ponownie zmniejszono. Jeniecka dieta w praktyce składała się przede wszystkim z ryżu. Dotkliwie odczuwano brak mięsa, tłuszczów, cukru, soli, witamin. W obozach Kolei Birmańskiej dzienna racja wynosiła niekiedy zaledwie 100 gramów ryżu na żołnierza, przy czym jeńcom zabroniono nabywania produktów żywnościowych od ludności cywilnej. W jednym z obozów na Formozie jeńcy otrzymywali dziennie 13 gramów ryby i 12 gramów mięsa, przy tym wyłącznie „w dni uważane przez Japończyków za ważne”. Wyżywienie pogorszyło się zwłaszcza w ostatnim okresie wojny. Dla przykładu jeńcy w Palembangu otrzymywali wtedy dzienną rację w postaci 280 gramów ryżu, w Changi – 226 gramów ryżu i kukurydzy, na Hajnanie – 170 gramów ryżu, na Ambonie – 40 gramów ryżu i 200 gramów tapioki, w Sandakanie – 70 gramów ryżu. W przypadku Sandakanu oraz innych obozów na Borneo racje rozmyślnie zmniejszono, aby w przypadku alianckiej inwazji jeńcy nie byli na siłach wszcząć buntu.
W konsekwencji jeńcy licznie umierali na skutek niedożywienia lub spowodowanych nim chorób, zwłaszcza awitaminozy. W szczególnie dramatycznej sytuacji znajdowali się jeńcy chorzy i wyczerpani. Jako niezdolnym do pracy obcinano im racje o połowę, a niekiedy w ogóle nie wydawano pożywienia. Był to efekt rozkazów premiera Tōjō, które wprowadziły w obozach zasadę „nie ma pracy – nie ma jedzenia”. Takich jeńców ratowała przed śmiercią głodową tylko pomoc zdrowych kolegów, którzy dzielili się z nimi swoimi racjami lub żywnością ukradzioną Japończykom. Nierzadkie były przypadki, gdy jeńcy, aby ratować się przed śmiercią, głodową byli zmuszeni jeść złapane psy, koty, małpy, ptaki i niewielkie ssaki, żaby, ślimaki, skorupiaki, węże i jaszczurki, a nawet nietoperze, owady, liście lub korzenie. W innych wypadkach sytuację żywnościową ratowała uprawa ogródków warzywnych lub hodowla zwierząt, na co często zezwalali Japończycy. O tym, jak dotkliwy był panujący w obozach głód, świadczyć może fakt, że w momencie wyzwolenia średnia waga ocalonych wynosiła 55 kilogramów.
Ciężkie warunki panujące w obozach jenieckich do pewnego stopnia były spowodowane obiektywnymi czynnikami, na przykład wojennymi niedoborami czy trudnościami w zapewnieniu regularnych dostaw do obozów znajdujących się na odizolowanych wyspach lub w głębi dżungli. Takie argumenty często podnosili zresztą po wojnie japońscy oficerowie oskarżeni o zbrodnie wojenne. Głód i złe warunki sanitarne w dużej mierze były jednak konsekwencją przyjętej przez władze japońskie polityki. Nagminne były przypadki, gdy żywność i lekarstwa przeznaczone dla jeńców były rozkradane przez komendantów i strażników, którzy zużywali je na własne potrzeby lub sprzedawali na czarnym rynku. W jednym z obozów Kolei Birmańskiej japoński komendant wydzielał lekarzom tylko niewielkie ilości środków dezynfekujących, uzależniając wydanie większych porcji od otrzymania łapówki. Jest prawdopodobne, że w czarnorynkowy handel żywnością i innymi zapasami przeznaczonymi dla jeńców byli zaangażowani nawet wysocy rangą oficerowie z Biura ds. jeńców wojennych przy Ministerstwie Wojny. Po kapitulacji Japonii wielokrotnie okazywało się, że rzekomo puste magazyny są pełne żywności, papierosów czy środków dezynfekcyjnych, a wyżywienie w obozach ulegało natychmiastowej poprawie.
O tym, że władze japońskie w sposób rozmyślny źle traktowały alianckich jeńców, świadczyć mogą też inne fakty. Komendant jednego z obozów w Japonii, który starał się traktować jeńców zgodnie z przepisami prawa międzynarodowego, został zadenuncjowany jako „sympatyk wroga” i stał się obiektem zainteresowania Kempeitai. Z kolei wiceminister wojny gen. Heitarō Kimura uniemożliwił rozmieszczenie alianckich jeńców w budynkach trzech koreańskich szkół teologicznych, gdyż uznał, że panujące w nich warunki będą dla nich „zbyt dobre”.

#### Przemoc

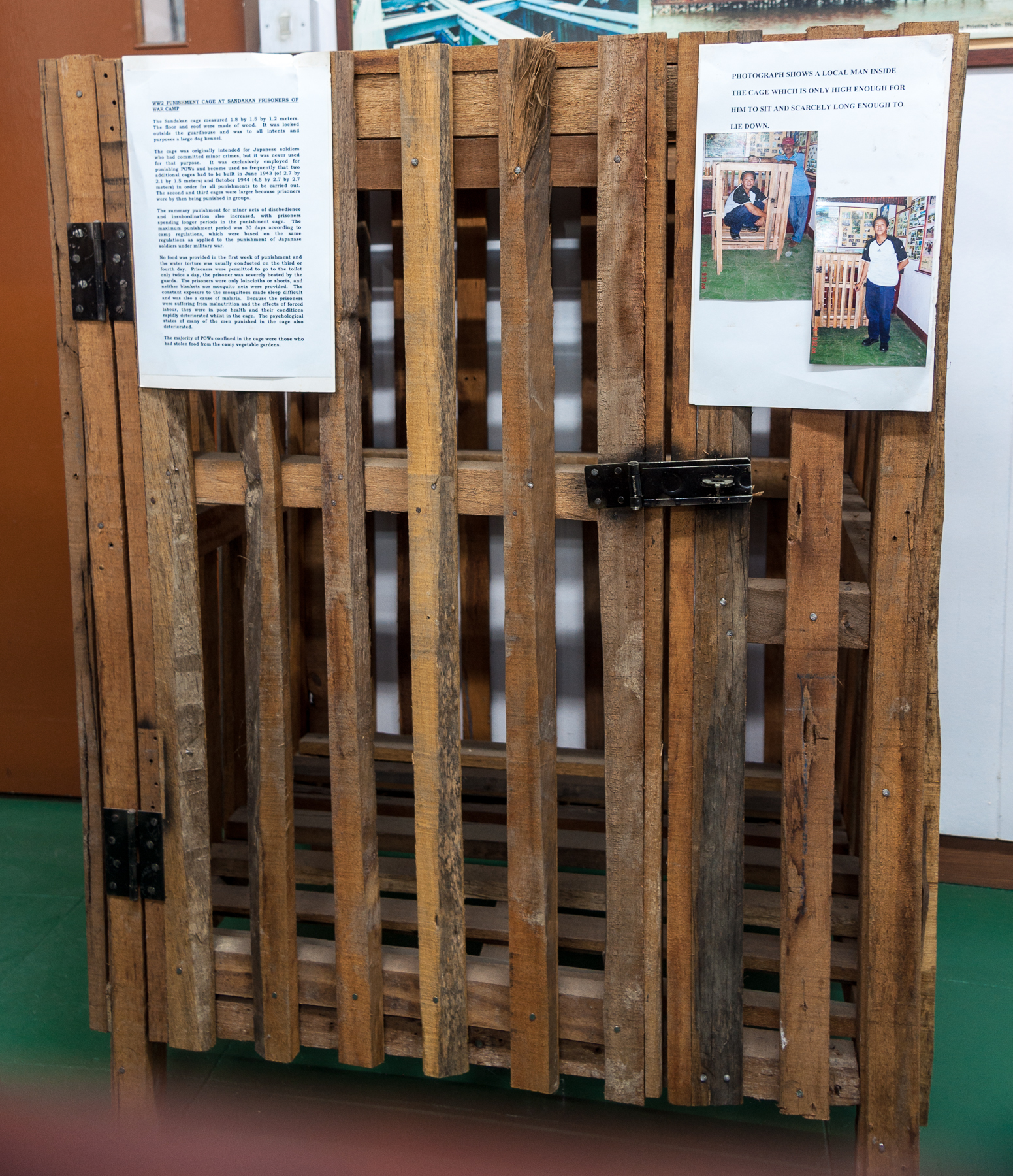
Klatka, w której umieszczano jeńców oskarżonych o przewinienia dyscyplinarne. Obóz jeniecki w Sandakanie

We wszystkich obozach na porządku dziennym było stosowanie fizycznej i psychicznej przemocy wobec jeńców. Władze japońskie nie tylko tolerowały ten stan rzeczy, lecz wręcz zachęcały do brutalnego traktowania jeńców. W instrukcji dla komendantów obozów jenieckich z czerwca 1942 roku premier Tōjō zapisał:

Jeńcy wojenni muszą być poddani ścisłej dyscyplinie w stopniu, który nie koliduje z zasadami ludzkości. Jest jednak rzeczą konieczną, aby nie ulec błędnej idei humanitaryzmu ani uczuciom sympatii, jakie mogą powstać w stosunku do jeńców w ciągu długiego okresu ich niewoli.

Żołnierzom wyznaczonym do służby w obozach jenieckich wpajano podczas szkoleń, że tylko surowym postępowaniem będą mogli zaskarbić sobie szacunek jeńców. W 1943 roku Tōjō wydał kolejne zarządzenie, w którym znalazły się następujące zapisy:

W wypadku niesubordynacji ze strony jeńca należy go ukarać więzieniem lub aresztem. Ponadto można stosować wszelkie inne środki, jakie uzna się za konieczne dla zachowania dyscypliny.

W praktyce strażnicy i komendanci czuli się upoważnieni, by pod najbardziej błahymi pretekstami lub nawet bez pretekstu poddawać jeńców karom dyscyplinarnym czy wręcz torturom. Pretekstem do wymierzenia kary cielesnej mogło być zbyt swobodne zachowanie, zbyt powolna reakcja na rozkaz – zazwyczaj wydany w niezrozumiałym dla jeńca języku japońskim, nieoddanie lub niedbałe (w ocenie strażnika) oddanie honorów, a nawet brak guzika lub brud za paznokciami. Często brutalne traktowanie jeńców służyło rozładowaniu frustracji spowodowanej wieściami o pogarszającej się sytuacji na frontach. Szczególną agresję strażników budzili żołnierze wysocy wzrostem.
Pod byle pretekstem jeńców kopano, bito pięściami lub rozmaitymi przedmiotami. Podczas pracy byli nieustannie popędzani i bici. Szczególnie rozpowszechnioną w obozach praktyką było policzkowanie. Powszechnie stosowano karę chłosty, nierzadko przy użyciu specjalnych narzędzi, które powodowały śmierć ofiary lub poważne obrażenia. Do zestawu kar dyscyplinarnych stosowanych w obozach jenieckich należały ponadto: karne apele, karna gimnastyka, wystawianie skrępowanych jeńców na ataki insektów lub wielogodzinne działanie promieni tropikalnego słońca, zamykanie w bambusowych klatkach – tak ciasnych, że jeniec nie był w stanie nawet się poruszyć, zmuszanie do stania przez wiele godzin z głazem lub kłodą drewna trzymanymi nad głową bądź do wielogodzinnego stania w nienaturalnej i niewygodnej pozycji, zmuszanie do klęczenia na ostrych przedmiotach, zamknięcie w lochu bez światła i dopływu powietrza, krępowanie wszystkich kończyn kablem telefonicznym lub drutem kolczastym. W obozie „Havelock Road” na Malajach jeńcy musieli pod ciosami kolb karabinowych biegać bez butów po potłuczonym szkle. Zdarzało się, że jeńców zmuszano, by sami wymierzyli karę chłosty swoim towarzyszom. Strażnicy czasami urządzali także pozorowane egzekucje lub zmuszali jeńców, by walczyli ze sobą. Nie oszczędzano jeńców chorych i wyczerpanych, nawet tych którzy nie byli w stanie wstać z łóżka. W myśl zasady odpowiedzialności zbiorowej karano niekiedy całe baraki, grupy robocze, a nawet ogół jeńców.
Począwszy od września 1942 roku japońskie władze wojskowe zaczęły zmuszać jeńców do podpisywania „deklaracji lojalności”, w których zobowiązywali się podporządkować wszystkim rozkazom armii japońskiej i nie podejmować prób ucieczek. Praktykę tę usankcjonował specjalny rozkaz Ministerstwa Wojny z początków 1943 roku, w którym zapisano:

Skoro tylko jeńcy znajdą się na terenie obozu, należy od nich odebrać przysięgę, że nie będą próbowali uciekać. Należy przyjąć, że ci jeńcy, którzy odmawiają złożenia takiej przysięgi, zamierzają uciec. Jeńców tych należy oddać pod ścisły nadzór.

Ze względu na fakt, iż jeńcy zazwyczaj odmawiali dobrowolnego podpisania „deklaracji lojalności”, ich opór łamano siłą, na przykład biorąc zakładników – zazwyczaj spośród najwyższych rangą oficerów, ograniczając racje żywnościowe i przydziały lekarstw, poddając opornych torturom. W Changi chcąc zmusić jeńców do podpisania zobowiązania, Japończycy przez cztery dni więzili 16 tys. jeńców na terenie koszar Selarang – bez pożywienia i bez możliwości udania się do latryny. Z kolei w Hongkongu opornych zamknięto w więzieniu, nie wydając im pożywienia i zmuszając, aby bez ruchu pozostawali przez cały dzień w pozycji klęczącej.
Konwencja genewska z 1929 roku przewidywała, że jeńcy schwytani podczas próby ucieczki mogą zostać ukarani co najwyżej 30 dniami odosobnienia. W pierwszych miesiącach wojny japońska polityka w stosunku do uciekinierów nie była konsekwentna. Ostatecznie w japońskim „Regulaminie dla jeńców wojennych” wprowadzono jednak przepisy, które umożliwiały karanie zbiegłych jeńców w ten sam sposób, co dezerterów z armii japońskiej. Osobie, która zorganizowała zbiorową ucieczkę z obozu, groziła kara śmierci lub kara więzienia o wymiarze nie mniejszym niż 10 lat. Pozostali uciekinierzy mogli zostać skazani na karę śmierci lub karę więzienia o wymiarze nie mniejszym niż 1 rok. W efekcie było regułą, że schwytanych uciekinierów zabijano – często poddając ich wcześniej torturom. Nierzadko egzekucję przeprowadzano publicznie, na oczach pozostałych jeńców. Zdarzało się, że w myśl zasady odpowiedzialności zbiorowej jeńców karano za ucieczkę kolegi lub kolegów. Między innymi w Lumban na Filipinach po ucieczce jednego z jeńców rozstrzelano w odwecie 10 amerykańskich szeregowców i podoficerów. Daws podkreśla, że prób ucieczek z japońskich obozów było jednak niewiele. Łączna liczba uciekinierów nie przekroczyła prawdopodobnie kilkuset, przy czym ucieczka udała się tylko nielicznym. Na przeszkodzie stały nieznajomość terenu, trudne warunki klimatyczne oraz fakt, że jeńcy o białym kolorze skóry mieli niewielkie szanse ukryć się pośród często nieprzychylnie nastawionej ludności cywilnej.
Śmierć groziła także za stawianie czynnego oporu strażnikom, odmowę wykonania rozkazu, potajemne słuchanie radia, potajemne prowadzenie dziennika, samowolne oddalenie się z obozu w celu wizyty u kochanki (Jawa) lub zakupu żywności (Ambon), kradzież żywności (Palau), czarnorynkowy handel, szmugiel żywności lub lekarstw (Hajnan). W Kota Thare na Sumatrze czterech jeńców z armii holenderskiej publicznie stracono za odmowę wstąpienia do japońskich sił pomocniczych. Jeńców skazanych na kary pozbawienia wolności kierowano do więzień i ośrodków odosobnienia pozostających pod kontrolą Kempeitai. Panowały w nich szczególnie ostry reżim i skrajnie ciężkie warunki bytowe.

#### Postawa oficerów i podziały wśród jenieckiej społeczności
Japończycy do pewnego stopnia szanowali wojskową hierarchię, co sprawiało, że wzięci do niewoli oficerowie nierzadko mogli liczyć na lepsze wyżywienie i zakwaterowanie, a w wielu wypadkach nie byli zmuszani do pracy. Był im także wypłacany żołd. Z tego powodu śmiertelność wśród oficerów była wyraźnie mniejsza; dla przykładu w obozach Kolei Birmańskiej nie przekroczyła 1–2%.
Postępowanie jeńców-oficerów było różne. Niektórzy, zwłaszcza Australijczycy, byli gotowi dzielić los swych podwładnych. Czasami dzięki umiejętnościom dowódczym oraz stanowczemu, lecz dyplomatycznemu postępowaniu z Japończykami, oficerowie byli w stanie poprawić los swoich żołnierzy, a nawet uratować życie wielu z nich. Zdarzali się jednak oficerowie – w szczególności Holendrzy i Brytyjczycy, lecz także liczni Amerykanie – którzy skwapliwie korzystali z przywilejów, nie okazywali żadnego zainteresowania losem podwładnych, a wobec Japończyków wykazywali się daleko idącą spolegliwością. Tacy oficerowie stawali się automatycznie obiektem niechęci, a wręcz nienawiści. W Sandakanie najstarszy rangą australijski oficer oraz niektórzy z jego najbliższych współpracowników byli skrajnie niepopularni ze względu na utrzymywanie towarzyskich kontaktów z japońskim komendantem i denuncjowanie mu niezdyscyplinowanych jeńców. W więzieniu Bilibid w Manili grupa amerykańskich oficerów przejęła kontrolę nad zapasami leków, po czym sprzedawała je żołnierzom niższych rang po czarnorynkowych cenach. W innym obozie oficer nazywany „białym Japońcem”, czerpał znaczne zyski z zarządzania obozową kantyną.
Szczególne kontrowersje wzbudzało postępowanie tych oficerów, którzy nie będąc w stanie zdobyć posłuchu wśród podwładnych, wydawali ich Japończykom w celu wymierzenia kar dyscyplinarnych – niekiedy ze skutkiem śmiertelnym. W obozach na Ambonie i Sandakanie to na wniosek australijskich oficerów Japończycy mieli zbudować specjalne klatki, w których na wiele dni umieszczano „niezdyscyplinowanych” jeńców.
Niezależnie od powyższego, we wszystkich obozach społeczność jeniecką charakteryzowały głębokie podziały, kształtujące się przede wszystkim według kryterium narodowościowego, lecz także według rodzaju sił zbrojnych, jednostek wojskowych, przedwojennego miejsca zamieszkania itp. Gavan Daws określał to zjawisko mianem „trybalizmu”. W obliczu zaciekłej walki o przetrwanie w obozach szerzyły się kradzieże, wymuszenia i czarnorynkowy handel.
W niektórych obozach zawiązały się zalążki konspiracji. W Batu Lintang, Changi, Chungkai, Kanchanaburi czy Sandakanie jeńcy mimo ogromnego ryzyka potajemnie skonstruowali odbiorniki radiowe, dzięki którym mogli śledzić aktualną sytuację na frontach.

#### Japońska propaganda i pomoc z zewnątrz
Japońska propaganda utrzymywała, że warunki stworzone jeńcom wojennym są lepsze, niż przewidują międzynarodowe konwencje. Kategorycznie odrzucano wszelkie oskarżenia o ich złe traktowanie. Jeńcom zmuszonym do występowania w anglojęzycznych audycjach japońskiego radia, rozkazano mówić, że utyli na wikcie serwowanym w obozach. Powstał nawet specjalny film propagandowy z udziałem odpowiednio wyselekcjonowanych jeńców i internowanych cywilów, którego niektóre sceny nakręcono w luksusowym „Hôtel des Indes” w Batawii.
Japońska armia narzuciła daleko idące ograniczenia Czerwonemu Krzyżowi. Jego przedstawicielom zabroniono wstępu do obozów znajdujących się w „strefie działań wojennych”, co w praktyce obejmowało większość obszarów znajdujących się pod kontrolą Cesarstwa, w tym przede wszystkim Azję Południowo-Wschodnią, gdzie znajdowały się największe obozy jenieckie. Obserwatorzy nie mieli także prawa pojawić się z niezapowiedzianą wizytą i bez eskorty. Podczas nielicznych inspekcji uniemożliwiano lub maksymalnie ograniczano im bezpośredni kontakt z jeńcami. Czerwonemu Krzyżowi uniemożliwiano także dystrybucję paczek z żywnością i odzieżą oraz utrudniano przekazywanie korespondencji od rodzin. Japończycy inscenizowali sytuacje, które miały świadczyć o rzekomo dobrym traktowaniu jeńców. Jednocześnie delegaci Czerwonego Krzyża, m.in. pochodzący ze Szwajcarii dr Fritz Paravicini, starali się za wszelką cenę unikać konfrontacji z władzami japońskimi, a sporządzane przez nich raporty nie oddawały rzeczywistego położenia, w którym znajdowali się jeńcy.
Zdaniem Michaela Sturmy to właśnie brak paczek Czerwonego Krzyża był jednym z kluczowych powodów, dla których śmiertelność w japońskich obozach jenieckich była tak wysoka. O ile bowiem alianccy żołnierze w niemieckich obozach jenieckich otrzymywali średnio jedną paczkę tygodniowo, o tyle w obozach japońskich za szczęśliwców mogli uważać się jeńcy, którzy otrzymywali je raz na rok. Japończycy nie tylko niechętnie przyjmowali paczki Czerwonego Krzyża, lecz często defraudowali ich zawartość lub magazynowali je bez wiedzy jeńców, w przekonaniu, że wojna będzie trwać jeszcze wiele lat.
W niektórych wypadkach jeńcy mogli liczyć na pewną pomoc ze strony antyjapońskiego ruchu oporu. Na terytorium Syjamu powstała nawet organizacja „V”, która potajemnie dostarczała żywność, lekarstwa i pieniądze do obozów jenieckich, w których więziono jeńców pracujących przy budowie Kolei Birmańskiej.

### Niewolnicza praca

#### Japońska polityka
W trakcie wojny na Pacyfiku Japonia na masową skalę korzystała z pracy jeńców, de facto zmieniając ich w niewolników. W maju 1942 roku premier Tōjō wysłał pismo do dowódcy dywizji, któremu podlegał jeden z obozów jenieckich, w którym zaznaczył:

Obecna sytuacja w kraju nie pozwala na to, aby ktokolwiek wylegiwał się i nic nie robił, tylko się obżerał. Mam nadzieję, iż mając to na uwadze, będzie pan odpowiednio postępował z jeńcami i dopilnuje, by stali się oni pożyteczni.

Kilka tygodni później w instrukcji dla komendantów obozów jenieckich Tōjō ponownie odniósł się do kwestii wykorzystania jeńców w charakterze przymusowej siły roboczej, pisząc:

Nie powinniście dopuszczać, żeby choć jeden dzień [jeńcy] siedzieli z założonymi rękami i darmo jedli chleb. Ich pracę i doświadczenie techniczne należy w pełni wykorzystać do zwiększenia produkcji; jeńcy muszą wnieść swój wkład w dzieło prowadzenia Wielkiej Wojny w Azji Wschodniej, dla której nie powinno się szczędzić żadnego wysiłku.

W tym samym miesiącu szef sekcji ds. jeńców wojennych w Biurze Spraw Wojskowych Ministerstwa Wojny gen. Mikio Uemura wydal rozkaz o treści:

Wprawdzie przepisy z 1903 r. zabraniają używania do pracy spośród jeńców wojennych oficerów i chorążych, ale władze zwierzchnie uważają, że w obecnej sytuacji w naszym kraju, gdzie nikt nie je, jeżeli nie pracuje, także tych jeńców trzeba zapędzić do pracy.

Z obowiązku pracy nie zwalniano nawet jeńców skrajnie wyczerpanych, osłabionych głodem lub chorobami. Jednocześnie władze japońskie całkowicie lekceważyły zapisy międzynarodowych konwencji, które zakazywały wykorzystywania jeńców do prac bezpośrednio związanych z prowadzeniem działań wojennych. W rezultacie musieli oni pracować m.in. przy budowie lotnisk i stanowisk artylerii, przy wyładunku amunicji, w fabrykach zbrojeniowych. Zdarzało się nawet, że jeńców zmuszano do pracy przy usuwaniu i rozbrajaniu niewybuchów. Z kolei w dni teoretycznie wolne od pracy zmuszano ich do ćwiczenia musztry lub wykonywania różnych prac porządkowych w obozach.
Jeńców zmuszano do niewolniczej pracy nawet w ostatnich miesiącach wojny, gdy rozmaite japońskie projekty budowlane były już pozbawione jakiegokolwiek sensu militarnego. Przykładem może być Sumatra, gdzie zainicjowano budowę kolei z Pekanbaru do zachodniej części wyspy. Zatrudniono w tym celu ponad 6 tys. alianckich jeńców, w większości Holendrów, z czego ponad siedmiuset poniosło śmierć.

#### Kolej Birmańska

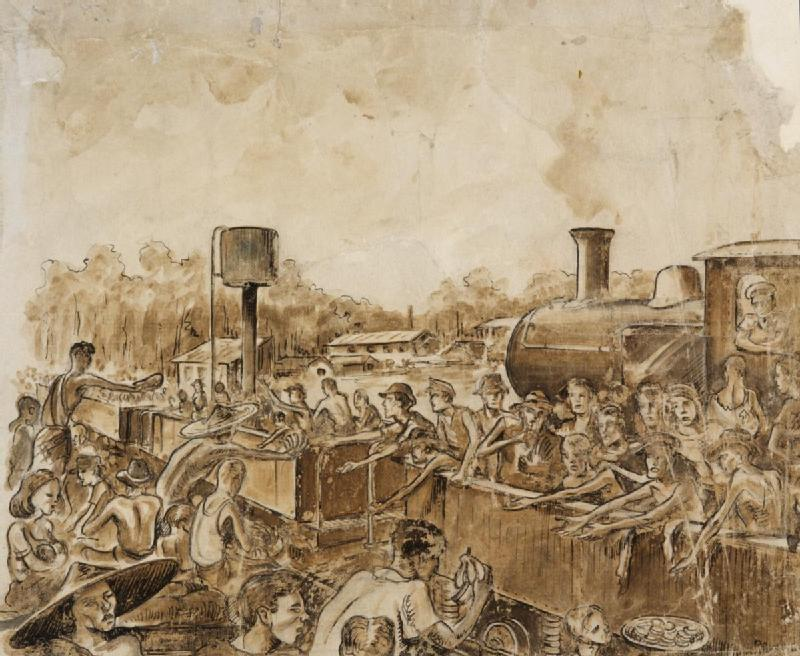
Rysunek Leo Rawlingsa, przedstawiający przybycie pociągu z jeńcami do Bangkoku

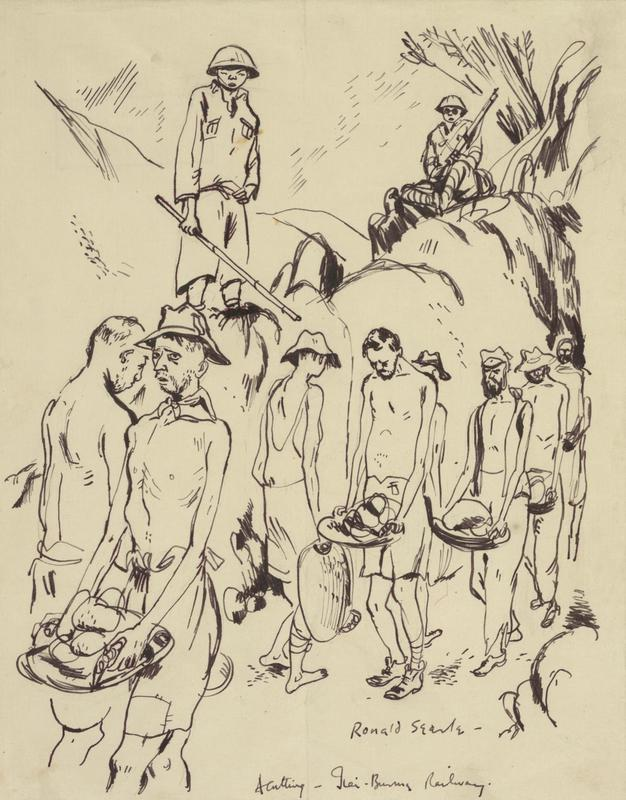
Rysunek Ronalda Searle’a, przedstawiający jeńców pracujących przy budowie Kolei Birmańskiej

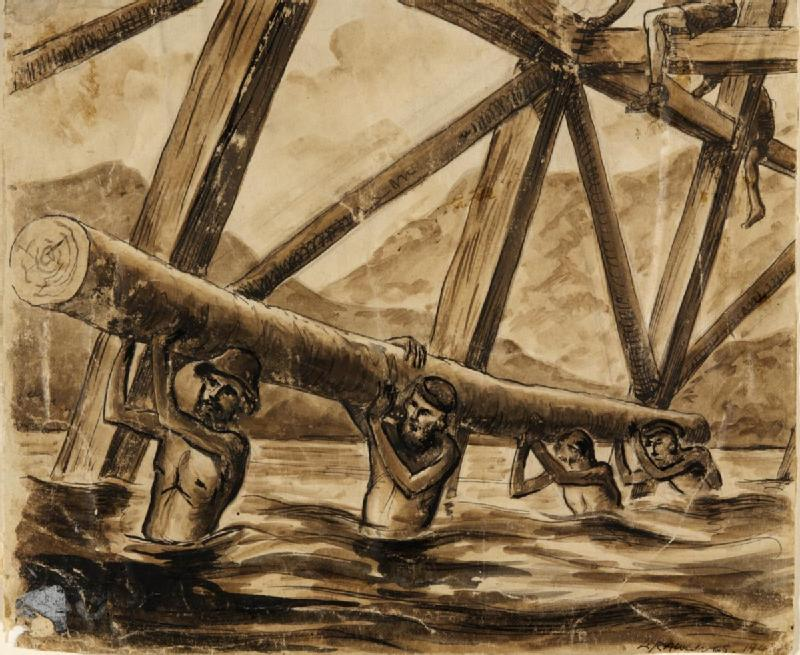
Rysunek Leo Rawlingsa, przedstawiający jeńców pracujących przy budowie mostu na rzece Khwae Yai

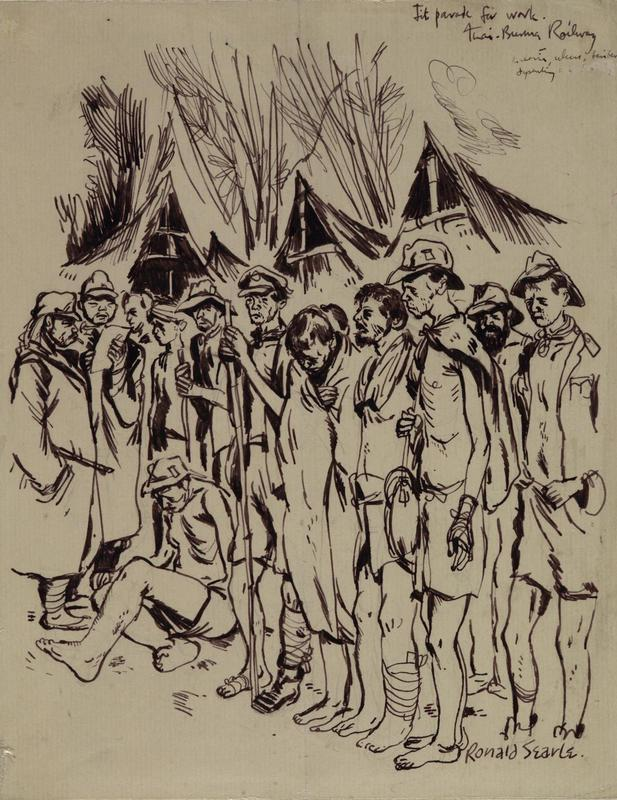
Rysunek Ronalda Searle’a, przedstawiający selekcję chorych jeńców pod kątem zdolności do pracy

Na początku 1942 roku w Cesarskiej Kwaterze Głównej w Tokio narodził się projekt zbudowania linii kolejowej, która biegnąc przez terytoria Syjamu i Birmy, połączyłaby dwie istniejące już linie: z Rangunu do Yay oraz z Singapuru do Bangkoku. Japońscy sztabowcy liczyli, że zbudowanie kolei znacząco usprawni zaopatrywanie wojsk walczących w Birmie. Rozpoczęcie budowy zaplanowano na 20 czerwca 1942, lecz w rzeczywistości prace na odcinku birmańskim rozpoczęły się 15 września, a na odcinku syjamskim – dopiero w listopadzie. Japońscy inżynierowie szacowali, że w normalnych warunkach realizacja projektu wymagałaby od dwóch do pięciu lat. Cesarska Kwatera Główna zażądała jednak, aby kolej została uruchomiona do końca 1943 roku, tj. w ciągu 18 miesięcy.
Dowódca japońskiej Armii Południowej gen. Hisaichi Terauchi za radą swoich podwładnych zaproponował, aby obok azjatyckich robotników przymusowych (Rōmusha) do pracy przy budowie kolei zatrudnić alianckich jeńców wojennych. Tokio przychyliło się do tej sugestii. Już w maju 1942 roku z Singapuru skierowano do Birmy pierwszy kontyngent, określany mianem Force A. Wysłano go drogą morską, w jego składzie znalazło się 3 tys. Australijczyków. Jeńcy ci pracowali początkowo przy budowie lotnisk, lecz po czterech miesiącach wraz z 500 Brytyjczykami przywiezionymi z Sumatry zostali skierowani do pracy przy budowie kolei. W drugiej połowie czerwca kolejny trzytysięczny kontyngent, tym razem złożony z Brytyjczyków, wysłano koleją z Singapuru do Ban Pong w Syjamie. W październiku i listopadzie niemal każdego dnia z Singapuru wyruszały pociągi, którymi wieziono jeńców do pracy przy budowie Kolei Birmańskiej. Ostatnie dwa duże kontyngenty, Force F i Force H, wysłano do Syjamu w kwietniu i maju 1943 roku. Jeńców z tych grup najpierw przewieziono koleją do Bangkoku, skąd musieli udać się pieszo do obozów rozsianych wzdłuż trasy planowanej kolei. Przed wyjazdem oznajmiono im, że są wysyłani do „obozów wypoczynkowych w górach”. Łącznie do pracy przy budowie Kolei Birmańskiej skierowano ponad 61 tys. jeńców, a więc 45% wszystkich żołnierzy pochodzenia europejskiego, którzy znaleźli się w japońskiej niewoli. Blisko połowę stanowili Brytyjczycy (30 141). Obok nich przy budowie kolei pracowali także jeńcy holenderscy (17 985), australijscy (12 994), amerykańscy (686).
Już sam transport na place budowy odbywał się w ciężkich warunkach. Podróż koleją z Singapuru do Bangkoku trwała cztery doby. Więźniów przewożono w zatłoczonych i szybko nagrzewających się wagonach towarowych. Podczas podróży wydawano im minimalne ilości wody i pożywienia, aczkolwiek mogli sami zakupywać żywność podczas postojów. Dotarłszy do Bangkoku, jeńcy musieli pieszo pokonać trasę o długości blisko 300 kilometrów. W przypadku Force F marsz trwał siedemnaście dni i odbywał się w trudnych warunkach terenowych i pogodowych (był to sezon deszczów monsunowych). Każdego dnia jeńcy musieli pokonać odcinek o długości 25 kilometrów, dłuższe odpoczynki zarządzano tylko co 5–6 dni. Jeńcy byli brutalnie traktowani przez konwojentów, aczkolwiek w przeciwieństwie do „marszów śmierci” z Bataanu i Sandakanu niezdolnych do dalszego marszu nie mordowano, lecz zezwalano im na odpoczynek i odłączenie od kolumny. Niewiele lepsza była sytuacja, w której znajdowali się jeńcy przewożeni drogą morską. Wielodniowy rejs odbywali w zatłoczonych ładowniach, które pozwalano im opuszczać tylko na pięć minut w ciągu dnia. Wydawano im także minimalne ilości wody i pożywienia. Na tym etapie śmiertelność wśród jeńców nie była jeszcze duża, niemniej warunki transportu powodowały, że docierali na miejsce w stanie wycieńczenia. Dla przykładu aż 2 tys. jeńców z Force F i Force H nie było w stanie dojść do obozów o własnych siłach.
Szanse przeżycia pozostawały w dużej mierze uzależnione od miejsca, do którego trafili jeńcy. Na odcinku Kolei Birmańskiej biegnącym przez terytorium Birmy, gdzie pracowało około 12 tys. jeńców z Force A, współczynnik śmiertelności wyniósł 15%. W obozie Tamarkan w Syjamie zmarło tylko 202 spośród ponad 2 tys. więźniów – głównie dzięki wysiłkom najstarszego rangą z jeńców, płk. Philipa Tooseya. Z kolei w przypadku Force D współczynnik strat wyniósł 18%, aczkolwiek niektóre jego bataliony straciły ponad 50% stanu osobowego. Najgorsza sytuacja panowała w obozach Force F i Force H. Były one bowiem położone najwyżej, a więc były najchłodniejsze, najwilgotniejsze i najbardziej niedostępne podczas pory deszczowej. Najgorszą sławą cieszył się obóz nr 2 w Songkurai, gdzie spośród 1602 brytyjskich tys. jeńców zmarło aż 1175. Współczynnik strat wśród jeńców z Force F i Force H wyniósł 45%, przy czym jedna z sekcji Force F poniosła straty sięgające 73%.
Przy budowie Kolei Birmańskiej praktycznie nie wykorzystywano żadnego ciężkiego sprzętu budowlanego. Jeńcy musieli wykonywać wszystkie prace przy użyciu prymitywnych narzędzi: łopat, motyk, kilofów, młotów. Do przenoszenia ziemi i kamieni nie mieli nawet taczek, stąd zmuszeni byli używać bambusowych koszy lub wiader. Brakowało także odzieży roboczej; bosi jeńcy musieli nierzadko pracować na ostrych kamieniach lub w usłanej kolcami dżungli. Na jednym z najgorszych odcinków kolei drążenie w skale przejścia o długości około 530 metrów i wysokości około 25 metrów, nazwanego przez Australijczyków Hellfire Pass, zajęło dwa miesiące i kosztowało życie 400 jeńców, przy czym prawie siedemdziesięciu zostało zatłuczonych na śmierć przez strażników. Przy budowie jednego z mostów, nazwanego przez jeńców Pack of Cards, przez 17 dni pracowało 2 tys. jeńców, z czego trzydziestu jeden zginęło, gdy most trzykrotnie się zawalił, a kolejnych dwudziestu dziewięciu zakatowali strażnicy. Wiele ofiar spowodowały także ataki alianckiego lotnictwa. Jedno ze źródeł szacuje, że mogły one doprowadzić do śmierci nawet około 800 jeńców pracujących przy budowie kolei.
Jeńcy otrzymywali niewielkie racje żywnościowe, czasami ograniczające się do zaledwie 100 gramów ryżu dziennie. Sytuację żywnościową do pewnego stopnia poprawiał czarny rynek, aczkolwiek Japończycy starali się uniemożliwiać jeńcom nabywanie żywności od miejscowej ludności. Najtrudniejsze warunki panowały w czasie pory deszczowej, kiedy obozy i place budowy de facto tonęły w błocie. Na masową skalę szerzyły się choroby, w szczególności malaria, dyzenteria, beri-beri, a obok nich także pelagra, dur zaroślowy i denga. Znaczna liczba jeńców cierpiała z powodu tropikalnego owrzodzenia, przy czym dla wielu owa choroba kończyła się amputacją kończyny. Pomoc chorym nieśli nieliczni lekarze-jeńcy. Obozowe szpitale zazwyczaj pozbawione były jednak urządzeń, leków, środków opatrunkowych i dezynfekcyjnych. Jeńcy nie mogli liczyć na przydzielenie jakichkolwiek zapasów z dobrze zaopatrzonych japońskich szpitali polowych. W kwietniu 1943 roku liczba chorych wynosiła 32 tys., przy czym mowa tu tylko o przypadkach oficjalnie zarejestrowanych. Niemniej jeńcom-lekarzom odgórnie narzucono zasadę, że jednorazowo może być hospitalizowanych tylko 15% jeńców. Chorym ograniczano racje żywnościowe, a gdy ich liczba przekraczała wyznaczony limit, zmuszano ich do pracy brutalnym biciem.
Na początku 1943 roku, w związku z sytuacją na froncie birmańskim, Cesarska Kwatera Główna zażądała, aby budowa kolei została zakończona do sierpnia. Rozpoczął się wtedy najgorszy etap budowy, znany jako „okres Speedo”. Jeńcy musieli odtąd pracować po 10–12 godzin dziennie, a niekiedy nawet 19 godzin. Pracowano także po zmroku, w świetle ognisk lub lamp elektrycznych. Czas odpoczynku przypadał tylko raz na 10 dni. Do pracy zaczęto zmuszać także oficerów, a liczbę jeńców zatrudnionych przy pracach niezwiązanych bezpośrednio z budową kolei ograniczono do absolutnego minimum. Więźniów, nie wyłączając chorych i wycieńczonych, brutalnie bito, aby zmusić ich do szybszej pracy. Stosowano także inne formy przymusu, takie jak zmuszanie jeńców cierpiących na wysoką gorączkę do stania w nurcie rzeki, a jeńców z ciężkimi owrzodzeniami – do stania gołymi stopami w bajorach błota. Jeśli w czasie pracy jeniec zasłabł, pozostali z jego grupy roboczej musieli wykonać za niego dzienną normę. W tym czasie w obozach wybuchła epidemia cholery, która pochłonęła setki ofiar.
Japońskie władze były świadome warunków, w jakich żyli i pracowali jeńcy. Niemniej za absolutny priorytet uznawały wyłącznie terminowe ukończenie budowy. Mimo że dysponowały stosownymi środkami, nie podjęły żadnych działań, aby zmniejszyć śmiertelność wśród jeńców. Tym ostatnim bez ogródek dawano do zrozumienia, że ich życie nie ma najmniejszego znaczenia. Japończycy do samego końca nie zmienili swej polityki, mimo że jej skutkiem była szybka utrata przez jeńców zdolności do pracy, a co za tym idzie – opóźnienia w budowie kolei.
16 października 1943 roku (według innych źródeł – 17 lub 25 października) budowa Kolei Birmańskiej została oficjalnie zakończona. W obozach i na placach budowy zginęło 12 399 jeńców, a więc blisko 20% wszystkich zatrudnionych przy budowie „Kolei Śmierci”, a zarazem ponad 30% wszystkich alianckich jeńców zmarłych w japońskiej niewoli. W gronie ofiar znalazło się 6318 Brytyjczyków, 2815 Australijczyków, 2490 Holendrów, 132 Amerykanów, oraz ponad 600 jeńców nieustalonej narodowości. Żołnierze, których odesłano z powrotem do „zwykłych” obozów jenieckich w Singapurze i innych miejscach, powracali w stanie zupełnego wycieńczenia. Większość cierpiała na malarię, beri-beri i inne schorzenia.
Ze względu na znaczną liczbę żołnierzy, którzy przeszli przez obozy Kolei Birmańskiej, oraz ze względu na znaczną liczbę ofiar, stała się ona symbolem cierpień alianckich jeńców. Jean-Luis Margolin zaznacza jednak, że mimo złej sławy „Kolei Śmierci”, istniały miejsca, w których los jeńców był mimo wszystko bardziej tragiczny. Zwraca jednocześnie uwagę, że o wiele gorszy los stał się udziałem Rōmusha. Spośród około 200–270 tys. robotników przymusowych, których skierowano do pracy przy budowie Kolei Birmańskiej, zmarło bowiem około 70 tys. Na skutek wypadków i chorób zmarło także około 1000 Japończyków zaangażowanych przy budowie kolei.

#### Praca w kopalniach i kamieniołomach

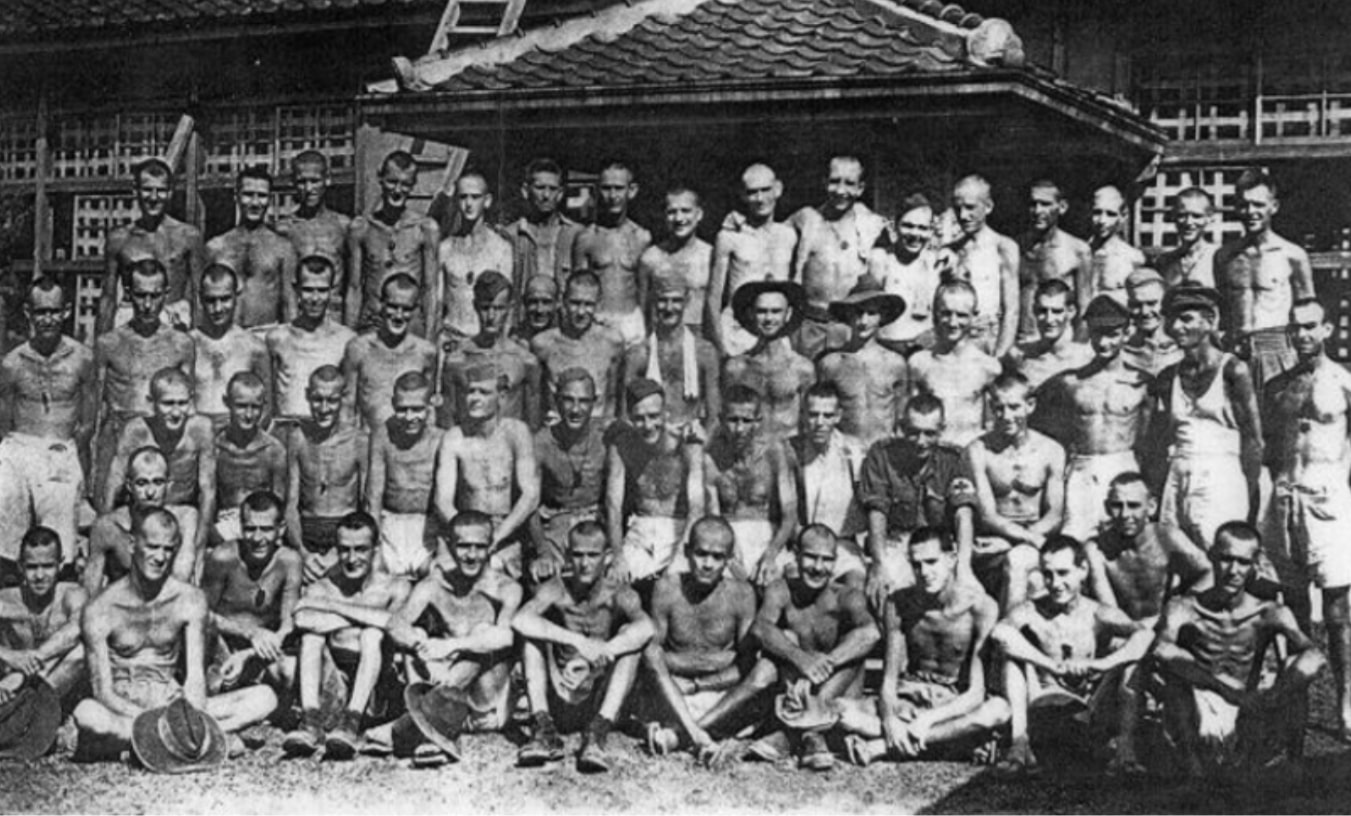
Australijscy jeńcy zatrudnieni w kopalni na wyspie Kiusiu, należącej do koncernu Aso. Zdjęcie wykonane po wyzwoleniu

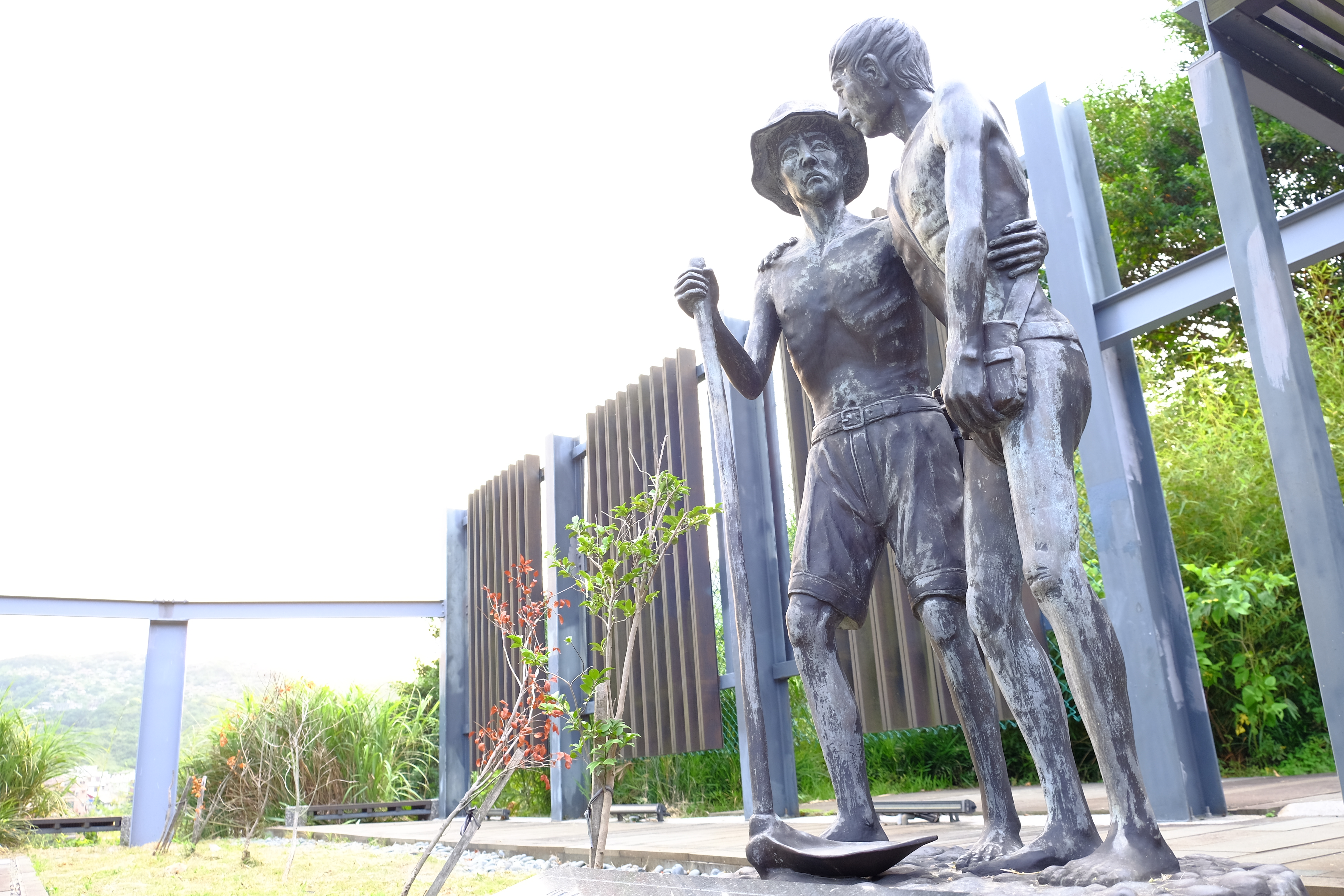
Tajwan. Fragment miejsca pamięci poświęconego jeńcom pracującym w kopalni Kinkaseki (ob. Jinguashi)

Ponad 6 tys. alianckich jeńców zostało skierowanych do pracy w japońskich kopalniach węgla. Wielu innych zmuszono do pracy hutach i kamieniołomach na Wyspach Japońskich lub w kopalniach na Formozie. Między innymi 1859 jeńców różnych narodowości trafiło do obozu jenieckiego Fukuoka 17 w Ōmuta na wyspie Kiusiu. Amerykanie i Australijczycy pracowali tam w kopalni węgla należącej do koncernu Mitsui, Brytyjczycy – w hucie cynku, a Holendrzy – przy załadunku urobku na statki. Ponad trzystu Australijczyków i Brytyjczyków skierowano do położonej w tym samym regionie kopalni węgla Yoshikuma, należącej do koncernu Aso. 1100 jeńców zatrudniono w charakterze przymusowych robotników w kopalni miedzi w Kinkaseki (ob. Jinguashi) na Formozie.
Warunki w niektórych kopalniach były nawet gorsze niż na placach budów Kolei Birmańskiej. W Kinkaseki temperatura w najniżej położonych sztolniach przekraczała niekiedy 50 °C. Brakowało wentylacji i światła, a podziemne korytarze nie były zabezpieczone obudowami. Jeńcom narzucano mordercze tempo pracy, dzień roboczy niekiedy przekraczał 12 godzin. Często byli pozbawieni odzieży roboczej i odpowiednich narzędzi; w niektórych kopalniach musieli pracować ubrani tylko w przepaski biodrowe i kaski wykonane z tektury. Warunki pracy, nieodpowiednie wyposażenie i brak doświadczenia były przyczyną licznych wypadków, nierzadko skutkujących śmiercią lub ciężkimi okaleczeniami. W Wakayama nieopodal Osaki pozbawieni roboczej odzieży jeńcy musieli pracować w hucie miedzi, której pomieszczenia nagrzewały się do temperatury 50 °C, co powodowało liczne omdlenia. W kopalni w Ōmuta jeńcy pracowali na dwunastogodzinnych zmianach, bez odzieży roboczej, nieustannie pokryci węglowym pyłem, w sztolniach tak niewielkich, iż można było się w nich poruszać wyłącznie na kolanach. Aby uniknąć skierowania do pracy pod ziemią, zdesperowani jeńcy na masową skalę dokonywali samookaleczeń.
W przykopalnianych obozach panowały ciężkie warunki bytowe i sanitarne. Dla przykładu w Ōmuta robotników zakwaterowano w zarobaczonych barakach, które ogrzewano tylko godzinę dziennie. Podobnie jak w innych obozach, jeńcy nagminnie byli bici i maltretowani, zwłaszcza jeśli nie wyrobili dziennej normy, spowodowali wypadek lub byli zbyt wyczerpani, by udać się do pracy. Zdarzało się przy tym, że cywilni brygadziści i majstrzy traktowali jeńców bardziej brutalnie, niż strażnicy. W niektórych japońskich kopalniach zdarzały się jednak przypadki, gdy relacje między jeńcami a cywilnymi pracownikami układały się bardzo dobrze.
W kamieniołomie w Aomi zmarło i zginęło około 40 spośród 95 zatrudnionych tam jeńców. W Kinkaseki spośród 524 jeńców z pierwszego kontyngentu, który przysłano tam do pracy, ocalało zaledwie 89.

### Eksperymenty na jeńcach
Alianccy żołnierze, podobnie jak jeńcy chińscy i mieszkańcy okupowanych krajów, byli wykorzystywani przez japońskich lekarzy i naukowców jako „króliki doświadczalne” podczas pseudomedycznych i pseudonaukowych eksperymentów.
Zdarzały się wypadki, gdy japońscy lekarze wojskowi dokonywali bez znieczulenia wiwisekcji jeńców, na przykład w ramach pokazów dla studentów medycyny. Takie zbrodnie miały miejsce m.in. w Khandok, na Guadalcanalu i w Rabaulu. W tym ostatnim australijskiemu jeńcowi wycięto serce, aby „przestudiować jego reakcję”. Innym razem, podczas jednej z egzekucji na wyspie Matupi nieopodal Rabaulu, japoński lekarz wojskowy wyciął żyły szyjne oraz jeden z narządów wewnętrznych dwóm żyjącym jeszcze jeńcom. Wiwisekcji dokonywali także profesorowie Uniwersytetu Kiusiu, którym władze wojskowe przekazały ośmiu amerykańskich lotników jako obiekty do „ćwiczeń z anatomii”. Na Kiusiu lekarze operowali też jeńców, aby sprawdzić, czy będą w stanie przeżyć z wyciętym kawałkiem mózgu lub wątroby.
W Rabaulu, pod koniec 1944 roku, przez dwa miesiące Japończycy serwowali trzynastu jeńcom eksperymentalną dietę złożoną głównie z manioku. W wyniku tego eksperymentu czterech jeńców zmarło. Kilka miesięcy później pięciu jeńców, którzy przeżyli eksperyment, japoński lekarz rozmyślnie zaraził malarią. Dwóch zmarło, jeden ciężko zachorował. Na dwóch innych jeńcach testowano eksperymentalne leki przeciw malarii.
Pod koniec 1943 roku podczas jednej z egzekucji na wyspie Matupi grupę alianckich jeńców zabito śmiertelnymi zastrzykami. Prawdopodobnie uczyniono to w ramach pseudonaukowego eksperymentu, którego celem było przetestowanie różnych rodzajów trucizn. W obozie Tan Tui na wyspie Ambon, 90 jeńcom wstrzyknięto roztwór, będący rzekomo mieszaniną witaminy B i kazeiny; około pięćdziesięciu zmarło. W Shinagawa (dzielnica Tokio) pewien japoński lekarz lubował się w robieniu jeńcom zastrzyków, które zawierały kwas kaprylowy, ekstrakt z soi, siarkę, olej rycynowy, urynę i surowicę krwi pobraną od osób cierpiących na malarię.
Japońscy lekarze wykorzystywali także jeńców jako „króliki doświadczalne” podczas badań nad skutkami niedożywienia.

### Reakcje rządów alianckich
W trakcie wojny szczątkowe informacje o losie jeńców docierały do rządów Sprzymierzonych. Przez długi czas alianckie władze i służby wywiadowcze były jednak skłonne wierzyć, że złe traktowanie jeńców jest wynikiem samowoli lokalnych komendantów, nie zaś odgórnie zarządzoną polityką. Dawały także wiarę fałszywym pogłoskom o rzekomo dobrych warunkach panujących w obozach jenieckich w Japonii i na obszarach położonych bliżej metropolii.
Bazując na fragmentarycznych raportach o losie jeńców pracujących przy budowie Kolei Birmańskiej, rząd Wielkiej Brytanii dwukrotnie – w lipcu i sierpniu 1943 roku – za pośrednictwem neutralnej Szwajcarii złożył formalny protest do rządu Japonii. Z kolei w kwietniu 1943 roku z obozu jenieckiego w Davao na wyspie Mindanao zbiegło trzech amerykańskich oficerów. Jednym z nich był kpt. William E. Dyess, który przeżył „bataański marsz śmierci”. Po przewiezieniu do USA zarówno Dyess, jak i pozostali uciekinierzy złożyli obszerne zeznania na temat swoich przeżyć w japońskiej niewoli. Wreszcie we wrześniu 1944 roku amerykańskie okręty podwodne uratowały 152 australijskich i brytyjskich jeńców – rozbitków ze statku „Rakuyō Maru”. Jako pierwsi dostarczyli oni szczegółowych informacji z pierwszej ręki na temat nieludzkich warunków, które panowały w obozach i na placach budowy Kolei Birmańskiej. Niemniej na dobrą sprawę skala zbrodni i nadużyć, których ofiarą padali alianccy jeńcy, stała się jasna dopiero wiosną 1945 roku – po wyzwoleniu obozów jenieckich w Birmie i na Filipinach.
Rządy alianckie wielokrotnie składały kanałami dyplomatycznymi protesty u władz japońskich. Sam tylko rząd USA w latach 1943–1944 złożył ich osiemdziesiąt dziewięć. Japonia pozostawiała jednak te protesty bez odpowiedzi, ewentualnie przekazywała zaprzeczenia lub składała fałszywe wyjaśnienia.
Przez długi czas rządy alianckie starały się nie nagłaśniać informacji o japońskich zbrodniach. Obawiały się bowiem, że wpłyną one negatywnie na morale ludności cywilnej, a jednocześnie skłonią Japończyków do zaostrzenia polityki wobec jeńców, chociażby poprzez całkowite zablokowanie Czerwonemu Krzyżowi dostępu do obozów. Przez wiele miesięcy rząd USA nie ujawniał wiadomości o „marszu śmierci z Bataan”, czy straceniu lotników, których ujęto w czasie rajdu Doolittle’a. Waszyngton sprzeciwił się także upublicznieniu zeznań jeńców, którzy przeżyli zatopienie „Rakuyō Maru” (ostatecznie władze Australii i Wielkiej Brytanii uczyniły to w listopadzie 1944). Niemniej informacje o japońskich okrucieństwach krążyły wśród alianckich żołnierzy, budząc chęć zemsty. Między innymi z tego powodu podczas walk na Pacyfiku niektóre alianckie formacje – w szczególności amerykańscy marines i australijska piechota – z zasady nie brały jeńców.
Dopiero w styczniu 1944 roku Departament Wojny USA ujawnił informacje o „bataańskim marszu śmierci”, które uzyskano od Williama Dyessa, a także zezwolił na ich nagłośnienie przez prasę. Owe tragiczne wiadomości odbiły się szerokim echem w amerykańskim społeczeństwie. W tym samym miesiącu brytyjski minister spraw zagranicznych Anthony Eden przedstawił Izbie Gmin informacje na temat losu brytyjskich jeńców pracujących przy budowie dróg i kolei na obszarze Azji Południowo-Wschodniej. Zasugerował wtedy, że tysiące z nich mogły ponieść śmierć. Informacja ta wstrząsnęła brytyjską opinią publiczną.

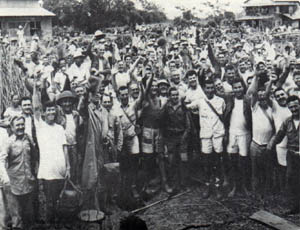
Byli jeńcy wojenni, których uwolniono w czasie rajdu na Cabanatuan

Protesty dyplomatyczne i ujawnienie informacji o losie jeńców nie pozostały całkowicie bez wpływu na postawę Japończyków. Dwukrotnie, w grudniu 1943 roku oraz w marcu 1944 roku, biuro ds. jeńców wojennych wydało rozkazy, w których podkreślało konieczność poprawy traktowania jeńców. Zaznaczono przy tym wyraźnie, że celem jest zapobieżenie nieprzyjacielskim atakom propagandowym, a także ewentualnym odwetowym represjom wobec osób pochodzenia japońskiego, które internowano w USA. W praktyce te rozkazy miały jednak niewielkie przełożenie na postępowanie komendantów obozów jenieckich.
Wyzwalanie obozów jenieckich nie znajdowało się wysoko na liście priorytetów alianckiego dowództwa; jego uwaga koncentrowała się bowiem na zniszczeniu japońskiej machiny wojennej. Wyjątkiem od tej reguły była kampania na Filipinach. 30 stycznia 1945 roku 6. batalion Rangerów, wsparty przez filipińskich partyzantów, śmiałym rajdem zdobył położony głęboko na japońskich tyłach obóz Cabanatuan. Udało się wtedy wyzwolić ponad 500 jeńców, w większości Amerykanów. 23 lutego tegoż roku niespodziewanym desantem spadochronowym zdobyto obóz w Los Baños, uwalniając ponad 2 tys. internowanych cywilów. Ponadto w pierwszych dniach bitwy o Manilę żołnierze amerykańskiej 37 Dywizji Piechoty zdobyli więzienie Bilibid, gdzie uwolnili blisko 800 jeńców wojennych oraz 530 internowanych cywilów, a także wyzwolili około 3,7 tys. cywilów, których Japończycy przetrzymywali na terenie Uniwersytetu Santo Tomas.
Australijskie dowództwo rozważało przeprowadzenie operacji w celu wyzwolenia obozów jenieckich na Ambonie i w Sandakanie, ostatecznie nie doszły one jednak do skutku.

### Bilans

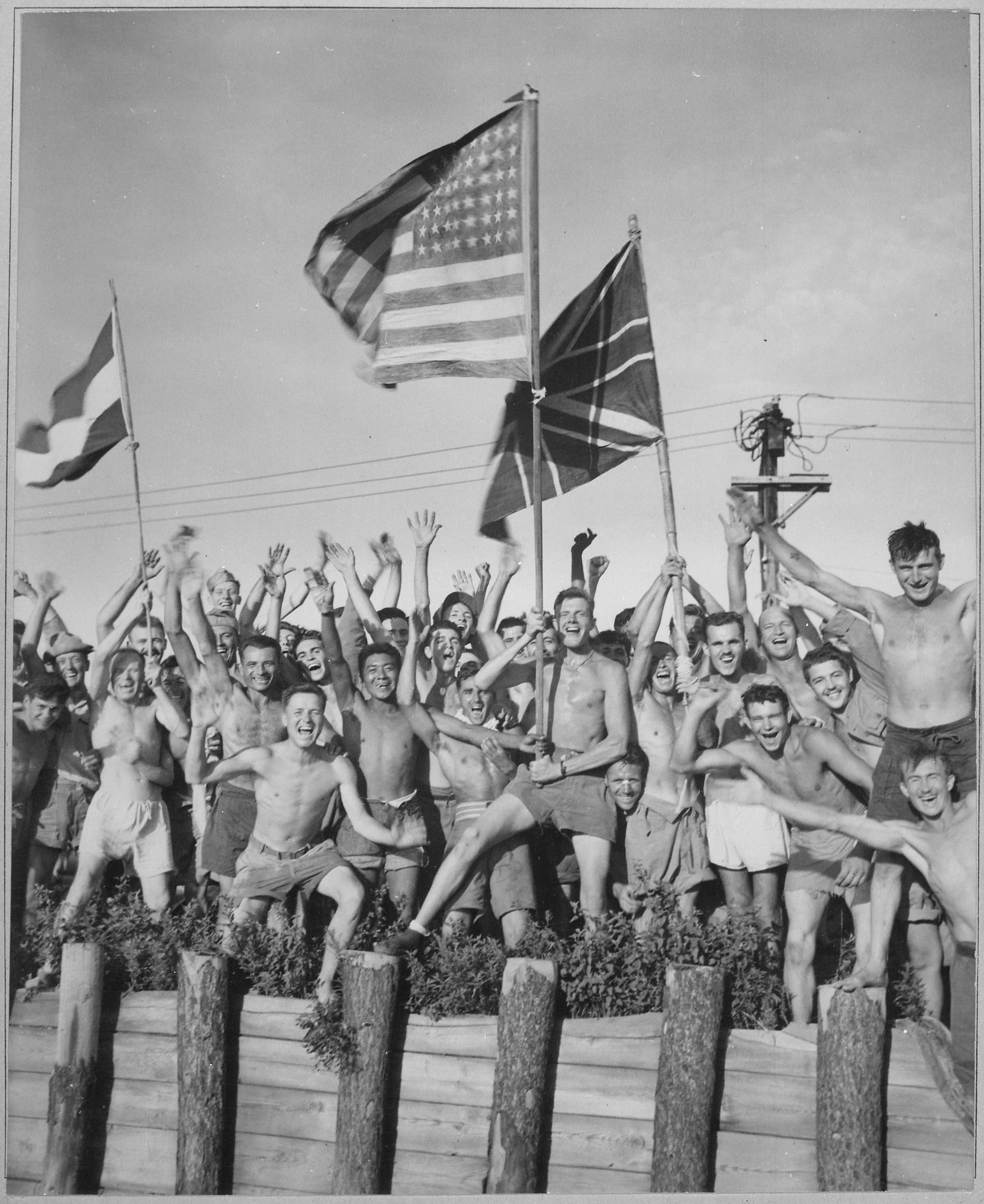
Alianccy jeńcy świętujący wyzwolenie. Obóz w Aomori na wyspie Honsiu

Według ustaleń Międzynarodowego Trybunału Wojskowego dla Dalekiego Wschodu liczba jeńców alianckich pochodzenia europejskiego (białej rasy), którzy znaleźli się w japońskiej niewoli i ponieśli w niej śmierć, przedstawiała się następująco:.
| Państwo         | Liczba jeńców | Liczba ofiar | Współczynnik śmiertelności |
| --------------- | ------------- | ------------ | -------------------------- |
| Wielka Brytania | 50 016        | 12 433       | 24,8%                      |
| Holandia        | 37 000        | 8500         | 22,9%                      |
| Australia       | 21 726        | 7412         | 34,1%                      |
| USA             | 21 580        | 7107         | 32,9%                      |
| Kanada          | 1691          | 273          | 16,1%                      |
| Nowa Zelandia   | 121           | 31           | 25,6%                      |
| Ogółem          | 132 134       | 35 756       | 27,1%                      |

Według innych źródeł do niewoli japońskiej dostało się ok. 55 tys. Brytyjczyków, 27 465 tys. Amerykanów, 22 376 Australijczyków. Historycy szacują, że całkowita liczba żołnierzy pochodzenia europejskiego, którzy znaleźli się w niewoli japońskiej, mogła sięgnąć około 140 tys. lub 144 tys.
Zdecydowana większość jeńców trafiła do niewoli w ciągu pierwszych sześciu miesięcy wojny, tj. w okresie japońskiej ofensywy. Japończycy wzięli wtedy do niewoli m.in. około 50 tys. Brytyjczyków i Australijczyków w Singapurze, 42 tys. Holendrów i 10 tys. Brytyjczyków na Jawie oraz około 22 tys. Amerykanów na Filipinach. Do tego należy dodać około 12 tys. żołnierzy francuskich, którzy dostali się do niewoli w marcu 1945 roku, po japońskim zamachu stanu w Indochinach.
Blisko jedna trzecia jeńców poniosła śmierć. Dla porównania wśród jeńców z państw zachodnich, którzy dostali się do niewoli na europejskim teatrze działań wojennych, współczynnik śmiertelności wyniósł zaledwie 4%, przy czym w przypadku jeńców amerykańskich było to nieco ponad 1%. W czasie II wojny światowej większy niż na Pacyfiku odsetek ofiar wśród jeńców wojennych odnotowano jedynie na froncie wschodnim. Współczynnik śmiertelności wśród żołnierzy Armii Czerwonej wziętych do niewoli niemieckiej oraz żołnierzy niemieckich, którzy znaleźli się w niewoli sowieckiej, sięgnął bowiem odpowiednio 60% i 45%.
Żołnierze zmarli i zamordowani w japońskiej niewoli stanowili znaczny odsetek całkowitych strat poniesionych przez aliantów w wojnie na Pacyfiku. W przypadku strat amerykańskich było to ok. 7%, a w przypadku strat australijskich – aż 50%. Ponad jedna trzecia wszystkich jeńców, którzy ponieśli śmierć w japońskiej niewoli, zginęła podczas budowy Kolei Birmańskiej, a kolejna jedna trzecia – podczas rejsów „piekielnymi statkami”.
W japońskiej niewoli znalazło się także około 180 tys. żołnierzy pochodzenia azjatyckiego, rekrutowanych z europejskich lub amerykańskich kolonii i terytoriów zależnych. Byli to przede wszystkim Filipińczycy, mieszkańcy subkontynentu indyjskiego oraz mieszkańcy Holenderskich Indii Wschodnich. Tysiące z nich zginęło podczas pierwszych tygodni pobytu w niewoli. W samym tylko obozie O’Donnell na Luzonie w ciągu niespełna pół roku zmarło ponad 26 tys. Filipińczyków. Po kilku miesiącach Japończycy zaczęli jednak zwalniać jeńców azjatyckich, kierując się przy tym zarówno względami logistycznymi, jak i propagandowymi. Jednakże w niewoli pozostawiono i poddano brutalnemu traktowaniu jeńców z Brytyjskiej Armii Indii, usiłując ich zmusić do wstąpienia w szeregi kolaboracyjnej Indyjskiej Armii Narodowej.
Daws i Margolin zwracają uwagę, że szeroko rozumiane różnice narodowe miały istotny wpływ na szanse przeżycia w japońskiej niewoli. Podkreślają, że lepsze przystosowanie Holendrów do warunków tropikalnych, a także silna grupowa solidarność wśród jeńców australijskich sprawiały, że było im łatwiej przetrwać w obozach, niż Amerykanom i Brytyjczykom, wśród których wzajemna solidarność była wyraźnie słabsza.
Zdaniem Margolina japońskie obozy jenieckie oraz obozy dla internowanych cywilów zaliczyć można do „najokropniejszych doświadczeń koncentracyjnych, jakie kiedykolwiek poznał świat”.

## Odpowiedzialność sprawców

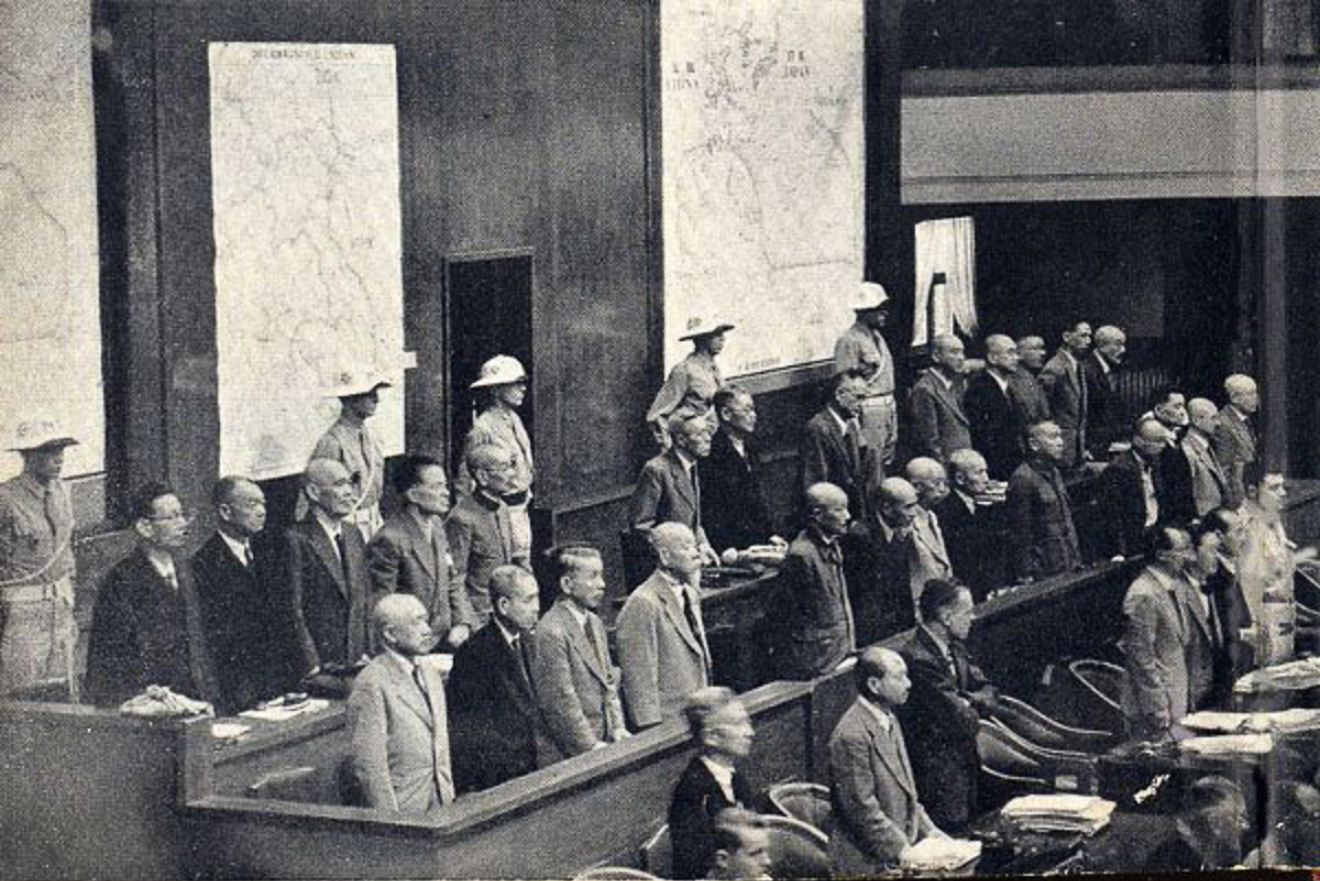
Japońscy przywódcy na ławie oskarżonych podczas procesu przed Międzynarodowym Trybunałem Wojskowym dla Dalekiego Wschodu w Tokio

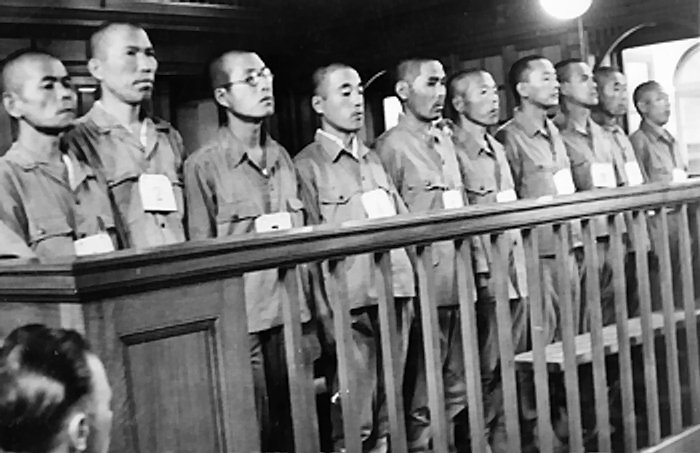
Japońscy oskarżeni przed brytyjskim trybunałem w Singapurze, rok 1946

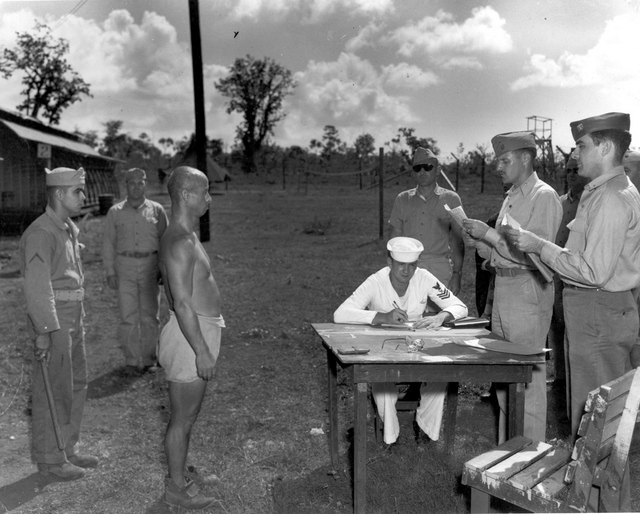
Proces japońskich zbrodniarzy wojennych na wyspie Guam (1948)

Co do zasady władze japońskie nie wyciągały żadnych konsekwencji wobec żołnierzy lub innych osób, które źle traktowały jeńców. Skargi do komendantów na złe warunki bytowe czy brutalne traktowanie ze strony strażników były bagatelizowane, a czasami powodowały pogorszenie traktowania. Nie zmieniał tego fakt, że złe traktowanie jeńców działało na niekorzyść Japonii, gdyż utrudniało ich wykorzystanie w charakterze niewolniczej siły roboczej. W czasie wojny japońskie władze wojskowe postawiły przed sądem wojennym tylko dwóch żołnierzy oskarżonych o zabijanie i okrutne traktowanie jeńców w czasie budowy Kolei Birmańskiej.
Po kapitulacji Japonii, jeszcze przed rozpoczęciem alianckiej okupacji, japońskie siły zbrojne usiłowały zatrzeć ślady popełnionych zbrodni. Między innymi na atolu Wake ekshumowano i przeniesiono szczątki jeńców zamordowanych w październiku 1943 roku, chcąc w ten sposób uprawdopodobnić tezę, że zginęli oni w amerykańskim nalocie. Z kolei 20 sierpnia 1945 roku oficer stojący na czele departamentu ds. obozów jenieckich w Ministerstwie Wojny wysłał telegram do dowódców okręgów wojskowych, na terenie których znajdowały się obozy jenieckie, w którym znalazły się następujące wytyczne:

1. Dokumenty, które dostawszy się w ręce nieprzyjaciela, mogłyby świadczyć przeciwko nam, należy traktować jak dokumenty tajne i zniszczyć. 2. Członkom załogi obozowej, którzy źle traktowali jeńców wojennych i internowane osoby cywilne lub którzy cieszą się wśród nich szczególnie złą opinią, zezwala się na natychmiastowe przeniesienie na inne miejsce lub na ukrycie się bez śladu.

W statucie Międzynarodowego Trybunału Wojskowego dla Dalekiego Wschodu zbrodnie i podejrzanych o ich popełnienie sklasyfikowano według trzech kategorii: „A”, „B”, „C”. Zbrodniarze kategorii „A” mieli być sądzeni przed Trybunałem obradującym w Tokio. W celu osądzenia zbrodniarzy niższych kategorii rządy alianckie powołały natomiast 51 trybunałów, które działały na obszarze Azji i Pacyfiku. 12 listopada 1948 roku Międzynarodowy Trybunał Wojskowy uznał winnymi 25 spośród 28 postawionych w stan oskarżenia japońskich przywódców politycznych i wojskowych. Siedmiu zostało skazanych na karę śmierci i straconych. Z kolei między październikiem 1945 a kwietniem 1951 trybunały powołane przez rządy USA, Wielkiej Brytanii, Australii, Holandii, Francji, Filipin i Chin osądziły 5379 Japończyków, 173 Formozańczyków oraz 148 Koreańczyków. 984 podsądnych skazano na karę śmierci, 475 na karę dożywotniego pozbawienia wolności, a 2944 na kary więzienia.
Zbrodnie na alianckich jeńcach zasadniczo pozostawały na marginesie zainteresowania Międzynarodowego Trybunału Wojskowego, którego uwaga skupiała się na osądzeniu sprawców zbrodni przeciwko pokojowi. Tylko ośmiu zbrodniarzy kategorii „A” skazano za zbrodnie na jeńcach wojennych, przy czym czterech – w tym premiera i ministra wojny Hideki Tōjō – skazano na śmierć.
73% zbrodniarzy kategorii „B” i „C” zostało skazanych za zbrodnie wojenne w rozumieniu konwencji genewskiej i haskiej, w tym za mordowanie i nieludzkie traktowanie alianckich jeńców wojennych. Dokładna liczba wyroków, które dotyczyły bezpośrednio zbrodni na jeńcach, pozostaje jednak trudna do ustalenia. Wśród skazanych znaleźli się m.in.: gen Masaharu Homma – dowódca japońskich wojsk na Filipinach w czasie, gdy odbywał się „marsz śmierci” z Bataan (stracony w 1946), gen. Shiyoku Kou (Hong Sa-ik) – od marca 1944 roku zwierzchnik wszystkich obozów jenieckich na Filipinach (stracony w 1946), kadm. Shigematsu Sakaibara – wydał rozkaz wymordowania amerykańskich jeńców na atolu Wake (stracony w 1947), wiceadm. Naomasa Sakonju – wydał rozkaz wymordowania rozbitków z MV „Behar” (stracony w 1948), gen. Takuma Nishimura – odpowiedzialny za masakrę australijskich i hinduskich jeńców w Parit Sulong (stracony w 1951), komendanci obozów jenieckich Cabanatuan i O’Donnell (odpowiednio wyrok śmierci i wyrok dożywotniego więzienia), komendant i zastępca komendanta obozu na wyspie Haruku (obaj straceni w 1946).
Generał Masao Baba, dowódca wojsk japońskich na północnym Borneo w czasie, gdy odbywały się „marsze śmierci” z Sandakanu do Ranau, został skazany na karę śmierci i stracony. Ponadto w sprawach dotyczących mordowania i złego traktowania jeńców z obozu w Sandakanie skazano jeszcze 64 Japończyków i Formozańczyków, przy czym dziesięciu, w tym obaj komendanci, otrzymało wyroki śmierci.
W sprawach dotyczących mordowania i złego traktowania jeńców osadzonych w obozie Tan Tui na Ambonie skazano 36 Japończyków, przy czym czterech otrzymało wyroki śmierci. Ponadto skazano 10 japońskich oficerów i żołnierzy, którzy uczestniczyli w masakrze australijskich i holenderskich jeńców na lotnisku Laha (jednego stracono) oraz trzech żołnierzy, którzy uczestniczyli w egzekucji australijskich lotników na Ambonie w sierpniu 1944 roku (wszystkich stracono). Na kary więzienia skazano również 16 japońskich oficerów i żołnierzy oskarżonych o złe traktowanie jeńców osadzonych w obozie na wyspie Hajnan.
Na karę śmierci skazano 32 oficerów i strażników, którzy dopuszczali się zbrodni w czasie budowy Kolei Birmańskiej.
Po 1948 roku alianckie trybunały zajmujące się sprawami japońskich zbrodni wojennych zaczęły ograniczać swoją działalność. Po zawarciu przez mocarstwa zachodnie traktatu pokojowego z Japonią (1951) zbrodniarzy odsiadujących wyroki więzienia zaczęto repatriować do Japonii, gdzie mieli odbyć resztę kary. Do grudnia 1958 roku wszyscy wyszli na wolność na mocy amnestii. W 1979 roku siedmiu zbrodniarzy kategorii „A” straconych z wyroku Międzynarodowego Trybunału Wojskowego uczczono w chramie Yasukuni w Tokio.
Znaczna liczba japońskich zbrodniarzy wojennych odpowiedzialnych za mordowanie i nieludzkie traktowanie alianckich jeńców wojennych uniknęła odpowiedzialności karnej.

## Epilog

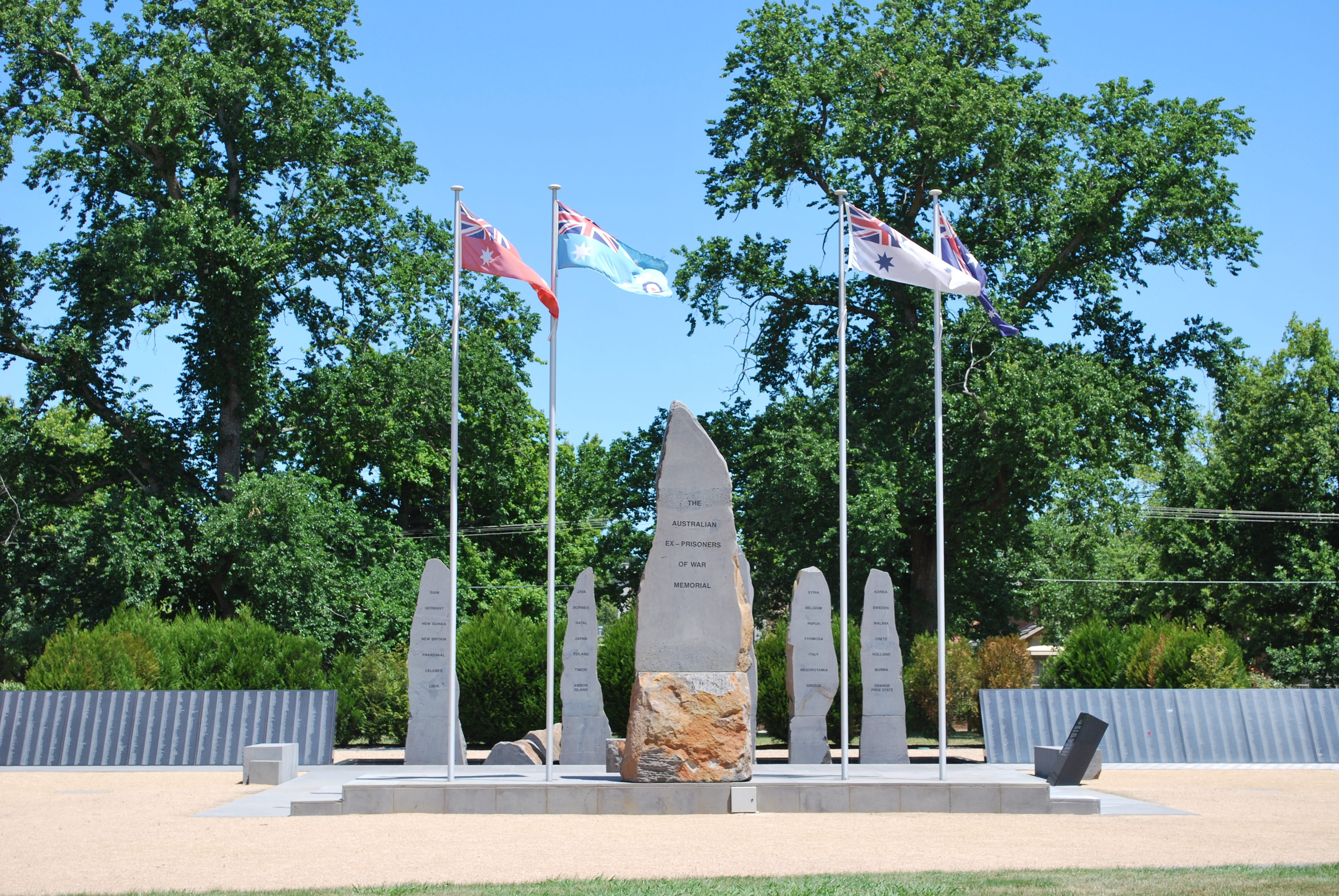
Ballarat. Fragment miejsca pamięci poświęconego jeńcom australijskim

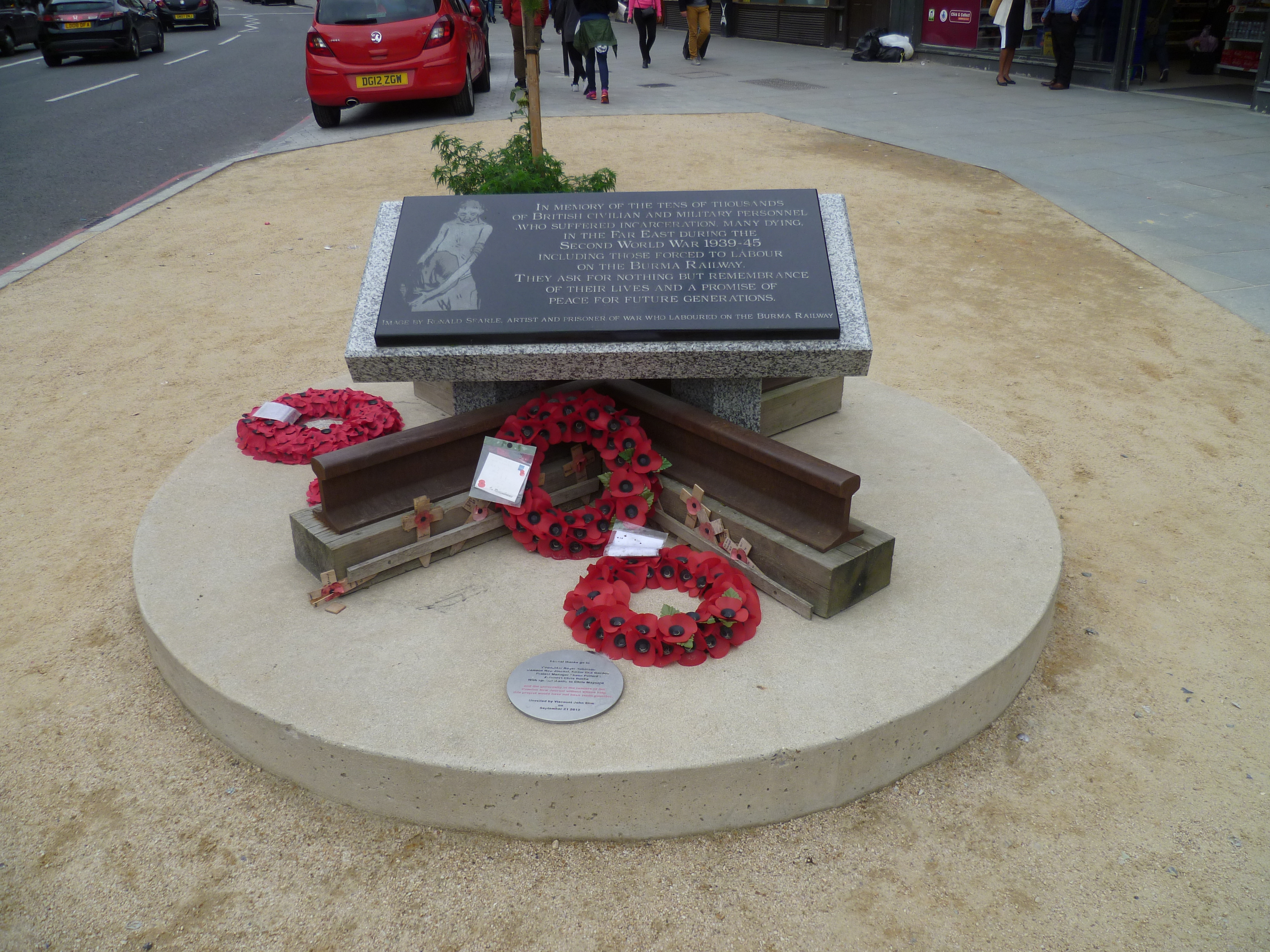
Pomnik upamiętniający brytyjskich jeńców pracujących przy budowie Kolei Birmańskiej. Camden High Street w Londynie

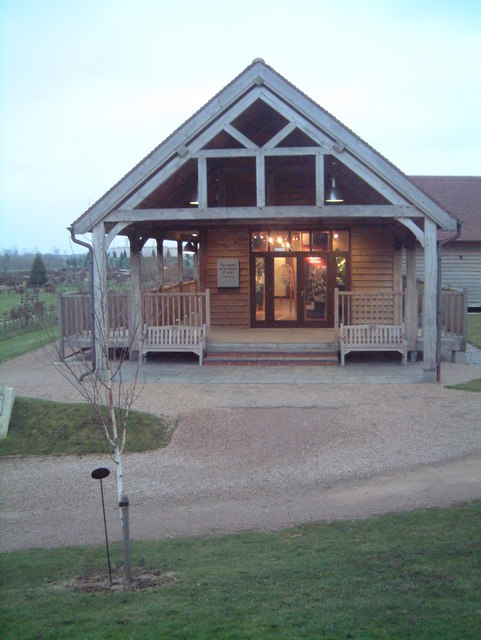
Miejsce pamięci poświęcone „jeńcom Dalekiego Wschodu”. National Memorial Arboretum w Alrewas

Wielu alianckich żołnierzy, którzy przeżyli japońską niewolę, nigdy nie powróciło do pełni zdrowia – zarówno pod względem fizycznym, jak i psychicznym. Badania przeprowadzone wśród byłych jeńców australijskich, wskazywały, że 35% cierpiało na zesztywnienie stawów, 61% na owrzodzenia żylakowate, 49% na infekcje skórne, a 7% przebyło cholerę. Wielu byłych jeńców przez długie lata odczuwało skutki chorób tropikalnych, których nabawili się w niewoli. Ponadto wśród blisko połowy australijskich jeńców, których przebadano w latach 80., zdiagnozowano zaburzenia lękowe. Inne badanie wskazywało, że blisko jedna trzecia żołnierzy, którzy przeżyli japońską niewolę, zdradza symptomy PTSD. Wielu cierpiało także na depresję, bezsenność oraz inne zaburzenia psychiczne.
W latach 1949–1959 współczynnik śmiertelności wśród byłych jeńców był czterokrotnie wyższy, niż wśród innych weteranów wojennych. W kolejnych latach różnice te uległy pewnemu spłaszczeniu, niemniej współczynnik śmiertelności nadal utrzymywał się na wysokim poziomie.
Na mocy traktatu pokojowego z San Francisco byłym brytyjskim jeńcom wypłacono odszkodowania ze środków uzyskanych ze sprzedaży skonfiskowanych japońskich aktywów. Na każdego jeńca przypadła jednak kwota w wysokości zaledwie 76 funtów szterlingów. Początkowo tylko rząd Kanady przyznał automatycznie renty inwalidzkie wszystkim byłym żołnierzom, którzy w czasie wojny przebywali w niewoli japońskiej (połowa lat 60.).
Przez długi czas wojna na Pacyfiku i jej ofiary pozostawały na marginesie pamięci historycznej społeczeństw zachodnich. Byli jeńcy napotykali na obojętność, a czasami wręcz nieprzychylną postawę własnych społeczeństw i rządów. W Australii rozpowszechniony był stereotyp, iż są oni ludźmi psychicznie niestabilnymi. Losy jeńców przez długi czas były także ignorowane przez historyków. Dla przykładu w pięciotomowej History of the Second World War – oficjalnej brytyjskiej historii II wojny światowej, jeńcom wojennym Dalekiego Wschodu poświęcono zaledwie dziesięć stron.
Wpływ na ten stan rzeczy miało kilka czynników. Z jednej strony w pamięci historycznej społeczeństw zachodnich (z wyjątkiem Australii) pierwszoplanowe miejsce zajmowały zmagania z nazistowskimi Niemcami, a zbrodnie japońskie zostały przyćmione przez Holocaust. Jako przykład posłużyć może Holandia, gdzie pierwszoplanowe miejsce w pamięci historycznej zajęła niemiecka okupacja kraju w latach 1940–1945, podczas gdy losy żołnierzy i cywilów, którzy znaleźli się w japońskiej niewoli, nie budziły większego zainteresowania. Równie istotny był fakt, iż po rozpoczęciu zimnej wojny Japonia stała się ważnym elementem bloku zachodniego. Niechęć rządów zachodnich do zadrażniania stosunków z Tokio wzrosła jeszcze bardziej, gdy powojenny cud gospodarczy pozwolił Japonii awansować do rangi drugiej gospodarki globu. Protesty byłych jeńców przeciwko wizycie cesarza Hirohito w Wielkiej Brytanii i odznaczeniu go Orderem Podwiązki przeszły bez większego echa (1971).
Sytuacja uległa zmianie w latach 90., kiedy to zachodnie społeczeństwa i historiografia zaczęły okazywać większe zainteresowanie problemem ofiar konfliktów zbrojnych i ich indywidualnym losów. Nie bez znaczenia było także długotrwałe zahamowanie japońskiego wzrostu gospodarczego. W 1988 roku w Wielkiej Brytanii powstało stowarzyszenie Japanese Labour Camp Survivors’ Association, które postawiło sobie za cel uzyskanie od rządu japońskiego oficjalnych przeprosin i finansowej rekompensaty dla byłych jeńców. Siedem lat później byli jeńcy amerykańscy złożyli do sądu w Tokio zbiorowy pozew, w którym znalazły się podobne żądania. W 1998 roku silne protesty towarzyszyły wizycie cesarza Akihito w Wielkiej Brytanii.
W 2000 roku rząd brytyjski przyznał jednorazową kwotę w wysokości 10 tys. funtów dla każdego byłego jeńca lub internowanego cywila, bądź na rzecz ich żyjącego małżonka. Łącznie wypłacono z tego tytułu odszkodowania w wysokości 250 mln funtów. Rok później podobną rekompensatę wypłacił byłym jeńcom rząd Australii.
W lutym 2004 roku na terenie kompleksu ogrodów botanicznych w Ballarat odsłonięto pomnik upamiętniający Australijczyków, którzy w czasie II wojny światowej przebywali w niewoli państw Osi, w tym w niewoli japońskiej.
8 maja 2005 roku miejsce pamięci poświęcone „jeńcom Dalekiego Wschodu” (Far East prisoners of war) odsłonięto na terenie National Memorial Arboretum w brytyjskim Alrewas.

## W kulturze

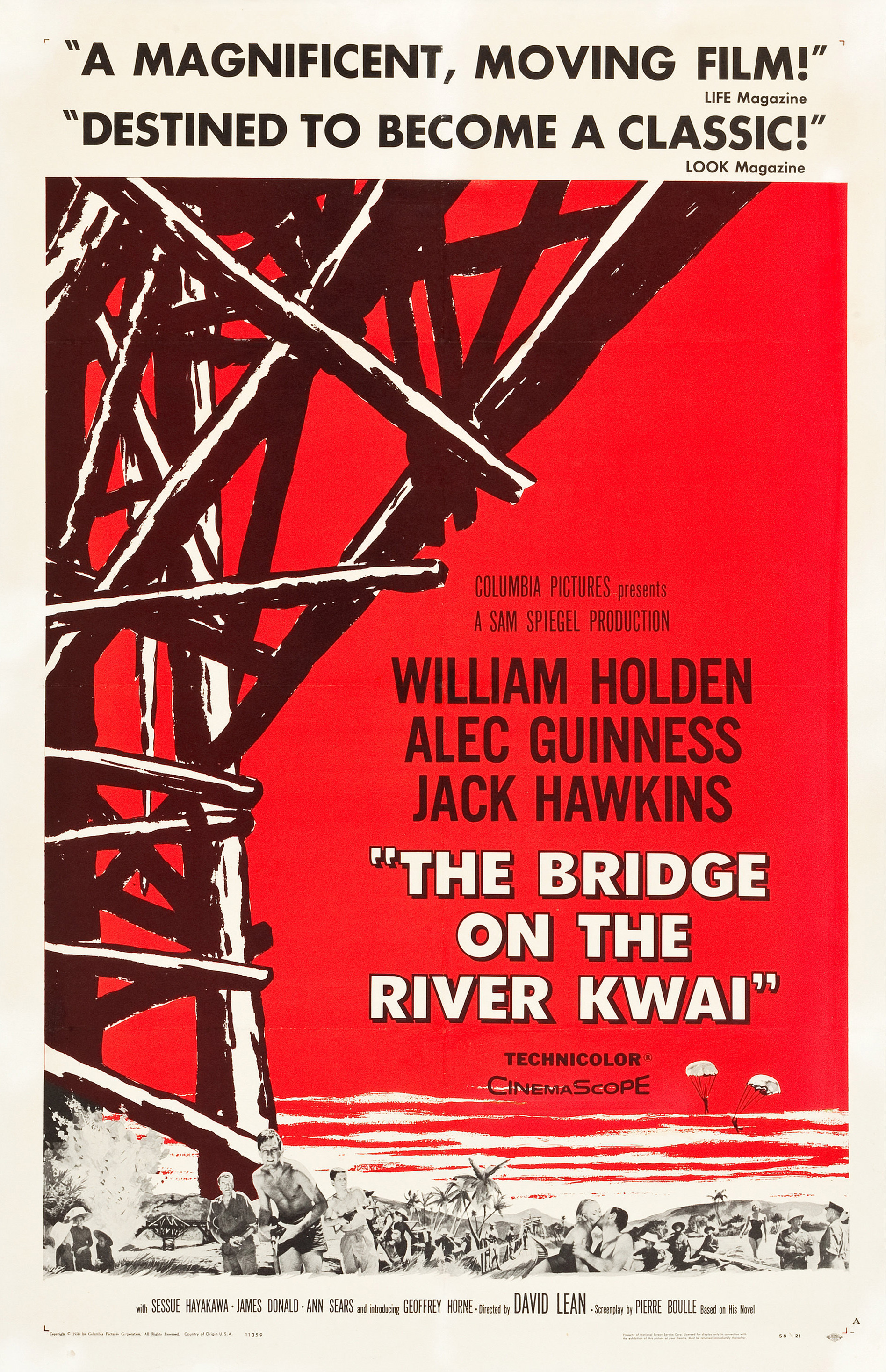
Plakat z 1958 roku reklamujący film Most na rzece Kwai

Losom jeńców alianckich w niewoli japońskiej poświęcone są liczne dzieła kultury, spośród których wymienić można:
- powieść Most na rzece Kwai autorstwa Pierre’a Boulle’a z 1952 roku, zekranizowaną pięć lat później przez Davida Leana[499].
- powieść Król szczurów autorstwa Jamesa Clavella z 1962 roku, zekranizowaną trzy lata później przez Bryana Forbesa[500].
- brytyjski dramat wojenny The Camp on Blood Island z 1958 roku (reż. Val Guest)[501].
- brytyjsko-japońsko-nowozelandzki dramat wojenny Wesołych świąt, pułkowniku Lawrence z 1983 roku (reż. Nagisa Ōshima)[502].
- amerykański dramat wojenny Women of Valor z 1986 roku (tytuł pol. Waleczne kobiety) w reżyserii Buzza Kulika[503].
- amerykański dramat wojenny Imperium słońca z 1987 roku (reż. Steven Spielberg)[504].
- brytyjski dramat wojenny Powrót znad rzeki Kwai z 1989 roku (reż. Andrew V. McLaglen)[505].
- australijski dramat wojenny Blood Oath z 1990 roku (tytuł pol. W imię braterskiej krwi) w reżyserii Stephena Wallace’a[506].
- autobiograficzną powieść The Railway Man autorstwa Erica Lomaxa[507] z 1995 roku, zekranizowaną w 2013 roku przez Jonathana Teplitzky’ego (tytuł pol. Droga do zapomnienia)[508].
- australijski dramat wojenny Rajska droga z 1997 roku (reż. Bruce Beresford)[509].
- amerykański dramat wojenny To End All Wars z 2001 roku (tytuł pol. Droga do wolności) w reżyserii Davida L. Cunninghama[510].
- amerykańsko-australijski dramat wojenny The Great Raid z 2005 roku (tytuł pol. VI Batalion) w reżyserii Johna Dahla[511].
- australijski dramat wojenny Sisters of War z 2010 roku (tytuł pol. Wojenne siostry) w reżyserii Brendana Mahera[512].
- amerykański dramat wojenny Unbroken z 2014 roku (tytuł pol. Niezłomny) w reżyserii Angeliny Jolie[513].
- amerykański dramat Unbroken: Path to Redemption z 2018 roku (tytuł pol. Niezłomny: Droga do odkupienia) w reżyserii Harolda Cronka[514].

Masakrę chińskich jeńców wojennych w Nankinie ukazano m.in. w chińskich dramatach wojennych Nanjing 1937 z 1995 roku (南京1937, reż. Wu Ziniu) oraz Nánjīng! Nánjīng!  z 2009 roku (南京! 南京!, tytuł pol. Miasto życia i śmierci, reż. Lu Chuan).